# A Ki vagy, doki? epizódjainak listája
Itt található a Ki vagy, doki? (Doctor Who) című televíziós sorozat epizódlistája.
Az eredeti, 1963–1989 közötti Doctor Who sorozatnak 26 évadja volt, egy 86 perces TV film követte. 10 év után, 2005-ben a sorozatot folytatták, a számozást újrakezdték, ez az új sorozat ismert hazánkban is.
A klasszikus sorozat kisebb minisorozatokból (serials) tevődött össze, minisorozatonként öt-hat 20-25 perces, vetítési időpont alapján jól elhatárolható epizódból állt. Az első hat évadából sok rész elveszett, a BBC fotónovellaként rekonstruálta a felvételeket. A harmadik Doktor részei közül néhány csak fekete fehérként maradt meg.
Az újabb évadok készítésekor elvetették a klasszikus minisorozat-szerkezetet, hanem az általában szokásos 45 perces epizódokból álltak össze az évadok – habár sok összefüggő, két- és három részes epizód is van. Az új sorozat évadaiban mindig van egy átívelés a történetben, amikre magyarázat csak az évadok végén adódik. Az 1963-as évadokban csak pár ilyen volt (pl.: Az idő kulcsa, Egy Időlord tárgyalása).
A BBC az epizódokon kívül ünnepi különkiadásokat (Specials) is megjelentet, általában évadonként egyet, ezek karácsonykor, illetve újévkor láthatóak, s többnyire cselekményük is kapcsolódik az ünnephez. Ezek nagyjából olyan szorosan (vagy lazán) kapcsolódnak az egész sorozathoz, mint bármelyik más epizód.

## Rövid áttekintés
| Klasszikus Doktorok | 1. Doktor – William Hartnell      | 2. Doktor – Patrick Troughton      | 3. Doktor – Jon Pertwee       | 4. Doktor – Tom Baker      | 5. Doktor – Peter Davison        | 6. Doktor – Colin Baker    | 7. Doktor – Sylvester McCoy | 8. Doktor – Paul McGann |
| Évadok              | 1, 2, 3, 4                        | (4), 5, 6                          | 7, 8, 9, 10, 11               | 12, 13, 14, 15, 16, 17, 18 | 19, 20, 21                       | (21), 22, 23               | 24, 25, 26                  | TV film                 |
| Történetek/Részek   | 29/134                            | 21/119                             | 24/128                        | 41/172                     | 20/69                            | 8/31                       | 13/43                       | 1/1*                    |
| Futás               | 1963 – 1966                       | 1966 – 1969                        | 1970 – 1974                   | 1974 – 1981                | 1982 – 1984                      | 1984 – 1986                | 1987 – 1989                 | 1996                    |
| Új Doktorok         | 9. Doktor – Christopher Eccleston | 10. Doktor – David Tennant         | 11. Doktor – Matt Smith       | 12. Doktor – Peter Capaldi | 13. Doktor – Jodie Whittaker     | 14. Doktor – David Tennant |                             |                         |
| Évadok              | 1                                 | 2, 3, 4, különkiadások (2008-2010) | 5, 6, 7, különkiadások (2013) | 8, 9, 10                   | 11, 12, 13, különkiadások (2022) | 60. évforduló              |                             |                         |
| Történetek/Részek   | 10/13                             | 37/47                              | 40/44                         | 31/40                      | 24/31                            | 3/3                        |                             |                         |
| Futás               | 2005                              | 2005 – 2010                        | 2010 – 2013                   | 2013 – 2017                | 2017 – 2022                      | 2022 – 2023                |                             |                         |
| Legújabb Doktorok   | 15. Doktor – Ncuti Gatwa          | 16. Doktor - Billie Piper          |                               |                            |                                  |                            |                             |                         |
| Évadok              | 1, 2                              | 3                                  |                               |                            |                                  |                            |                             |                         |
| Történetek/Részek   | 16/18                             |                                    |                               |                            |                                  |                            |                             |                         |
| Futás               | 2023 - 2025                       | 2025 -                             |                               |                            |                                  |                            |                             |                         |

* A nyolcadik Doktorral csak egy film készült, viszont sok hangjáték folytatta a kalandjait.
Regenerálódását egy 2013-as mini epizódban, a Night of the Doctor-ban láthatták a nézők, amikor az Időháborút megvívó, Háborús Doktorrá inkarnálódott.

## A klasszikus sorozat (1963–1989)
Az első három évadban minden epizódnak más címe volt. Ezeket az epizódokat történetekre osztották, mert pl.: Az An Unearthly Child-nek semmi köze nincs a The Daleks-hez. A későbbi részeknek már nem volt más címük csak annyi hogy Part one, Part two...

(Elveszett epizódok szürkével)

### Első Doktor – William Hartnell
Az Első Doktor a Doktor nevezetű Idő Lord legelső inkarnációja, aki miután ellopott a népétől egy hibás T.A.R.D.I.S.-t renegát életmódba kezdett unokájával együtt és rövidesen a Föld bolygón találták magukat. Két tanárnak, Barbara Wrightnak és Ian Chestronnak felkelti a figyelmét egy Susan Forman nevű lány kivételes intelligenciája. Elmennek hozzá, de csak egy szeméttelepet találtak és egy rendőrségi fülkét. Belebotlanak egy öregúrba, aki magát csak Doktornak hívja. Így lesznek útitársai a Doktornak, aki eleinte elég mogorva, de utána már mindent megtesz az emberiség érdekében. Regenerációját időskori végelgyengülés okozta, miután megakadályozott egy cyberman támadást.

#### Első évad
| Szám | Első vetítés         | Kód | Cím Nem hivatalos magyar cím                                                                                    | Epizódok címe                                             |
| ---- | -------------------- | --- | --- | --------------------------------------------------------- |
| 01   | 1963. november 23.   | A   | An Unearthly Child (Egy földönkívüli gyerek) 100,000 BC(I.e. 100,000) The Tribe of Gum(A gum törzs)             | An Unearthly Child (Egy földönkívüli gyermek)             |
| 01   | 1963. november 30.   | A   | An Unearthly Child (Egy földönkívüli gyerek) 100,000 BC(I.e. 100,000) The Tribe of Gum(A gum törzs)             | The Cave of Skulls (A koponyák barlangja)                 |
| 01   | 1963. december 7.    | A   | An Unearthly Child (Egy földönkívüli gyerek) 100,000 BC(I.e. 100,000) The Tribe of Gum(A gum törzs)             | The Forest of Fear (A félelem erdeje)                     |
| 01   | 1963. december 7.    | A   | An Unearthly Child (Egy földönkívüli gyerek) 100,000 BC(I.e. 100,000) The Tribe of Gum(A gum törzs)             | The Firemaker (A tűzgyújtó)                               |
| 02   | 1963. december 21.   | B   | The Daleks (A dalekok) The Dead Planet(a halott bolygó) The Mutants(Mutánsok)                                   | The Dead Planet (A halott bolygó)                         |
| 02   | 1963. december 28.   | B   | The Daleks (A dalekok) The Dead Planet(a halott bolygó) The Mutants(Mutánsok)                                   | The Survivors (A túlélők)                                 |
| 02   | 1964. január 4.      | B   | The Daleks (A dalekok) The Dead Planet(a halott bolygó) The Mutants(Mutánsok)                                   | The Escape (Menekülés)                                    |
| 02   | 1964. január 11.     | B   | The Daleks (A dalekok) The Dead Planet(a halott bolygó) The Mutants(Mutánsok)                                   | The Ambush (A csapda)                                     |
| 02   | 1964. január 18.     | B   | The Daleks (A dalekok) The Dead Planet(a halott bolygó) The Mutants(Mutánsok)                                   | The Expedition (Az expedíció)                             |
| 02   | 1964. január 25.     | B   | The Daleks (A dalekok) The Dead Planet(a halott bolygó) The Mutants(Mutánsok)                                   | The Ordeal (A megpróbáltatás)                             |
| 02   | 1964. február 1.     | B   | The Daleks (A dalekok) The Dead Planet(a halott bolygó) The Mutants(Mutánsok)                                   | The Rescue (A mentőakció)                                 |
| 03   | 1964. február 8.     | C   | The Edge of Destruction (A megsemmisülés szélén) Inside the Spaceship(Az űrhajóban) Beyond the Sun(Túl a napon) | The Edge of Destruction (A megsemmisülés szélén)          |
| 03   | 1964. február 15.    | C   | The Edge of Destruction (A megsemmisülés szélén) Inside the Spaceship(Az űrhajóban) Beyond the Sun(Túl a napon) | The Brink of Disaster (A pusztulás határán)               |
| 04   | 1964. február 22.    | D   | Marco Polo (Marco Polo)                                                                                         | The Roof of the World (A világ tetején)                   |
| 04   | 1964. február 29.    | D   | Marco Polo (Marco Polo)                                                                                         | The Singing Sands (Az éneklő homok)                       |
| 04   | 1964. március 7.     | D   | Marco Polo (Marco Polo)                                                                                         | Five Hundred Eyes (500 szem)                              |
| 04   | 1964. március 14.    | D   | Marco Polo (Marco Polo)                                                                                         | The Wall of Lies (A hazugság fala)                        |
| 04   | 1964. március 21.    | D   | Marco Polo (Marco Polo)                                                                                         | Rider from Shang-Tu (A lovas Shang-Tuból)                 |
| 04   | 1964. március 28.    | D   | Marco Polo (Marco Polo)                                                                                         | Mighty Kublai Khan (A hatalmas Kublai kán)                |
| 04   | 1964. április 4.     | D   | Marco Polo (Marco Polo)                                                                                         | Assassin at Peking (Merénylet Pekingben)                  |
| 05   | 1964. április 11.    | E   | The Keys of Marinus (Marinus Kulcsai) The Sea of Death(A halál tengere)                                         | The Sea of Death (A halál tengere)                        |
| 05   | 1964. április 18.    | E   | The Keys of Marinus (Marinus Kulcsai) The Sea of Death(A halál tengere)                                         | The Velvet Web (A bársonyos háló)                         |
| 05   | 1964. április 25.    | E   | The Keys of Marinus (Marinus Kulcsai) The Sea of Death(A halál tengere)                                         | The Screaming Jungle (A sikító dzsungel)                  |
| 05   | 1964. május 2.       | E   | The Keys of Marinus (Marinus Kulcsai) The Sea of Death(A halál tengere)                                         | The Snows of Terror (A terror hava)                       |
| 05   | 1964. május 9.       | E   | The Keys of Marinus (Marinus Kulcsai) The Sea of Death(A halál tengere)                                         | Sentence of Death (Halálra ítélve)                        |
| 05   | 1964. május 16.      | E   | The Keys of Marinus (Marinus Kulcsai) The Sea of Death(A halál tengere)                                         | The Keys of Marinus (Marinus kulcsai)                     |
| 06   | 1964. május 23.      | F   | The Aztecs (Az Aztékok)                                                                                         | The Temple of Evil (A gonosz temploma)                    |
| 06   | 1964. május 30.      | F   | The Aztecs (Az Aztékok)                                                                                         | The Warriors of Death (A halál harcosai)                  |
| 06   | 1964. június 6.      | F   | The Aztecs (Az Aztékok)                                                                                         | The Bride of Sacrifice (A menyasszony áldozatai)          |
| 06   | 1964. június 16.     | F   | The Aztecs (Az Aztékok)                                                                                         | The Day of Darkness (A sötétség napja)                    |
| 07   | 1964. június 20.     | G   | The Sensorites (A Sensoriták)                                                                                   | Strangers in Space (Idegenek az űrben)                    |
| 07   | 1964. június 27      | G   | The Sensorites (A Sensoriták)                                                                                   | The Unwilling Warriors (A tudatlan harcosok)              |
| 07   | 1964. július 11.     | G   | The Sensorites (A Sensoriták)                                                                                   | Hidden Danger (Rejtett veszély)                           |
| 07   | 1964. július 18.     | G   | The Sensorites (A Sensoriták)                                                                                   | A Race Against Death (Verseny a halállal)                 |
| 07   | 1964. július 25.     | G   | The Sensorites (A Sensoriták)                                                                                   | Kidnap (Elrabolták)                                       |
| 07   | 1964. augusztus 1.   | G   | The Sensorites (A Sensoriták)                                                                                   | A Desperate Venture (Kétségbeesett Vállalkozás)           |
| 08   | 1964. augusztus 8.   | H   | The Reign of Terror (A terror uralma) The French Revolution(A francia forradalom)                               | A Land of Fear (A félelem földje)                         |
| 08   | 1964. augusztus 15.  | H   | The Reign of Terror (A terror uralma) The French Revolution(A francia forradalom)                               | Guests of Madame Guillotine (Madame Guillotine vendégei)  |
| 08   | 1964. augusztus 22.  | H   | The Reign of Terror (A terror uralma) The French Revolution(A francia forradalom)                               | A Change of Identity (A személyazonosság megváltoztatása) |
| 08   | 1964. augusztus 29.  | H   | The Reign of Terror (A terror uralma) The French Revolution(A francia forradalom)                               | The Tyrant of France (Franciaország zsarnokai)            |
| 08   | 1964. szeptember 5.  | H   | The Reign of Terror (A terror uralma) The French Revolution(A francia forradalom)                               | A Bargain of Necessity (Egy szükséges alku)               |
| 08   | 1964. szeptember 12. | H   | The Reign of Terror (A terror uralma) The French Revolution(A francia forradalom)                               | Prisoners of Conciergerie (Conciergerie foglyai)          |

#### Második évad
| Szám | Első vetítés       | Kód | Cím Nem hivatalos magyar cím                                                                    | Epizódok címe                                           |
| ---- | ------------------ | --- | ----------------------------------------------------------------------------------------------- | ------------------------------------------------------- |
| 09   | 1964. október 31.  | J   | Planet of Giants (Az óriások bolygója)                                                          | Planet of Giants (Az óriások bolygója)                  |
| 09   | 1964. november 7.  | J   | Planet of Giants (Az óriások bolygója)                                                          | Dangerous Journey (Veszélyes utazás)                    |
| 09   | 1964. november 14. | J   | Planet of Giants (Az óriások bolygója)                                                          | Crisis (Válság)                                         |
| 10   | 1964. november 21. | K   | The Dalek Invasion of Earth (A föld dalek inváziója) World's End (Világvége)                    | World's End (Világvége)                                 |
| 10   | 1964. november 28. | K   | The Dalek Invasion of Earth (A föld dalek inváziója) World's End (Világvége)                    | The Daleks (A dalekok)                                  |
| 10   | 1964. december 5.  | K   | The Dalek Invasion of Earth (A föld dalek inváziója) World's End (Világvége)                    | Day of Reckoning (A leszámolás napja)                   |
| 10   | 1964. december 12. | K   | The Dalek Invasion of Earth (A föld dalek inváziója) World's End (Világvége)                    | The End of Tomorrow (A holnap vége)                     |
| 10   | 1964. december 19. | K   | The Dalek Invasion of Earth (A föld dalek inváziója) World's End (Világvége)                    | The Waking Ally (Az ébredő társ)                        |
| 10   | 1964. december 26. | K   | The Dalek Invasion of Earth (A föld dalek inváziója) World's End (Világvége)                    | Flashpoint (Égéspont)                                   |
| 11   | 1965. január 2.    | L   | The Rescue (A mentőakció)                                                                       | The Powerful Enemy (A nagy ellenség)                    |
| 11   | 1965. január 9.    | L   | The Rescue (A mentőakció)                                                                       | Desperate Measures (Kétségbeesett intézkedések)         |
| 12   | 1965. január 16.   | M   | The Romans (A rómaiak)                                                                          | The Slave Traders (A rabszolgakereskedők)               |
| 12   | 1965. január 23.   | M   | The Romans (A rómaiak)                                                                          | All Roads Lead to Rome (Minden út Rómába vezet)         |
| 12   | 1965. január 30    | M   | The Romans (A rómaiak)                                                                          | Conspiracy (Összeesküvés)                               |
| 12   | 1965. február 6.   | M   | The Romans (A rómaiak)                                                                          | Inferno (Pokol)                                         |
| 13   | 1965. február 13.  | N   | The Web Planet (A hálóbolygó) The Zarbi (Zabri)                                                 | The Web Planet (A háló bolygó)                          |
| 13   | 1965. február 20.  | N   | The Web Planet (A hálóbolygó) The Zarbi (Zabri)                                                 | The Zarbi (Zabri)                                       |
| 13   | 1965. február 27.  | N   | The Web Planet (A hálóbolygó) The Zarbi (Zabri)                                                 | Escape to Danger (Menekülés a veszélybe)                |
| 13   | 1965. március 6.   | N   | The Web Planet (A hálóbolygó) The Zarbi (Zabri)                                                 | Crater of Needles (A tűk krátere)                       |
| 13   | 1965. március 13.  | N   | The Web Planet (A hálóbolygó) The Zarbi (Zabri)                                                 | Invasion (Invázió)                                      |
| 13   | 1965. március 20.  | N   | The Web Planet (A hálóbolygó) The Zarbi (Zabri)                                                 | The Centre (A központ)                                  |
| 14   | 1965. március 27.  | N   | The Crusade (A keresztes hadjárat) The Lionheart (Az oroszlánszívű) The Crusaders (Keresztesek) | The Lion (Az oroszlán)                                  |
| 14   | 1965. április 3.   | N   | The Crusade (A keresztes hadjárat) The Lionheart (Az oroszlánszívű) The Crusaders (Keresztesek) | The Knight of Jaffa (A jaffák lovasai)                  |
| 14   | 1964. április 10.  | N   | The Crusade (A keresztes hadjárat) The Lionheart (Az oroszlánszívű) The Crusaders (Keresztesek) | The Wheel of Fortune (A szerencsekerék)                 |
| 14   | 1965. április 17.  | N   | The Crusade (A keresztes hadjárat) The Lionheart (Az oroszlánszívű) The Crusaders (Keresztesek) | The Warlords (A hadurak)                                |
| 15   | 1965. április 24.  | Q   | The Space Museum (Az űrmúzeum)                                                                  | The Space Museum (Az űr múzeum)                         |
| 15   | 1965. május 1.     | Q   | The Space Museum (Az űrmúzeum)                                                                  | The Dimensions of Time (Az idő dimenzióijai)            |
| 15   | 1965. május 8.     | Q   | The Space Museum (Az űrmúzeum)                                                                  | The Search (A keresés)                                  |
| 15   | 1965. május 15.    | Q   | The Space Museum (Az űrmúzeum)                                                                  | The Final Phase (A végső fázis)                         |
| 16   | 1965. május 22.    | R   | The Chase (Az üldözés)                                                                          | The Executioners (A hóhérok)                            |
| 16   | 1965. május 29.    | R   | The Chase (Az üldözés)                                                                          | The Death of Time (Az idő halála)                       |
| 16   | 1965. június 5.    | R   | The Chase (Az üldözés)                                                                          | Flight Through Eternity (Az örökkévalóságon át repülés) |
| 16   | 1965. június 12.   | R   | The Chase (Az üldözés)                                                                          | Journey into Terror (Utazás a terror közepébe)          |
| 16   | 1965. június 19.   | R   | The Chase (Az üldözés)                                                                          | The Death of Doctor Who (Doctor Who halála)             |
| 16   | 1965. június 26.   | R   | The Chase (Az üldözés)                                                                          | The Planet of Decision (A döntés bolygója)              |
| 17   | 1965. július 3.    | S   | The Time Meddler (Az időbabráló) The Monk(A szerzetes)                                          | The Watcher (A figyelő)                                 |
| 17   | 1965. július 10.   | S   | The Time Meddler (Az időbabráló) The Monk(A szerzetes)                                          | The Meddling Monk (A beavatkozó szerzetes)              |
| 17   | 1965. július 17.   | S   | The Time Meddler (Az időbabráló) The Monk(A szerzetes)                                          | A Battle of Wits (Egy intelligencia harca)              |
| 17   | 1965. július 24.   | S   | The Time Meddler (Az időbabráló) The Monk(A szerzetes)                                          | Checkmate (Sakkmatt)                                    |

#### Harmadik évad
| Szám | Első vetítés                  | Kód | Cím Nem hivatalos magyar cím                                                               | Epizódok címe/száma                                          |
| ---- | ----------------------------- | --- | ------------------------------------------------------------------------------------------ | ------------------------------------------------------------ |
| 18   | 1965. szeptember 11.          | T   | Galaxy 4 (A négyes galaxis)                                                                | Four Hundred Dawns (400 hajnal)                              |
| 18   | 1965. szeptember 18.          | T   | Galaxy 4 (A négyes galaxis)                                                                | Trap of Steel (Acélcsapda)                                   |
| 18   | 1965. szeptember 25.          | T   | Galaxy 4 (A négyes galaxis)                                                                | Airlock (Zsilip)                                             |
| 18   | 1965. október 2.              | T   | Galaxy 4 (A négyes galaxis)                                                                | The Exploding Planet (A robbanó bolygó)                      |
| 19   | 1965. október 9.              | TA  | Mission to the Unknown (Küldetés az ismeretlenbe) Dalek Cutaway (A dalek metszet)          | Mission to the Unknown (Küldetés az ismeretlenbe)            |
| 20   | 1965. október 16.             | U   | The Myth Makers (A mítoszkészítők)                                                         | Temple of Secrets (A titkok temploma)                        |
| 20   | 1965. október 23.             | U   | The Myth Makers (A mítoszkészítők)                                                         | Small Prophet, Quick Return (Kis próféta, gyors visszatérés) |
| 20   | 1965. október 30.             | U   | The Myth Makers (A mítoszkészítők)                                                         | Death of a Spy (Egy kém halála)                              |
| 20   | 1965. november 6.             | U   | The Myth Makers (A mítoszkészítők)                                                         | Horse of Destruction (A pusztítás lova)                      |
| 21   | 1965. november 13.            | V   | The Daleks’ Master Plan (A dalekok mesteri terve) The Time Destructor (A időmegsemmisítő)  | The Nightmare Begins (A rémálom megkezdődik)                 |
| 21   | 1965. november 20.            | V   | The Daleks’ Master Plan (A dalekok mesteri terve) The Time Destructor (A időmegsemmisítő)  | Day of Armageddon (A döntő csata napja)                      |
| 21   | 1965. november 27.            | V   | The Daleks’ Master Plan (A dalekok mesteri terve) The Time Destructor (A időmegsemmisítő)  | Devil's Planet (Az ördög bolygója)                           |
| 21   | 1965. december 4.             | V   | The Daleks’ Master Plan (A dalekok mesteri terve) The Time Destructor (A időmegsemmisítő)  | The Traitors (Az árulók)                                     |
| 21   | 1965. december 11.            | V   | The Daleks’ Master Plan (A dalekok mesteri terve) The Time Destructor (A időmegsemmisítő)  | Counter Plot (Az ellenterv)                                  |
| 21   | 1965. december 18.            | V   | The Daleks’ Master Plan (A dalekok mesteri terve) The Time Destructor (A időmegsemmisítő)  | Coronas of the Sun (Napkoszorúk)                             |
| 21   | 1965. december 25.            | V   | The Daleks’ Master Plan (A dalekok mesteri terve) The Time Destructor (A időmegsemmisítő)  | The Feast of Steven (Steven ünnepe)                          |
| 21   | 1966. január 1.               | V   | The Daleks’ Master Plan (A dalekok mesteri terve) The Time Destructor (A időmegsemmisítő)  | Volcano (Vulkán)                                             |
| 21   | 1966. január 8.               | V   | The Daleks’ Master Plan (A dalekok mesteri terve) The Time Destructor (A időmegsemmisítő)  | Golden Death (Az aranyhalál)                                 |
| 21   | 1966. január 15.              | V   | The Daleks’ Master Plan (A dalekok mesteri terve) The Time Destructor (A időmegsemmisítő)  | Escape Switch (Menekülésre kapcsolva)                        |
| 21   | 1966. január 22.              | V   | The Daleks’ Master Plan (A dalekok mesteri terve) The Time Destructor (A időmegsemmisítő)  | The Abandoned Planet (Az elhagyatott bolygó)                 |
| 21   | 1966. január 29.              | V   | The Daleks’ Master Plan (A dalekok mesteri terve) The Time Destructor (A időmegsemmisítő)  | The Destruction of Time (Az idő megsemmisítése)              |
| 22   | 1966. február 5.              | W   | The Massacre of St Bartholomew’s Eve (Szent Bertalan öldöklése) The Massacre (Az öldöklés) | War of God (Isten háborúja)                                  |
| 22   | 1966. február. 12.            | W   | The Massacre of St Bartholomew’s Eve (Szent Bertalan öldöklése) The Massacre (Az öldöklés) | The Sea Beggar (A koldusok tengere)                          |
| 22   | 1966. február. 19.            | W   | The Massacre of St Bartholomew’s Eve (Szent Bertalan öldöklése) The Massacre (Az öldöklés) | Priest of Death (A halál papja)                              |
| 22   | 1966. február. 26.            | W   | The Massacre of St Bartholomew’s Eve (Szent Bertalan öldöklése) The Massacre (Az öldöklés) | Bell of Doom (A végzet harangja)                             |
| 23   | 1966. március 5.              | X   | The Ark (A bárka)                                                                          | The Steel Sky (Az acél égbolt)                               |
| 23   | 1966. március 12.             | X   | The Ark (A bárka)                                                                          | The Plague (A pestis)                                        |
| 23   | 1966. március 19.             | X   | The Ark (A bárka)                                                                          | The Return (A visszatérés)                                   |
| 23   | 1966. március 26.             | X   | The Ark (A bárka)                                                                          | The Bomb (A bomba)                                           |
| 24   | 1966. április 2.              | Y   | The Celestial Toymaker (Az égi játékkészítő)                                               | The Celestial Toyroom (Az égi játékterem)                    |
| 24   | 1966. április 9.              | Y   | The Celestial Toymaker (Az égi játékkészítő)                                               | The Hall of Dolls (A babák csarnoka)                         |
| 24   | 1966. április 16.             | Y   | The Celestial Toymaker (Az égi játékkészítő)                                               | The Dancing Floor (A táncoló padló)                          |
| 24   | 1966. április 23.             | Y   | The Celestial Toymaker (Az égi játékkészítő)                                               | The Final Test (A végső teszt)                               |
| 25   | 1966. április 30.             | Z   | The Gunfighters (A puskások)                                                               | A Holiday for the Doctor (Egy szabadság a Doktornak)         |
| 25   | 1966. március 7.              | Z   | The Gunfighters (A puskások)                                                               | Don't Shoot the Pianist (Ne lődd le a zongoristát)           |
| 25   | 1966. március 14.             | Z   | The Gunfighters (A puskások)                                                               | Johnny Ringo (Johnny Ringo)                                  |
| 25   | 1966. március 21.             | Z   | The Gunfighters (A puskások)                                                               | The OK corral (Az oké-karám)                                 |
| 26   | 1966. május 28. – június 18.  | AA  | The Savages (A vadak)                                                                      | 4(Összes elveszett)                                          |
| 27   | 1966. június 25. – július 16. | BB  | The War Machines (A háborús gépek)                                                         | 4                                                            |

#### Negyedik évad
| Szám | Első vetítés                      | Kód | Cím Nem hivatalos magyar cím        | Epizódok száma        |
| ---- | --------------------------------- | --- | ----------------------------------- | --------------------- |
| 28   | 1966. szeptember 10. – október 1. | CC  | The Smugglers (A csempészek)        | 4(összes elveszett)   |
| 29   | 1966. október 10. – október 29.   | DD  | The Tenth Planet (A tizedik bolygó) | 4(1 epizód elveszett) |

### Második Doktor – Patrick Troughton
A Második Doktor a Doktor nevezetű Idő Lord második inkarnációja. Elődjénél sokkal fiatalabb testbe költözött és ez személyiségén is meglátszott. Sokkal kedélyesebb és humorosabb természetű volt, aki a feszült hangulatot gyakori furulya játékokkal oldotta. Regenerációjának oka az volt, hogy saját népe, az Idő Lordok halálra ítélték egy törvényük megszegéséért.

#### Negyedik évad (folytatás)
Az első Doktor William Hartnel egészségi állapota miatt nem tudta tovább a Doktor szerepét játszani, ezért kitalálták, hogy ha a Doktor halálosan megsérül, akkor regenerálódni tudjon. Ilyenkor megváltozik a külseje, és hogy érdekesebb legyen még a tulajdonságai is megváltoznak, csak az emlékei maradnak meg.

| Szám | Első vetítés                         | Kód | Cím Nem hivatalos magyar cím                    | Epizódok száma                   |
| ---- | ------------------------------------ | --- | ----------------------------------------------- | -------------------------------- |
| 30   | 1966. november 5. – december 10.     | EE  | The Power of the Daleks (A dalekok hatalma)     | 6(összes elveszett)              |
| 31   | 1966. december 17. – 1967. január 7. | FF  | The Highlanders (A felföldiek)                  | 4(összes elveszett)              |
| 32   | 1967. január 14. – február 4.        | GG  | The Underwater Menace (A víz alatti fenyegetés) | 4(1;2;4 epizód elveszett)        |
| 33   | 1967. február 11. – március 4.       | HH  | The Moonbase (A holdbázis)                      | 4(1;3 epizód elveszett)          |
| 34   | 1967. március 11. – április 1.       | JJ  | The Macra Terror (A makra terror)               | 4(Összes elveszett)              |
| 35   | 1967. április 8. – május 13.         | KK  | The Faceless Ones (Az arctalanok)               | 6(2;4;5;6 epizód elveszett)      |
| 36   | 1967. május 20. – július 1.          | LL  | The Evil of the Daleks (A dalekok bűne)         | 7(1;3;4;5;6;7; epizód elveszett) |

#### Ötödik évad
| Szám | Első vetítés                          | Kód | Cím Nem hivatalos magyar cím                     | Epizódok száma                |
| ---- | ------------------------------------- | --- | ------------------------------------------------ | ----------------------------- |
| 37   | 1967. szeptember 2. – szeptember 23.  | MM  | The Tomb of the Cybermen (A kiborgok sírja)      | 4                             |
| 38   | 1967. szeptember 30. – november 1.    | NN  | The Abominable Snowmen (A szörnyű havas emberek) | 6(1;3;4;5;6 epizód elveszett) |
| 39   | 1967. november 11. – december 16.     | OO  | The Ice Warriors (A jégharcosok)                 | 6(2;3 epizód elveszett)       |
| 40   | 1967. december 23. – 1968. január 27. | PP  | The Enemy of the World (A világ ellensége)       | 6                             |
| 41   | 1968. február 3. – március 9.         | QQ  | The Web of Fear (A félelem hálója)               | 6( 3. epizód elveszett)       |
| 42   | 1968. március 16. – április 20.       | RR  | Fury from the Deep (A dühöngés mélységből)       | 6(Összes elveszett)           |
| 43   | 1968. április 27. – június 1.         | SS  | The Wheel in Space (A kerék az űrben)            | 6(1;2;4;5 epizód elveszett)   |

#### Hatodik évad
| Szám | Első vetítés                        | Kód | Cím Nem hivatalos magyar cím        | Epizódok száma                 |
| ---- | ----------------------------------- | --- | ----------------------------------- | ------------------------------ |
| 44   | 1968. augusztus 7. – szeptember 11. | TT  | The Dominators (A dominátorok)      | 5                              |
| 45   | 1968. szeptember 14. – október 12.  | UU  | The Mind Robber (Az elmerabló)      | 5                              |
| 46   | 1968. november 2. – december 21.    | VV  | The Invasion (Az invázió)           | 8(1;4 epizód elveszett)        |
| 47   | 1968. november 2. – december 21.    | WW  | The Krotons (A krotonok)            | 4                              |
| 48   | 1969. január 25. – március 1.       | XX  | The Seeds of Death (A halál magjai) | 6                              |
| 49   | 1969. március 8. – április 12.      | YY  | The Space Pirates (Az űrkalózok)    | 6 (1;3;4;5;6 epizód elveszett) |
| 50   | 1969. április 19. – június 21.      | ZZ  | The War Games (Háborús játékok)     | 10                             |

### Harmadik Doktor – Jon Pertwee
A Harmadik Doktor a Doktor nevezetű Idő Lord harmadik inkarnációja. Előző inkarnációját a saját népe halálra ítélte és száműzte a földre, mert beleavatkozott más bolygók ügyeibe, ami az Idő Lordok törvénye szerint tilos. Ő azt mondja, hogy csak a jó érdekében harcolt. Az Idő Lordok ítélete, hogy védelmezze a Földet, ahonnan nem mehet el. A TARDIS működésképtelen és, hogy a Doktor ne tudja elhagyni a Földet, a fejében blokkolták a javításhoz szükséges információkat. A dandártábornok találja meg, és kéri, hogy legyen a tanácsadója. Cserébe eszközöket ad a TARDIS megjavításához. A The Three Doctors-ban megmenti az Idő Lordokat és feloldják a száműzetést.
A harmadikat akkor érte el a végzet, mikor vissza kellett vinnie egy kék színű kristályt, egy világegyetem feletti uralomra törő óriáspóknak a Nagy Ő-nek. A végén a doki végzett a pókkal azon az áron, hogy őt is elérte a sugárzás.

#### Hetedik évad
| Szám | Első vetítés                   | Kód | Cím Nem hivatalos magyar cím                            | Epizódok száma                  |
| ---- | ------------------------------ | --- | ------------------------------------------------------- | ------------------------------- |
| 51   | 1970. január 3. – január 21.   | AAA | Spearhead from Space (Lándzsahegy az űrből)             | 4                               |
| 52   | 1970. január 31. – március 14. | BBB | Doctor Who and the Silurians (Doctor Who és a szilúrok) | 7                               |
| 53   | 1970. március 21. – május 2.   | CCC | The Ambassadors of Death (A Halál követei)              | 7(2;3;4;7 csak fekete fehérben) |
| 54   | 1970. május 9. – június 20.    | DDD | Inferno (Pokol)                                         | 7                               |

#### Nyolcadik évad
Ebben az évadban szerepel először a Mester, egy másik Idő Lord, aki a Doktor egyik legnagyobb ellensége.

| Szám | Első vetítés                   | Kód | Cím Nem hivatalos magyar cím            | Epizódok száma                  |
| ---- | ------------------------------ | --- | --------------------------------------- | ------------------------------- |
| 55   | 1971. január 2. – január 22.   | EEE | Terror of the Autons (Autonok terrorja) | 4                               |
| 56   | 1971. január 29. – február 19. | FFF | The Mind of Evil (A gonosz elméje)      | 6 (Összes csak fekete fehérben) |
| 57   | 1971. február 1. – április 1.  | GGG | The Claws of Axos (Axos karmai)         | 4                               |
| 58   | 1971. április 8. – május 13.   | HHH | Colony in Space (Kolónia az űrben)      | 6                               |
| 59   | 1971. május 20. – június 24.   | JJJ | The Dæmons (A démonok)                  | 5                               |

#### Kilencedik évad
| Szám | Első vetítés                   | Kód | Cím Nem hivatalos magyar cím        | Epizódok száma |
| ---- | ------------------------------ | --- | ----------------------------------- | -------------- |
| 60   | 1972. január 1. – január 22.   | KKK | Day of the Daleks (A dalekok napja) | 4              |
| 61   | 1972. január 29. – február 19. | MMM | The Curse of Peladon (Peladon átka) | 4              |
| 62   | 1972. február 26. – április 1. | LLL | The Sea Devils (A tengeri ördögök)  | 6              |
| 63   | 1972. április 8. – május 13.   | NNN | The Mutants (A mutánsok)            | 6              |
| 64   | 1972. május 24. – június 24.   | OOO | The Time Monster (Az időszörny)     | 6              |

#### Tizedik évad
| Szám | Első vetítés                          | Kód | Cím Nem hivatalos magyar cím               | Epizódok száma |
| ---- | ------------------------------------- | --- | ------------------------------------------ | -------------- |
| 65   | 1972. december 30. – 1973. január 20. | RRR | The Three Doctors (A három Doktor)         | 4              |
| 66   | 1973. január 27. – február 17.        | PPP | Carnival of Monsters (Szörnyek karneválja) | 4              |
| 67   | 1973. február 24. – március 12.       | QQQ | Frontier in Space (Birodalmak az űrben)    | 6              |
| 68   | 1973. április 7. – május 12.          | SSS | Planet of the Daleks (A dalekok bolygója)  | 6              |
| 69   | 1973. május 17. – június 23.          | TTT | The Green Death (A zöld halál)             | 6              |

#### Tizenegyedik évad
| Szám | Első vetítés                         | Kód | Cím Nem hivatalos magyar cím                         | Epizódok száma                     |
| ---- | ------------------------------------ | --- | ---------------------------------------------------- | ---------------------------------- |
| 70   | 1973. december 15. – 1974. január 5. | UUU | The Time Warrior (Az időharcos)                      | 4                                  |
| 71   | 1974. január 12. – február 16.       | WWW | Invasion of the Dinosaurs (Dinoszauruszok inváziója) | 6 (1. epizód csak fekete fehérben) |
| 72   | 1974. március 8. – április 12.       | XXX | Death to the Daleks (Halál a dalekokra)              | 4                                  |
| 73   | 1974. február 23. – március 16.      | YYY | The Monster of Peladon (A Peladon szörnye)           | 6                                  |
| 74   | 1974. május 4. – június 8.           | ZZZ | Planet of the Spiders (A pókok bolygója)             | 6                                  |

### Negyedik Doktor – Tom Baker
A Negyedik Doktor a Doktor nevezetű Idő Lord negyedik inkarnációja. Személyiségileg egy igazán közvetlen, barátságos ember, de ha kell képes meghozni nehéz döntéseket is. Örök védjegyévé vált többméteres, sok színben pompázó sálja, valamint azon jó szokása, hogy útitársait mindig megörvendeztette 1-2 gumicukorral. Regenerációjához a Mester világuralomra törő célja vezetett el, melynek során a Doktor lezuhant 100 méter magasságból egy bizonyos teleszkópról.
A Negyedik Doktort Tom Baker játszotta. Eddig a leghosszabb ideig, 7 évig volt a képernyőn.

#### Tizenkettedik évad
| Szám | Első vetítés                          | Kód | Cím Nem hivatalos magyar cím                  | Epizódok száma |
| ---- | ------------------------------------- | --- | --------------------------------------------- | -------------- |
| 75   | 1974. december 28. – 1975. január 18. | 4A  | Robot (Robot)                                 | 4              |
| 76   | 1975. január 25. – február 15.        | 4C  | The Ark in Space (A bárka az űrben)           | 4              |
| 77   | 1975. február 25. – március 1.        | 4B  | The Sontaran Experiment (A szontár kísérlet)  | 2              |
| 78   | 1975. március 8. – április 12.        | 4E  | Genesis of the Daleks (Dalekok eredete)       | 6              |
| 79   | 1975. április 12. – május 10.         | 4D  | Revenge of the Cybermen (A kiborgok bosszúja) | 4              |

#### Tizenharmadik évad
| Szám | Első vetítés                         | Kód | Cím Nem hivatalos magyar cím               | Epizódok száma |
| ---- | ------------------------------------ | --- | ------------------------------------------ | -------------- |
| 80   | 1975. augusztus 30. – szeptember 20. | 4F  | Terror of the Zygons (A Zygon-ok terrorja) | 4              |
| 81   | 1975. szeptember 27. – október 18    | 4H  | Planet of Evil (A gonosz bolygója)         | 4              |
| 82   | 1975. október 25. – november 15.     | 4G  | Pyramids of Mars (A Mars piramisai)        | 4              |
| 83   | 1976. november 22. – december 13.    | 4J  | The Android Invasion (Az android invázió)  | 4              |
| 84   | 1976. január 3. – január 24.         | 4K  | The Brain of Morbius (Morbius agya)        | 4              |
| 85   | 1976. január 31. – március 6.        | 4L  | The Seeds of Doom (A végzet magjai)        | 6              |

#### Tizennegyedik évad
| Szám | Első vetítés                         | Kód | Cím Nem hivatalos magyar cím                   | Epizódok száma |
| ---- | ------------------------------------ | --- | ---------------------------------------------- | -------------- |
| 86   | 1976. szeptember 4. – szeptember 25. | 4M  | The Masque of Mandragora (A Mandragóra álarca) | 4              |
| 87   | 1976. október 2 – Október 23         | 4N  | The Hand of Fear (A félelem keze)              | 4              |
| 88   | 1976. október 30 – november 20.      | 4P  | The Deadly Assassin (A pusztító orgyilkos)     | 4              |
| 89   | 1977. január 1. – január 22.         | 4Q  | The Face of Evil (A gonosz arca)               | 4              |
| 90   | 1977. január 29. – február 19.       | 4R  | The Robots of Death (A halál robotjai)         | 4              |
| 91   | 1977. február 26. – április 2.       | 4S  | The Talons of Weng-Chiang (Veng-Csiang karmai) | 6              |

#### Tizenötödik évad
| Szám | Első vetítés                         | Kód | Cím Nem hivatalos magyar cím                     | Epizódok száma |
| ---- | ------------------------------------ | --- | ------------------------------------------------ | -------------- |
| 92   | 1978. szeptember 2. – szeptember 23. | 4V  | Horror of Fang Rock (Horror a Fang Rock sziklán) | 4              |
| 93   | 1977. szeptember 30. – október 21.   | 4T  | The Invisible Enemy (A láthatatlan ellenség)     | 4              |
| 94   | 1977. október 28 – november 10.      | 4X  | Image of the Fendahl (A Fendahl képe)            | 4              |
| 95   | 1977. november 25. – december 16.    | 4W  | The Sun Makers (A napkészítők)                   | 4              |
| 96   | 1978. január 7. – 1978. január 28.   | 4Y  | Underworld (A földalatti világ)                  | 4              |
| 97   | 1978. február 4. – március 11.       | 4Z  | The Invasion of Time (Invázió az időben)         | 6              |

#### Tizenhatodik évadThe Key of Time (Az idő kulcsa)
A Doktort felkéri a Fehér őrző, hogy szerezze meg neki az idő kulcsát, ami hat darabból áll. Azt is mondja neki, hogy óvakodjon a Fekete Őrzőtől. Ő rossz célokra használná a kulcsot.
| Szám | Első vetítés                          | Kód | Cím Nem hivatalos magyar cím                 | Epizódok száma |
| ---- | ------------------------------------- | --- | -------------------------------------------- | -------------- |
| 98   | 1978. szeptember 1. – szeptember 23.  | 5A  | The Ribos Operation (A ribos operáció)       | 4              |
| 99   | 1978. szeptember 30. – október 21.    | 5B  | The Pirate Planet (A kalóz bolygó)           | 4              |
| 100  | 1978. október 28– november 18.        | 5C  | The Stones of Blood (A kövek vére)           | 4              |
| 101  | 1978. november 25. – december 16.     | 5D  | The Androids of Tara (Tara androidjai)       | 4              |
| 102  | 1978. december 23. – 1979. január 13. | 5E  | The Power of Kroll (Kroll ereje)             | 4              |
| 103  | 1979. január 20. – február 24.        | 5F  | The Armageddon Factor (Az Armageddon faktor) | 6              |

#### Tizenhetedik évad
A Shada című epizód soha nem került adásba.

| Szám | Első vetítés                          | Kód | Cím Nem hivatalos magyar cím                 | Epizódok száma |
| ---- | ------------------------------------- | --- | -------------------------------------------- | -------------- |
| 104  | 1979. szeptember 1. – szeptember 29.  | 5J  | Destiny of the Daleks (A dalekok végzete)    | 4              |
| 105  | 1979. szeptember 29. – október 20.    | 5H  | City of Death (Halál városa)                 | 4              |
| 106  | 1979. október 27 – november 17.       | 5G  | The Creature from the Pit (A lény a mélyből) | 4              |
| 104  | 1979. november 24. – december 15.     | 5K  | Nightmare of Eden (Éden rémálma )            | 4              |
| 107  | 1979. december 22. – 1980. január 12. | 5L  | The Horns of Nimon (Nimon szarva)            | 4              |
| 108  | —                                     | 5M  | Shada (Shada)                                | 6              |

#### Tizennyolcadik évad
A Doktor a Full Circle című epizódban átkerül egy párhuzamos univerzumba (három történet erejéig). Ezt a korszakot E-triológiának hívták.

| Szám | Első vetítés                         | Kód | Cím Nem hivatalos magyar cím             | Epizódok száma |
| ---- | ------------------------------------ | --- | ---------------------------------------- | -------------- |
| 109  | 1980. augusztus 30. – szeptember 20. | 5N  | The Leisure Hive (A szórakoztatóközpont) | 4              |
| 110  | 1980. szeptember 27. – október 18.   | 5Q  | Meglos (Meglos)                          | 4              |
| 111  | 1980. október 25 – november 15.      | 5R  | Full Circle (A kör bezárul)              | 4              |
| 112  | 1980. november 22. – december 13.    | 5P  | State of Decay (A pusztulás állama)      | 4              |
| 113  | 1981. január 3. – január 24.         | 5S  | Warriors' Gate (A harcosok gátja)        | 4              |
| 114  | 1981. január 31. – február 21.       | 5T  | The Keeper of Traken (Traken kapitánya)  | 4              |
| 115  | 1981. február 28. – március 21.      | 5V  | Logopolis (Logopolis)                    | 4              |

### Ötödik Doktor – Peter Davison
Az Ötödik Doktor a Doktor nevezetű Idő Lord ötödik inkarnációja. Összes inkarnációja közül az egyik legfiatalabb testtel rendelkezett, személyiségileg pedig egy igazán magának való, békeszerető, csendes és megfontolt egyén volt. Regenerációjának oka az önfeláldozás. Halálos méreg került az ő és útitársa szervezetébe, de csupán egy adag ellenszer állt rendelkezésükre. A Doktor Perinek adta az orvosságot és elfogadta sorsát, hogy ismét változnia kell.

#### Tizenkilencedik évad
| Szám | Első vetítés                    | Kód | Cím Nem hivatalos magyar cím                | Epizódok száma |
| ---- | ------------------------------- | --- | ------------------------------------------- | -------------- |
| 116  | 1982. január 4. – január 12.    | 5Z  | Castrovalva (Castrovalva)                   | 4              |
| 117  | 1982. január 18. – január 26.   | 5W  | Four to Doomsday (Négy nap múlva végítélet) | 4              |
| 118  | 1982. február 1. – február 9.   | 5Y  | Kinda (Kinda)                               | 4              |
| 119  | 1982. február 15. – február 23. | 5X  | The Visitation (A látogatás)                | 4              |
| 120  | 1982. március 1. – március 2.   | 6A  | Black Orchid (Fekete orchidea)              | 2              |
| 121  | 1982. március 8. – március 16.  | 6B  | Earthshock (Földsokk)                       | 4              |
| 122  | 1982. március 22. – március 30. | 6C  | Time-Flight (Repülés az időben)             | 4              |

#### Huszadik évad
A Mawdryn Undead, Terminus és a Enlightenment alkotta a Fekete Őrző trilógiát.

| Szám | Első vetítés                    | Kód | Cím Nem hivatalos magyar cím          | Epizódok száma |
| ---- | ------------------------------- | --- | ------------------------------------- | -------------- |
| 123  | 1982. január 3. – január 12.    | 6E  | Arc of Infinity (Végtelenség íve)     | 4              |
| 124  | 1982. január 18. – január 26.   | 6D  | Snakedance (Kígyótánc)                | 4              |
| 125  | 1982. február 1. – február 9.   | 6F  | Mawdryn Undead (Az élőhalott Mawdryn) | 4              |
| 126  | 1982. február 15. – február 23. | 6G  | Terminus (Végállomás)                 | 4              |
| 127  | 1982. március 1. – március 9.   | 6H  | Enlightenment (Megvilágosodás)        | 4              |
| 128  | 1982. március 15. – március 16. | 6J  | The King’s Demons (A király démonjai) | 2              |

##### The Five Doctors
A sorozat 20. születésnapjára készítették ezt az epizódot. A Doktorokat, társait és az ellenségeit a Gallifreyre vitte valaki. Ezt az epizódot az amerikai PBS hálózat chicagói adóján adták le először.

| Szám | Első vetítés                                     | Kód | Cím Nem hivatalos magyar cím    | Epizódok száma |
| ---- | ------------------------------------------------ | --- | ------------------------------- | -------------- |
| 129  | 1983. november 23. (USA) 1983. november 25. (UK) | 6K  | The Five Doctors (Az öt Doktor) | 1 (90 perc)    |

#### Huszonegyedik évad
| Szám | Első vetítés                   | Kód | Cím Nem hivatalos magyar cím                       | Epizódok száma  |
| ---- | ------------------------------ | --- | -------------------------------------------------- | --------------- |
| 130  | 1984. január 5. – január 13.   | 6L  | Warriors of the Deep (A mélység harcosai)          | 4               |
| 131  | 1984. január 19. – január 20.  | 6M  | The Awakening (Az ébredés)                         | 2               |
| 132  | 1984. január 26. – február 3.  | 6N  | Frontios (Frontios)                                | 4               |
| 133  | 1984. február 8. – február 15. | 6P  | Resurrection of the Daleks (A dalekok feltámadása) | 2 (45 percesek) |
| 134  | 1984. február 23. – március 2. | 6Q  | Planet of Fire (A tűz bolygója)                    | 4               |
| 135  | 1984. március 8. – március 16. | 6R  | The Caves of Androzani (Az androzani barlangjai)   | 4               |

### Hatodik Doktor – Colin Baker
A Hatodik Doktor a Doktor nevezetű Idő Lord hatodik inkarnációja. Személyiségileg egy igazi ripacs volt, aki szerette a feltűnő, színes ruhákat és a hangos, erőteljes beszédstílust. Hamar ki lehetett hozni a sodrából és egyszer még saját útitársát is megtámadta. Regenerációjának oka a Rani, egy renegát Idő Lady támadása volt, aki olyan súlyos csapást mért a Doktor TARDIS-ára, hogy az az Idő Lord életébe került.

#### Huszonegyedik évad (folytatás)
| Szám | Első vetítés                    | Kód | Cím Nem hivatalos magyar cím        | Epizódok száma |
| ---- | ------------------------------- | --- | ----------------------------------- | -------------- |
| 136  | 1984. március 22. – március 30. | 6S  | The Twin Dilemma (A kettős dilemma) | 4              |

#### Huszonkettedik évad
| Szám | Első vetítés                    | Kód | Cím Nem hivatalos magyar cím                   | Epizódok száma  |
| ---- | ------------------------------- | --- | ---------------------------------------------- | --------------- |
| 137  | 1985. január 5. – január 12.    | 6T  | Attack of the Cybermen (A kiborgok támadása)   | 2 (45 percesek) |
| 138  | 1985. január 19. – január 26.   | 6V  | Vengeance on Varos (Bosszú a Varoson)          | 2 (45 percesek) |
| 139  | 1985. február 2. – február 9.   | 6X  | The Mark of the Rani (Rani jele)               | 2 (45 percesek) |
| 140  | 1985. február 16. – március 2.  | 6W  | The Two Doctors (A két Doktor)                 | 3 (45 percesek) |
| 141  | 1985. március 9. – március 16.  | 6Y  | Timelash (Időostor)                            | 2 (45 percesek) |
| 142  | 1984. március 23. – március 30. | 6Z  | Revelation of the Daleks (A dalekok felfedése) | 2 (45 percesek) |

#### Huszonharmadik évadThe Trial of a Time Lord(Egy Idő Lord tárgyalása)
18 hónap szünet után új évad lett. A Doktort újra bíróság elé állítják, miszerint beleavatkozott más bolygók ügyeibe. Itt az egész évad csak egy történetből áll, de sokszor tagolják négy részre.

| Szám | Első vetítés                         | Kód | Cím Nem hivatalos magyar cím                                                  | Epizódok száma          |
| ---- | ------------------------------------ | --- | ----------------------------------------------------------------------------- | ----------------------- |
| 143  | 1986. szeptember 6. – szeptember 27. | 7A  | The Mysterious Planet (The Trial of a Time Lord 1-4) (A titokzatos bolygó)    | 4                       |
| 143  | 1986. október 4 – Október 25         | 7B  | Mindwarp (The Trial of a Time Lord 5-8) (Észcsavar)                           | 4                       |
| 143  | 1986. november 1. – november 22.     | 7C  | Terror of the Vervoids (The Trial of a Time Lord 9-12) (A vervoidok terrorja) | 4                       |
| 143  | 1986. november 29. – december 6.     | 7C  | The Ultimate Foe (The Trial of a Time Lord 13-14) (A végső ellenség)          | 2 (2. epizód 30 perces) |

### Hetedik Doktor – Sylvester McCoy
A Hetedik Doktor a Doktor nevezetű Idő Lord hetedik inkarnációja. Elődjétől merően eltérő jellemű, igazi komplex személyiség volt, aki egyik percben még vidám és kedélyes viselkedésű volt, másik percben pedig komor lett és rideg. Védjegyeitől, a kalaptól és a kérdőjeles esernyőtől sosem vált meg. Halálához az vezetett, hogy egy San Franciscó-i bűnözői banda lelőtte, majd embernek való megtévesztése miatt szokványos műtéteket hajtottak végre rajta, melynek során orvosolhatatlan komplikációk léptek fel.

#### Huszonnegyedik évad
| Szám | Első vetítés                         | Kód | Cím Nem hivatalos magyar cím                     | Epizódok száma |
| ---- | ------------------------------------ | --- | ------------------------------------------------ | -------------- |
| 144  | 1987. szeptember 7. – szeptember 28. | 7D  | Time and the Rani (Idő és Rani)                  | 4              |
| 145  | 1987. október 5– október 26.         | 7E  | Paradise Towers (Paradicsom tornyok)             | 4              |
| 146  | 1987. november 2. – november 16.     | 7F  | Delta and the Bannermen (Delta és a bannermenek) | 3              |
| 147  | 1987. november 23. – december 7.     | 7G  | Dragonfire (Sárkánytűz)                          | 3              |

#### Huszonötödik évad
Ez az első évada a sorozat Cartmel Masterplan ívének, amiben rövid jelenetek által mutatja be a Doktor sötét, valamint rejtélyes oldalát.

| Szám | Első vetítés                         | Kód | Cím Nem hivatalos magyar cím                                     | Epizódok száma |
| ---- | ------------------------------------ | --- | ---------------------------------------------------------------- | -------------- |
| 148  | 1988. október 5. – 1988. október 26. | 7H  | Remembrance of the Daleks (A dalekok emléke)                     | 4              |
| 149  | 1988. november 2. – november 16.     | 7L  | The Happiness Patrol (A boldogság őrjárat)                       | 3              |
| 150  | 1988. november 23. – december 7.     | 7K  | Silver Nemesis (Ezüst végzet)                                    | 3              |
| 151  | 1988. december 14. – 1989. január 4. | 7J  | The Greatest Show in the Galaxy (A legnagyobb show a galaxisban) | 4              |

#### Huszonhatodik évad
Ez a második évada a sorozat Cartmel Masterplan ívének, amiben rövid jelenetek által mutatja be a Doktor sötét, valamint rejtélyes oldalát mutatja be.

| Szám | Első vetítés                           | Kód | Cím Nem hivatalos magyar cím      | Epizódok száma |
| ---- | -------------------------------------- | --- | --------------------------------- | -------------- |
| 152  | 1989. szeptember 6. – szeptember 27.   | 7N  | Battlefield (Csatatér)            | 4              |
| 153  | 1989. október 4. – október 18.         | 7Q  | Ghost Light (Szellemek fénye)     | 3              |
| 154  | 1989. október 25. – 1989. november 15. | 7M  | The Curse of Fenric (Fenric átka) | 4              |
| 155  | 1988. november 22. – december 6.       | 7P  | Survival (Túlélés)                | 3              |

### Nyolcadik Doktor – Paul McGann
A Nyolcadik Doktor a Doktor nevezetű Idő Lord nyolcadik inkarnációja. A legrövidebb életű Doktor a tévében. Ennek ellenére rengeteg könyvben és audiojátékban szerepelt. Személyiségileg egy igazi, angol úriember, aki olykor szentimentális, de mindig képes megbirkózni az előtte álló feladatokkal. Regenerációjának oka az Időháború volt. Az Idő Lordok és a dalekok között kirobbant kilátástalan háború megtörte a Doktort, úgy érezte, hogy olyan szörnyű dolgok elkövetésére kell vetemednie a háború lezárása érdekében, amik miatt nem viselheti többé a Doktor nevet. A Karn bolygó nővérei segítségével, a már halálos sebet kapott Doktor, regenerációt hajtott végre, melynek során létrejött a John Hurt által alakított Háborús Doktor, a kilencedik inkarnáció, aki megvívta az Időháborút.

#### TV film
Hosszú szünet után készült egy film. A Mestert bíróság elé állítják: az ítélet halál. Az utolsó kívánsága, hogy vigyék a hamvait a Gallifreyre, de a Mester megszökik. A filmet magyarra is szinkronizálták.
| Szám | Első vetítés                                  | Kód | Cím        | Epizódok száma    |
| ---- | --------------------------------------------- | --- | ---------- | ----------------- |
| 156  | 1993. május 12. (Kanada) 1996. május 27. (UK) | TVM | Doctor Who | 84 perces TV film |

## Az új sorozat (2005–2023)
2005-ben a folytatás mellett döntöttek. Itt már egy kicsit pörgősebbek az epizódok; minek nagy részét Russell T Davies, az ötödik évadtól Steven Moffat, majd a tizenegyedik évadtól Chris Chibnall írta. A számozást újrakezdték. A sorozattal párhuzamosan indult a Doctor Who Confidential (Doctor Who – a kulisszák mögött). Mindig van egy story átívelés, ami csak az évad végén oldódik meg. Az új sorozatot Magyarországon az RTL Klub, majd az AXN SciFi sugározta Ki vagy doki? címmel.

### Kilencedik Doktor – Christopher Eccleston
A Kilencedik Doktor a Doktor nevezetű Idő Lord tizedik inkarnációja. Az Időháború végeztével a Háborús Doktor elveszti a háborúval kapcsolatos emlékeit, ezután válik a Kilencedik Doktorrá. Jellemében kitűnik előző inkarnációi közül, lendületes, sportos alak, aki zakó helyett bőrdzsekit hord. Regenerációjának oka hasonló az Ötödikéhez. Útitársa, Rose életének megmentése érdekében feláldozta önmagát.
Ő is egy elég rövid életű Doktor volt, mindössze egy évad készült vele. A színész azt nyilatkozta, hogy nem érezte jól magát a forgatás közegében.

#### Első új (27.) évad (2005)
Az első évadban két story átívelés is van; az első a gonosz farkas (bad wolf) ami visszatér még a 4. évad végén is, a második az időháború.
| Sor. | Év. | Cím                                                                   | Rendező     | Író              | Premier | Gyártási szám |
| --- | --- | --------------------------------------------------------------------- | ----------- | ---------------- | --- | ------------- |
| 157. | 1.  | A próbababák támadása (Rose)                                          | Keith Boak  | Russell T Davies | 2005. március 26. (BBC One) 2006. február 19. (Cool TV) 2006. szeptember 9. (RTL Klub) 2010. április 6. (AXN Sci-Fi) | 1.1           |
| Rose élete egyik pillanatról a másikra gyökeresen megváltozik. Megmagyarázhatatlan és abszurd események szemtanúja lesz, s ezzel halálos veszélybe kerül: a világ összes áruházi próbababája éledezni és gyilkolni kezd. Egy különös férfi, a Doktor, siet a segítségére, akiről kiderül, hogy képes időn és téren át korlátlanul utazni. Rose-nak nincs választása, ha életben akar maradni, vele kell tartania. Az epizód végén a Doktor arra kéri Rose-t, hogy legyen az útitársa kalandjai során. |     |                                                                       |             |                  | |               |
| 158. | 2.  | Amikor vége lett a világnak (The End of the World)                    | Euros Lyn   | Russell T Davies | 2005. április 2. (BBC One) 2006. február 25. (Cool TV) 2010. április 6. (AXN Sci-Fi)                                 | 1.2           |
| A Doktor elviszi Rose-t az első időutazására. A lányt különösen izgatja a rejtélyes férfi kiléte, de hamarosan más, fontosabb dolog köti le a figyelmét. Az eredetileg kikapcsolódás célú időutazás a Föld megsemmisülésének korába vezeti a párost, amikor a Nap vörös óriássá válik. A rég elhagyott, halálra ítélt bolygó körüli pályán egy luxus-űrszálloda kering, és a természeti kataklizma látványát elit katasztrófaturisták válogatott serege kívánja élvezni – többségük így vagy úgy, de az emberiség leszármazottja. Azonban a turisták egyike terrorista, aki valamilyen ok miatt pusztítani akar. A túlélést szolgáló gépeket rejtélyes, szabotőr pókrobotok támadják meg, a vendégek és a személyzet pedig hullani kezdenek a „balesetekben”. A Doktorra és Rose-ra hárul a feladat, hogy megmentse az űrállomást, és leleplezze a gyilkost. |     |                                                                       |             |                  | |               |
| 159. | 3.  | Testrablók (The Unquiet Dead)                                         | Euros Lyn   | Mark Gatiss      | 2005. április 9. (BBC One) 2006. február 26. (Cool TV) 2010. április 13. (AXN Sci-Fi)                                | 1.3           |
| A távoli jövőben tett látogatás után az újabb helyszín Wales, az időpont pedig 1869 karácsonya. A doki bemutatja a lánynak a kor öltözködési sajátosságait. Az időutazó csapat találkozik Charles Dickens-sel, aki a szentestét a családjától távol tölti. Az író felolvasóestet tart a helyi színházban, az előadást azonban rendkívüli esemény zavarja meg. Hamarosan nyomozni kezdenek Mr. Sneed, a helyi temetkezési vállalkozó után. |     |                                                                       |             |                  | |               |
| 160a. | 4.  | A londoni ufó (1. rész) (Aliens of London (Part 1))                   | Keith Boak  | Russell T Davies | 2005. április 16. (BBC One) 2006. március 4. (Cool TV) 2010. április 15. (AXN Sci-Fi)                                | 1.4           |
| A Doktor visszaviszi Rose-t a saját korába, ám az általuk hitt 12 órás távollét helyett 12 hónap telt el, így a lányt eltűntnek nyilvánították. Rose képtelen elmondani az édesanyjának, hogy mi történt vele. Egy űrhajó a Temzébe zuhan, ezzel London és az egész világ veszélybe kerül. A baleset következtében az emberiség először kerül nyilvánosan kapcsolatban a földönkívüliekkel. A Doktor a rejtélyes idegen túlélő után nyomoz, eközben Rose rájön, hogy az otthona sem biztonságos többé. |     |                                                                       |             |                  | |               |
| 160b. | 5.  | A harmadik világháború (2. rész) (World War Three (Part 2))           | Keith Boak  | Russell T Davies | 2005. április 23. (BBC One) 2006. március 5. (Cool TV) 2010. április 20. (AXN Sci-Fi)                                | 1.5           |
| A Downing Streeten bejelentik, hogy kitört az első bolygóközi háború. De az igazi veszély közelebb van, mint gondolnák… Amíg a Doktor, Rose és Harriet Jones versenyt fut az idővel, hogy leleplezzék a földönkívüli támadókat, addig Rose anyja és barátja egy esetleges menekülési útvonalat keres. |     |                                                                       |             |                  | |               |
| 161. | 6.  | Az ősellenség (Dalek)                                                 | Joe Ahearne | Robert Shearman  | 2005. április 30. (BBC One) 2006. március 11. (Cool TV) 2010. április 22. (AXN Sci-Fi)                               | 1.6           |
| 2012 – Utah. A föld mélye különleges dolgot rejt, egy titkos múzeumot, ahol földönkívüli felszerelések vannak kiállítva. A Geocomtex tudósai a földönkívüli technológiát vizsgálják. Hamarosan kiderül, hogy a kutatók főnöke nem az, akinek mutatja magát. A Doktor szembe találja magát a legősibb és leghalálosabb ellenségével. |     |                                                                       |             |                  | |               |
| 162. | 7.  | A nagy játszma (The Long Game)                                        | Brian Grant | Russell T Davies | 2005. május 7. (BBC One) 2006. március 12. (Cool TV) 2010. április 27. (AXN Sci-Fi)                                  | 1.7           |
| A Doktornak és Rose-nak új asszisztense van, Adam, aki hamar rájön arra, hogy új munkaköre nem olyan egyszerű, mint amilyennek elsőre tűnt. Az időutazók a távoli jövőben a Negyedik Emberbirodalom korába, a Doktor szerinti új aranykorba tesznek látogatást, a Föld körül keringő Ötös Űrállomáson. A Doktor felismeri, hogy valami nem stimmel ebben a korban, az általa ismert történelem megváltozott. Az embereket manipulálják, és aki kapcsolatba kerül az állomás 500-dik, elit szintjével, ahová mindenki törekszik, örökre eltűnik. A csapat nyomozni kezd. |     |                                                                       |             |                  | |               |
| 163. | 8.  | Apák napja (Father's Day)                                             | Joe Ahearne | Paul Cornell     | 2005. május 14. (BBC One) 2006. március 18. (Cool TV) 2010. április 29. (AXN Sci-Fi)                                 | 1.8           |
| 1987-ben, amikor Rose elveszítette egy autóbalesetben az édesapját, még csak kisbaba volt. Az időutazók visszatérnek arra a napra, amikor a baleset történt. Rose képtelen közömbösen végignézni azt, hogy édesapja meghal, így megmenti az életét. Ezzel a tettével nemcsak a történelmet változtatja meg, hanem szakadást okoz a téridő-kontinuumban, ami különös és veszélyes szörnyetegeket hív életre. |     |                                                                       |             |                  | |               |
| 164a. | 9.  | Bomba meglepetés (1. rész) (The Empty Child (Part 1))                 | James Hawes | Steven Moffat    | 2005. május 21. (BBC One) 2006. március 19. (Cool TV) 2010. május 4. (AXN Sci-Fi)                                    | 1.9           |
| A Doktor és Rose 1941-be, Londonba utazik vissza. Miközben a náci támadás elől menekülnek, felfigyelnek egy titokzatos, árva fiú viselkedésére. Van ott egy különös lány is, aki csapatot szervez a szüleiket vesztett, kallódó gyerekekből. Különös elem még egy lezuhant földönkívüli űrhajó, amelyről csak kevesen tudnak. Kiderül, hogy a Doktoron kívül más magányos időutazók is járják a világot, Rose megtalálja az egyik, igen jóképű, de veszélyesnek tűnő időkalózt, Jack kapitányt. Közben felfedezik, hogy különös, és vélhetően földönkívüli eredetű járvány dühöng a városban: az emberek megbetegszenek, majd gázálarcos mutánsokká változnak. A Doktor, Rose és Jack mindent megtesz, hogy segítsenek, úgy tűnik, hogy a járvány középpontjában egy kórház és az árva fiú áll, aki azonban emberfeletti képességekkel rendelkezik. A mutánsok megtámadják és csapdába ejtik őket a kórházban.                                                                               |     |                                                                       |             |                  | |               |
| 164b. | 10. | A mutáns gázálarcosok támadása (2. rész) (The Doctor Dances (Part 2)) | James Hawes | Steven Moffat    | 2005. május 28. (BBC One) 2006. március 25. (Cool TV) 2010. május 6. (AXN Sci-Fi)                                    | 1.10          |
| A helyszín: London. Az idő: 1941. Az előző rész folytatódik. A Doktor, Rose és Jack kapitány a kórházban különleges tartalmú kapszulára bukkan, amelyet természetesen nem mindegy, hogyan és hol használnak. |     |                                                                       |             |                  | |               |
| 165. | 11. | A nagy durranás (Boom Town)                                           | Joe Ahearne | Russell T Davies | 2005. június 4. (BBC One) 2006. március 26. (Cool TV) 2010. május 11. (AXN Sci-Fi)                                   | 1.11          |
| A helyszín: Cardiff, Wales. Az idő: 2006. Az időutazó csapat a jelenbe érkezik, Cardiffba, ahol egy régi ellenséggel találják szemben magukat. Az ellenség az egész bolygót pusztulással fenyegeti. A csapatnak újra harcba kell szállni a világ megmentéséért. |     |                                                                       |             |                  | |               |
| 166a. | 12. | Valóságsokk (1. rész) (Bad Wolf (Part 1))                             | Joe Ahearne | Russell T Davies | 2005. június 11. (BBC One) 2006. április 1. (Cool TV) 2010. május 13. (AXN Sci-Fi)                                   | 1.12          |
| A Doktort és csapatát ismeretlen erő egyenesen a TARDIS belsejéből rabolja el, és egy emberi űrállomáson térnek magukhoz. Az űrállomásról hamar kiderül, hogy ez a már ismert egykori Ötös Állomás, de valami megint nagyon elromlott. Az Állomáson brutális valóságshow-k és hasonló játékok folynak tömeges méretben, a kiszavazott vagy kiesett játékosokat pedig, úgy tűnik, atomi szinten dezintegrálják, megölik. A játékokat milliárdnyi ember nézi nap mint nap, aki pedig nem vesz részt bennük, vagy akár csak nem hajlandó követni őket, a bírósági ítéletet és kivégzést kockáztatja. Eközben Jack kapitány két segítőkész, de nagyon fura kiszolgálódroiddal, Trin-E-vel és Zu-Zanával találja szembe magát. A Doktor, aki szörnyű felfedezést tesz a "Nagy Testvér" házában, míg Rose kénytelen az életéért küzdeni a saját "játékvilágában", elhatározza, hogy kideríti, mi rontotta el (ismét) az emberiség történelmét, és kik állnak a nagyüzemi ember-hentesüzlet mögött. |     |                                                                       |             |                  | |               |
| 166b. | 13. | Csata után találkozunk (2. rész) (The Parting of the Ways (Part 2))   | Joe Ahearne | Russell T Davies | 2005. június 18. (BBC One) 2006. április 2. (Cool TV) 2010. május 18. (AXN Sci-Fi)                                   | 1.13          |
| Az Ötös Űrállomást irányító ősellenség végre felfedi magát. A Doktor kénytelen az ellenséggel szemtől szemben csatát vívni a lány életéért. Mivel már túlságosan kötődik a lányhoz, erőszakkal küldi vissza a saját idejébe, azzal a feladattal, hogy őrizze a TARDIS-t, ami nem juthat rossz kezekbe. Rose megint találkozhat a családjával, azonban aggódik a Doktorért (és a Világegyetemért), ráadásul a korábbi részekben rejtélyes üzeneteket küldő Gonosz Farkastól is újabb irányítást kap, így minden eszközt megmozgat, hogy beindíthassa a TARDIS-t, amit elvileg nem tud vezetni. A Doktor eközben rájön, hogyan pusztíthatja el az ellenséget, csakhogy idő előtt kiderül a terve. Az epizód végén a Gonosz Farkas kiléte is feltárul. |     |                                                                       |             |                  | |               |

### Tizedik Doktor – David Tennant
A Tizedik Doktor a Doktor nevezetű Idő Lord tizenegyedik és tizenkettedik inkarnációja. Nagyon szarkasztikus, nagyszájú, már-már idegesítően is okos. Elődjeinél sokkal szorosabb kapcsolatot ápolt útitársaival, akiket családtagjaiként szeretett. Első regenerációjának oka egy dalek volt, aki lézersugarával végzett a Doktor tizenegyedik inkarnációjával. A Doktor a saját, egykoron levágott kezébe irányította a regenerációs energiát, így az elnyelte egy részét, így megtartotta jelenlegi inkarnációjának külsejét és tulajdonságait. Második regenerációját erős sugárzás okozta, amelynek hátterében sok elődjéhez hasonlóan az önfeláldozás állt. Szállóigévé vált utolsó mondata, az "I don't want to go" ("Még nem akarok távozni") többek között arra is utal, hogy egy Idő Lordnak 13 élete van, és ezzel a regenerációjával a Doktor elérte az utolsót.

#### Különkiadás (2005)
| # | Cím                                                                                      | Rendező     | Író              | Premier                                                                              | Gyártási szám |
| --- | ---------------------------------------------------------------------------------------- | ----------- | ---------------- | ------------------------------------------------------------------------------------ | ------------- |
| 167. | Karácsonyi támadás (karácsonyi különkiadás) (The Christmas Invasion (Christmas special)) | James Hawes | Russell T Davies | 2005. december 25. (BBC One) 2008. január 5. (RTL Klub) 2010. május 20. (AXN Sci-Fi) | 2X            |
| December 24-én Jackie és Mickey meghallják a TARDIS ismerős hangját. Mikor odarohannak, Rose és egy számukra ismeretlen férfi, a még regenerálódó Doktor lép ki a kék fülkéből, aki rögtön össze is esik… Mickey és Rose karácsonyi vásárlásra indulnak a belvárosba, azonban a szembejövő mikulások trombitájából lángcsóva csap ki… otthon pedig a karácsonyfa bolondul meg, miközben a Doktor eszméletlenül fekszik és regenerálódik… Anglia legújabb űrszondája, a Guinevere 1 a Mars felé közeledik. A BBC egyenes adásban közvetíti a szonda első képeit, amik láttán mindenki a szívéhez kap… hamarosan válaszút előtt áll a Föld: vagy megadja magát az idegeneknek, vagy elkezdődik az invázió. |                                                                                          |             |                  |                                                                                      |               |

#### Második új (28.) évad (2006)
Itt a story átívelés a TORCHWOOD. Online meg lehet nézi a TARDISODE minisorozatot ami egy előzmény az adott epizódból.
| Sor. | Év. | Cím                                                        | Rendező       | Író              | Premier                                                                               | Gyártási szám |
| --- | --- | ---------------------------------------------------------- | ------------- | ---------------- | ------------------------------------------------------------------------------------- | ------------- |
| 168. | 1.  | Az új Föld (New Earth)                                     | James Hawes   | Russell T Davies | 2006. április 15. (BBC One) 2008. január 12. (RTL Klub) 2010. május 25. (AXN Sci-Fi)  | 2.1           |
| A Doktor és Rose 5 milliárd évet repülnek előre az időbe, amikorra az emberiség már elhagyta a Földet, és egy új bolygón telepedett meg. Az embereket itt is többféle betegség sanyargatja, ám hamarosan rátalálnak egy ultramodern kórházra, ahol minden emberi bajt gyógyítani tudnak. Kérdés csak az: milyen áron? |     |                                                            |               |                  |                                                                                       |               |
| 169. | 2.  | Foggal-körömmel (Tooth and Claw)                           | Euros Lyn     | Russell T Davies | 2006. április 22. (BBC One) 2008. január 19. (RTL Klub) 2010. május 27. (AXN Sci-Fi)  | 2.2           |
| Rose örömmel egyezik bele, hogy 1979-be térjenek vissza a Doktorral egy kedvenc zenekaruk koncertjére, ám egy apró hiba miatt éppen száz évet tévednek, s amikor 1879-ben megérkeznek Skóciába, Viktória királynőbe botlanak. A felséges asszonnyal együtt egy vidéki kúriában szállnak meg, ahol a házigazda vérfarkas-történetet mesél neki. A valóság azonban még vadabb is lehet a rémmeséknél. |     |                                                            |               |                  |                                                                                       |               |
| 170. | 3.  | Osztálytalálkozó (School Reunion)                          | James Hawes   | Toby Whithouse   | 2006. április 29. (BBC One) 2008. január 26. (RTL Klub) 2010. június 1. (AXN Sci-Fi)  | 2.3           |
| A Doktor és Rose Mickeyvel kiegészülve egy általános iskolában nyomoznak titokban, mert újabban igen furcsa dolgokat észleltek itt. Tanárként és konyhásként álcázzák magukat, hamarosan pedig újságírói álca alatt felbukkan a Doktor egyik régi hölgyismerőse, Sarah-Jane is. A kis csapat felfedezi, hogy egy földönkívüli faj az egész világ feletti uralmat akarja megszerezni a gyerekeken keresztül. |     |                                                            |               |                  |                                                                                       |               |
| 171. | 4.  | Parókás intrikák (The Girl in the Fireplace)               | Euros Lyn     | Steven Moffat    | 2006. május 6. (BBC One) 2008. február 2. (RTL Klub) 2010. június 3. (AXN Sci-Fi)     | 2.4           |
| Mickey elutazik Rose-zal és a Doktorral az 51. századba, ahol egy elhagyatott űrhajón kötnek ki. A furcsaságok azonban nem érnek itt véget, és nemsokára egy másik időkapun át a XVIII. századi Franciaországba kerülnek, ahol a Doktor megismerkedik Madame de Pompadour-ral. A hölgy körül rejtélyes és félelmetes dolgok történnek, ezért megkéri a számára oly sokat jelentő Doktort, hogy legyen a segítségére. |     |                                                            |               |                  |                                                                                       |               |
| 172a. | 5.  | A kiborgok kora (1. rész) (Rise of the Cybermen (Part 1))  | Graeme Harper | Tom MacRae       | 2006. május 13. (BBC One) 2008. február 9. (RTL Klub) 2010. június 8. (AXN Sci-Fi)    | 2.5           |
| Egy véletlen baleset folytán a TARDIS Londonban köt ki ugyan, és a jelenben, de Mickey, Rose és a Doktor kénytelenek rájönni, hogy egy párhuzamos világegyetembe kerültek, ahol minden szereplő és élőlény ugyanolyan, mégis nagyon mások… Rose édesapja például él, de feleségével nincs lányuk, Mickey hasonmása pedig az egyre keményebb, robotizált diktatúra-uralommal szemben álló ellenállási mozgalom vezetője. |     |                                                            |               |                  |                                                                                       |               |
| 172b. | 6.  | Acélkorszak (2. rész) (The Age of Steel (Part 2))          | Graeme Harper | Tom MacRae       | 2006. május 20. (BBC One) 2008. február 16. (RTL Klub) 2010. június 10. (AXN Sci-Fi)  | 2.6           |
| Mickey, a Doktor és Rose a párhuzamos világban rekedvén elhatározzák, hogy felveszik a harcot a Lumic által irányított kiborgokkal, akik már az egész emberiség létét fenyegetik. Ehhez azonban be kell hatolniuk az ellenség központjába, abba a gyárba, ahol az emberekből gépeket formálnak. Ebben segítségükre van Pete, valamint Ricky, és az ellenálló csoport tagjai: Mrs. Moore, valamint Jake. Mickey is szokatlan bátorságról tesz bizonyságot. |     |                                                            |               |                  |                                                                                       |               |
| 173. | 7.  | A bolond lámpása (The Idiot's Lantern)                     | Euros Lyn     | Mark Gatiss      | 2006. május 27. (BBC One) 2008. február 23. (RTL Klub) 2010. június 15. (AXN Sci-Fi)  | 2.7           |
| Rose és a Doktor New Yorkba készül, de véletlenül az ötvenes évek elején érnek földet Londonban, ahol mindenki II. Erzsébet királynő másnapi koronázási ünnepségére készül. Az új csoda, a televízió minden embert a bűvöletében tart, de ezúttal mégis meglehet, azoknak lesz igazuk, akik félnek az újítástól, mert az "foglyul ejti az emberek arcát". |     |                                                            |               |                  |                                                                                       |               |
| 174a. | 8.  | Képtelen bolygó (1. rész) (The Impossible Planet (Part 1)) | James Strong  | Matt Jones       | 2006. június 3. (BBC One) 2008. március 1. (RTL Klub) 2010. június 17. (AXN Sci-Fi)   | 2.8           |
| A TARDIS ez alkalommal egy igen távoli, titokzatos bolygón köt ki. Rose és a Doktor, amint kiszállnak, különös embercsoporttal találják szembe magukat, akik egy fekete lyukhoz közeli helyen élnek, pedig elvileg meg kellett volna semmisülniük. A bolygó felszíne alatt titokzatos erők rejtőznek. A csoport ezek segítségével akar hazajutni, de nem sejtik, hogy mit szabadíthatnak el. |     |                                                            |               |                  |                                                                                       |               |
| 174b. | 9.  | Az ördöglyuk]] (2. rész) (The Satan Pit (Part 2))          | James Strong  | Matt Jones       | 2006. június 10. (BBC One) 2008. március 8. (RTL Klub) 2010. június 22. (AXN Sci-Fi)  | 2.9           |
| A Doktor és az egyik kutató 10 mérföldre a felszín alatt ősi romokra és egy még mélyebbre vezető aknára, veremre bukkan. Míg a Doktor a mélyben rátalál a leláncolt Gonoszra, a felszínen a Gonosz tudata megszállja az oodokat és az archeológust, s mindent elkövet, hogy kiszabaduljon évmilliós rabságából. Rose és az emberek megpróbálnak elmenekülni, közben azonban a fekete lyuk is halálos veszélyt jelent… |     |                                                            |               |                  |                                                                                       |               |
| 175. | 10. | A szörny és a szeretet (Love & Monsters)                   | Dan Zeff      | Russell T Davies | 2006. június 17. (BBC One) 2008. március 22. (RTL Klub) 2010. június 24. (AXN Sci-Fi) | 2.10          |
| Elton és Ursula, barátaikkal együtt minden erejükkel azon vannak, hogy megtalálják a titokzatos Doktort, akit mind láttak már, de akiről senki nem tudja, hogy pontosan kicsoda. Hamarosan felbukkan a parancsoló modorú Victor, aki utasításokat kezd osztogatni nekik, és eleinte úgy tűnik, ezáltal valóban hatékonnyá válhatnak, de aztán egyre több gyanús jelre lesznek figyelmesek a férfival kapcsolatban. |     |                                                            |               |                  |                                                                                       |               |
| 176. | 11. | Félelem és remény (Fear Her)                               | Euros Lyn     | Matthew Graham   | 2006. június 24. (BBC One) 2008. március 29. (RTL Klub) 2010. június 29. (AXN Sci-Fi) | 2.11          |
| A Doktor és Rose 2012-be repül, amikor egész London éppen az olimpiára készül. Egy békés kertvárosi utcából azonban megmagyarázhatatlan módon egymás után tűnnek el a gyerekek. Az időutazók hamarosan felfedezik, hogy egy hatalmas energianyaláb ragadja el őket, és rájönnek, hogy egy ártatlan gyermekrajz mennyire veszélyes is lehet. |     |                                                            |               |                  |                                                                                       |               |
| 177a. | 12. | A szellemhadsereg (1. rész) (Army of Ghosts (Part 1))      | Graeme Harper | Russell T Davies | 2006. július 1. (BBC One) 2008. április 5. (RTL Klub) 2010. július 1. (AXN Sci-Fi)    | 2.12          |
| A Doktor és Rose éppen csak meglátogatnák Jackie-t Londonban. Kiderül, hogy a Föld újabb kapcsolatfelvétel előtt áll: szabályos időközönként különös, szellemszerű lények bukkannak fel világszerte. Nem lehet velük kommunikálni, és amilyen hirtelen jönnek, rendre úgy is tűnnek el. Nemsokára rájönnek, hogy a jelenség a titokzatos Torchwood Intézetben végzett interdimenzionális kísérlet egyik mellékterméke. Az intézetben számos idegen technológia mellett egy különös, a téridőn kívül létező, mégis érzékelhető Gömböt is foglyul ejtettek, és így jár a Doktor is, amikor odamegy, hogy kérdőre vonja őket. Az intézet vezetője, Yvonne és a személyzet sem sejtik, hogy miféle veszedelmet zúdítanak ezzel a Földre. |     |                                                            |               |                  |                                                                                       |               |
| 177b. | 13. | A végítélet napja (2. rész) (Doomsday (Part 2))            | Graeme Harper | Russell T Davies | 2006. július 8. (BBC One) 2008. április 12. (RTL Klub) 2010. július 6. (AXN Sci-Fi)   | 2.13          |
| A szellemlénynek érzékelt kiborgok végre erőt gyűjtenek, hogy átlépjenek a saját valóságukból, és megpróbáljanak elfoglalni egy másik, párhuzamos Földet, miután a saját világukban vereséget szenvedtek. A rejtélyes Gömbből ráadásul előbukkannak a rettegett dalekek, akikről a Doktor és Rose azt hitték, hogy már végleg elpusztították őket – azonban a Gömb, ami egy, az Időurak által készített rabszállító jármű, mégis megőrzött belőlük néhány milliót. A szörnyek megint át akarják venni a világ feletti uralmat. A kiborgok szövetséget ajánlanak nekik, de a dalekek csak kinevetik őket, így megkezdődik a háromfrontos harc a három civilizáció között. Ismét a Doktornak kell közbelépnie, hogy megmentse az immár egészen reménytelen helyzetet, és befoltozza a téridőben keletkezett repedéseket is. Ennek azonban igen nagy ára van: fel kell áldoznia Rose-t, aki anyjával együtt a másik valóságban reked. |     |                                                            |               |                  |                                                                                       |               |

#### Különkiadás (2006)
| # | Cím                                                                                      | Rendező   | Író              | Premier                                                   | Gyártási szám |
| --- | ---------------------------------------------------------------------------------------- | --------- | ---------------- | --------------------------------------------------------- | ------------- |
| 178. | A szökevény menyasszony (karácsonyi különkiadás) (The Runaway Bride (Christmas special)) | Euros Lyn | Russell T Davies | 2006. december 25. (BBC One) 2010. július 8. (AXN Sci-Fi) | 3X            |
| Donna az esküvőjén már éppen az igent mondaná, amikor aranyló felhő támad körülötte és eltűnik… A Doktor legnagyobb meglepetésére váratlanul egy esküvői ruhás nő jelenik meg a TARDIS-ban. Miután a kölcsönös megdöbbenés némileg lecsillapszik, a Doktor megpróbálja Donnát visszajuttatni Londonba, az esküvőjére. Ez azonban nem megy bonyodalmak nélkül, egyre több furcsaság támad Donna körül. Egy mikulásjelmezbe bújt taxis elrabolja a lányt… Megvadult karácsonyfa… A lány munkahelyének tulajdonosa Torchwood… Elhagyott titkos pinceszintek, ahol persze rejtőzik valami iszonyú… Mi történt 4,3 milliárd évvel ezelőtt… Mik azok a huon-részecskék és miért itatta Donnát a vőlegénye fél évig ilyen tartalmú kávéval? Hát… szerencséje volt a menyasszonynak, hogy elmaradt az esküvő! |                                                                                          |           |                  |                                                           |               |

#### Harmadik új (29.) évad (2007)
A story átívelés Mr. Saxonnal kapcsolatos, aki nem más mint a Doktor régi ellensége. Valamint a "Te nem vagy egyedül" mondat.
| Sor. | Év. | Cím                                                                | Rendező          | Író               | Premier                                                     | Gyártási szám |
| --- | --- | ------------------------------------------------------------------ | ---------------- | ----------------- | ----------------------------------------------------------- | ------------- |
| 179. | 1.  | Smith és Jones (Smith and Jones)                                   | Charles Palmer   | Russell T Davies  | 2007. március 31. (BBC One) 2010. július 13. (AXN Sci-Fi)   | 3.1           |
| Martha Jones orvostanhallgató a kórházban a reggeli vizit során egy beteg férfinél különös dupla szívhangokat hall – persze hogy a Doktor ő, John Smith álnéven készakarva került a kórházba, mert pár napja furcsa elektromos jelenséget észlelt a kórház táján. Hamarosan óriási vihar tör ki a kórház felett s a bentiek döbbenten látják, hogy az eső felfelé esik… majd több nagy villanás után odakint eltűnik London s holdbeli táj jelenik meg… Az általános pánikban Martha talpraesetten viselkedik, ez megtetszik a hirtelen "meggyógyult" Doktornak. Együtt nézik, ahogy három óriási űrhajó landol s nagy sereg szkafanderes lény indul a kórház felé… A kórházat megszálló orrszarvú fejű judoonok galaktikus rendőrök s mindössze egy földönkívüli bűnözőt keresnek, aki a kórházban rejtőzött el. Mivel a Földre nincs felhatalmazásuk, ezért a kórházat ideiglenesen a Holdra teleportálták, hogy mindenkit megvizsgálhassanak, milyen fajhoz tartozik… Sajnos az űr-rinocéroszokból álló rendőrségnek nem erőssége a rugalmas gondolkodás, ráadásul a legtöbb vétket azonnali kivégzéssel büntetik… A Doktor és Martha hamarosan rájönnek, hogy a kórházban egy plazmavor, egy földlakónak álcázott vérszívó lény rejtőzik, aki ráadásul pszichopata tömeggyilkos: a fél Földet megpróbálja kiirtani, csak hogy elmenekülhessen a hatóság elől. A Doktor korábban akaratlanul beszennyezte Marthát a saját DNS-ével egy váratlan csók formájában. A judoonok így három lényt találnak a kórházban nem emberi DNS-sel. Vajon kiderül, hogy a Doktor, Martha és az idős Mrs. Florence Finnigan közül ki a keresett bűnöző? |     |                                                                    |                  |                   |                                                             |               |
| 180. | 2.  | A Shakespeare kód (The Shakespeare Code)                           | Charles Palmer   | Gareth Roberts    | 2007. április 7. (BBC One) 2010. július 15. (AXN Sci-Fi)    | 3.2           |
| A Doktor és Martha 1599-ben a középkori Londonba érkeznek, hogy megnézzék a Globe színházban Shakespeare A lóvátett lovagok darabját. A nagy sikerű előadás után a szerző bejelenti, hogy másnap este bemutatják a folytatást A jóvátett lovagok címmel. Ezen Martha igencsak csodálkozik, hiszen Shakespeare-nek ilyen darabja nem maradt fenn. Az előadás készületeit azonban három boszorkány is figyelemmel kíséri. Igazi boszorkányok, varázsgömb, voodoo baba? Miért 14 szögű a Globe színház nézőtere? Miféle furcsa befejezőmondatokat ír a darabhoz Shakespeare az éjjel gyönyörű nő alakjában megjelenő boszorkány hipnotikus hatására? A Doktor persze rájön, hogy a boszorkányok valójában a karrionita nevű lények, akik szavakkal képesek olyan dolgokat véghezvinni, mint a földiek a tudomány segítségével. A három karrionita térkaput szeretne nyitni, hogy világuk lakói megszállhassák a Földet, s ehhez kell a színház és Shakespeare segítsége. Mikor rájönnek, hogy a Doktor meg akarja akadályozni a tervüket, semmitől sem riadnak vissza… |     |                                                                    |                  |                   |                                                             |               |
| 181. | 3.  | Közlekedési dugó (Gridlock)                                        | Richard Clark    | Russell T Davies  | 2007. április 14. (BBC One) 2010. július 20. (AXN Sci-Fi)   | 3.3           |
| A Doktor 5.000.000.053-ba, New New Yorkba viszi Marthát, ahol már Rose-zal is járt korábban, most azonban az alsóváros egy koszos sikátorában landolnak. Marthát egy fiatal pár fegyveresen elrabolja, az utánuk rohanó Doktor egy földalatti autópályához érkezik, ahol végtelen oszlopokban és sorokban araszolnak egymás mellett és fölött a légpárnás lakóautók. A Doktor autóstoppol, egy macskaember és normál felesége veszi fel. Martha elrablói nem akarnak rosszat, a lány csak harmadik útitársként kell. Kiderül, hogy a végtelen légautóáradat már több évtizede úton van, csak évi pár mérföldet tudnak megtenni, a családok a légautókban élnek… Közben a kihalt felsővárosban régi ismerősünk, Boe Arca megérezvén a Doktor újbóli megjelenését megbízza Hame nővért, hogy mindenáron kerítse elő a Doktort. Miért repülnek az légautók már évtizedek óta bezárva a földalatti autópályán? Miféle rémségek kapnak el időnként egy-egy túl mélyre ereszkedő járművet? Miféle végső titkot árul el a haldokló Boe Arca a Doktornak? |     |                                                                    |                  |                   |                                                             |               |
| 182a. | 4.  | Dalekok Manhattanben (1. rész) (Daleks in Manhattan (Part 1))      | James Strong     | Helen Raynor      | 2007. április 21. (BBC One) 2010. július 21. (AXN Sci-Fi)   | 3.4           |
| New York, 1930, a nagy gazdasági válság ideje, ide érkezik a Doktor és Martha. A munkanélküliek nyomornegyedekben tengődnek, éjszakánként azonban rejtélyes eltűnések tartják izgalomban az embereket. Tallulah, egy varieté táncosnője a színpadralépés előtt elbúcsúzik barátjától, Laszlotól. A fiú titokzatos hangok nyomába ered a színpad mögött, aztán valami ráveti magát és elhurcolja… A világ legmagasabb épülete, az Empire State Building építése éppen befejezés előtt áll. Az építésvezetőtől a főnöke követeli, hogy a különleges tetődíszt még aznap be kell fejezni. A Doktor és Martha éppen a munkanélküliek között vizsgálódik, amikor egy építkezéshez embereket toboroznak. A gyanús munkára a Doktor és Martha is jelentkezik. A New York alatti csatornalabirintusba irányítják őket. A Doktor és társai alvilági útjuk során először egy furcsa lény maradványaiba botlanak, aztán félig ember, félig disznó lények támadnak rájuk. Egy csatornanyíláson felmászva menekülnek el, s a varieté alagsorába jutnak, ahol Tallulah pisztolyt fog rájuk s eltűnt barátját kéri rajtuk számon… vissza a csatornákba… A nagy meglepetés: négy dalek van a háttérben. Mire készülnek a dalekok a csatornában elrejtett titkos laboratóriumukban? Mire kell nekik a sok ember? Mi történt Laszloval? |     |                                                                    |                  |                   |                                                             |               |
| 182b. | 5.  | A dalekok evolúciója (2. rész) (Evolution of the Daleks (Part 2))  | James Strong     | Helen Raynor      | 2007. április 28. (BBC One) 2010. július 22. (AXN Sci-Fi)   | 3.5           |
| Miközben Manhattanben folyik az Empire State Building építése, az alatta fekvő csatornákban meghúzódó négy utolsó dalek genetikai manipulációra készül, a dalek és a humán gének összeolvasztásával egy még jobb uralkodó fajt kívánnak létrehozni. A vezérdalek magába is olvaszt egy embert. A létrejött hibrid már kissé másképp gondolkozik, rájön, hogy az emberekben értékes tulajdonságok is vannak. Mikor felismerik a Doktort, a régi ellenséget, az átalakult vezér megtiltja a többi daleknek, hogy kivégezzék. Közben nagy mennyiségű elfogott ember vár genetikai módosításra, ehhez az energiát a dalekok egy hamarosan bekövetkező napkitörésből kívánják biztosítani az Empire State Building tetejére szerelt kollektor segítségével. A három régi dalek egyre bizalmatlanabb az átalakult vezetőjükkel szemben, végül fellázadnak… Martha és a revütáncosnő Tallulah, akinek a barátja, Laszlo, a dalekok fogságába esett, a felhőkarcoló tervrajzából igyekszik megtudni, hol lehet a dalek szerkezet… Időben hatástalanítani tudja-e a Doktor az energiakollektort? Egy villámcsapás eredménye… Miért nem engedelmeskednek az átalakított emberek a dalekoknak?… A dalekok terve végül dugába dől… pusztulás… Mi lesz a sorsa a disznóembereknek és Laszlonak? |     |                                                                    |                  |                   |                                                             |               |
| 183. | 6.  | A Lazarus kísérlet (The Lazarus Experiment)                        | Richard Clark    | Stephen Greenhorn | 2007. május 5. (BBC One) 2010. július 27. (AXN Sci-Fi)      | 3.6           |
| A Doktor hazaviszi Marthát és végső búcsúra készülődik, azonban megüti a fülét, amint a tévében Lazarus professzor bejelenti, hogy ma esti kísérletével az emberiség új korszaka kezdődik. A professzor egyik közeli munkatársa éppen Martha húga, Tish… Fényes fogadáson, előkelő vendégek gyűrűjében lép be a professzor a kísérleti fülkébe, hogy néhány perccel később több évtizeddel megfiatalodva lépjen ki. A Doktor és Martha észreveszi, hogy a fiatalodáson túlmenően valami nem stimmel vele. Egy kézcsók után maradt nyálmintából kiderül, hogy a professzor DNS-e nincs rendben, változik… Az önkísérlet eredménye egy hol ember, hol szörnyeteg lény lett, s a Doktor és társa hamarosan az első áldozatokra is rábukkan. A fogadáson kitört pánik közben vajon hogyan fékezi meg a Doktor, Martha és Tish a mind éhesebb szörnyeteget? |     |                                                                    |                  |                   |                                                             |               |
| 184. | 7.  | 42 perc (42)                                                       | Graeme Harper    | Chris Chibnall    | 2007. május 19. (BBC One) 2010. július 28. (AXN Sci-Fi)     | 3.7           |
| A TARDIS egy túlmelegedett űrhajón materializálódik, ami tehetetlenül zuhan egy napba. Még 42 perc és minden elég. A Doktor kezébe veszi a szervezést, megpróbálják elérni a tartalék hajtóműveket. Kiderül, hogy valaki módszeresen tönkretette a berendezéseket… A legénység egyik tagja furcsa tünetekkel megbetegszik, majd megszállottként kezd viselkedni, egy szempillantásával holtra égeti a társait. A misztikus erő az áldozatait is megszállja, és láthatóan arra törekszik, hogy az űrhajó az életben maradottakkal együtt mielőbb a napba hulljon. Az egyre esztelenebb kavalkádban a Doktor és Martha is életveszélybe kerül, csak a másik segítségével menekülnek meg. Hogyan sikerül a 42 perces rohanás során legyűrni az akadályokat és az utolsó pillanatban beindítani a hajtóműveket? Közben Martha anyjával, aki utálja a doktort, egy rejtélyes szervezet felveszi a kapcsolatot, és lehallgatják Marthának az anyjával való mobilbeszélgetéseit. |     |                                                                    |                  |                   |                                                             |               |
| 185a. | 8.  | Emberbőrben (1. rész) (Human nature (Part 1))                      | Charles Palmer   | Paul Cornell      | 2007. május 26. (BBC One) 2010. július 29. (AXN Sci-Fi)     | 3.8           |
| Martha és a Doktor fejvesztve menekülnek egy "Család"-nak nevezett idegen csoport elől, akik képesek az időörvényen át is követni a TARDIS-t. A Család kannibál földönkívüli vadászokból áll, akik rövid életűek, azonban egy Időúr energiájának elfogyasztása után halhatatlanná és hatalmassá válhatnának, így semmiképpen nem adják fel az üldözést. A Doktor csak egy úton menekülhet: ha néhány hónapra biológiailag is igazi emberré válik és így megtalálhatatlan lesz… Az átváltozott Doktor, vagyis John Smith 1913-ban, egy angliai kollégiumban tanár, Martha mint szolgálólány van mellette. Az átváltozás azonban azzal is járt, hogy a Doktor nem emlékszik a múltjára és hogy kicsoda is valójában. Igaz, éjszakánként furcsa álmai, látomásai vannak, amit egy füzetbe ír le… Martha azonban mindent tud és titokban vigyáz rá. A Doktor igazi lényét egy zsebóra alakú szerkezet őrzi. A dolgok bonyolódnak: a Doktor egyre jobban összemelegedik Joan Redfern-nel, egy kolléganőjével. Martha rémülten figyeli a nem várt fejleményt. Másrészt egy diákfiú, az egyébként jólelkű Tim Latimer elcsaklizza a Doktor óráját (a Doktor órában rejtőző lelkének hangait hallja a szerkezetben, emiatt elteszi) , s mikor kinyitja, a közben a Földre érkezett Család megérzi a Doktor jelenlétét. Embereket szállnak meg és elkezdenek beszivárogni az iskolába, majd egy falubeli táncmulatságon sarokba szorítják a Doktort, Marthát és Joan-t. |     |                                                                    |                  |                   |                                                             |               |
| 185b. | 9.  | A Vércsalád (2. rész) (The Family of Blood (Part 2))               | Charles Palmer   | Paul Cornell      | 2007. június 2. (BBC One) 2010. augusztus 3. (AXN Sci-Fi)   | 3.9           |
| Tim Latimer egy pillanatra kinyitja a Doktor óráját s ez megzavarja a Családot. Ez elég arra, hogy mindenki kimeneküljön s a kollégiumban elbarikádozzák magukat. A Család támadásba lendül katonáikkal együtt, amik nem mások, mint életre keltett madárijesztők. A fegyveresen védekező diákok ellenére a Családtagok bejutnak a kollégiumba és keresik a Doktort és Latimert az órával együtt, sőt csalétkül a megtalált TARDIS-t is az épület elé állítják, majd láthatatlan űrhajójukból a közeli falut is bombázni kezdik… A Doktor és társai egy közeli házba menekülnek. Hogyan reagál a John Smithként gondolkozó Doktor az eseményekre? Hogy segíthet Martha és Latimer az emberi tudatban vergődő Doktornak? Mi lesz a sorsa a Doktor/John Smith és Joan Redfern bimbózó kapcsolatának? Mi lesz a különös órával? Természetesen a végén a Család elnyeri méltó büntetését, s a többiek sorsa is elrendeződik. |     |                                                                    |                  |                   |                                                             |               |
| 186. | 10. | Pislantás (Blink)                                                  | Hettie MacDonald | Steven Moffat     | 2007. június 9. (BBC One) 2010. augusztus 4. (AXN Sci-Fi)   | 3.10          |
| Egy fiatal lány, Sally Sparrow bemászik egy régi, elhagyatott házba, hogy fényképeket készítsen. A lógó tapétát egy helyen lehúzva a falról egy felirat bukkan elő: Sally Sparrow vigyázz a síró angyalokkal. Húzd le a fejed – most! Szeretettel a Doktor, 1969. Sally önkéntelenül is félrekapja a fejét s abban a pillanatban egy kődarab süvít el mellette. Az ablakon kitekintve csak egy kőszobrot lát, egy síró angyalt arcát a kezébe temetve… Másnap visszatér az izgalmas helyre barátnőjével, Kathy Nightingale-lel. A szobor mintha másképp állna, és több síró kőangyal is van szanaszét… Ekkor egy férfi kopogtat és egy borítékot ad át Sally-nek: a már elhunyt nagyanyja bízta rá, hogy pontosan ezen napon és órában itt adja át neki. Az emeletről sikoltás hallatszik. Sally felrohan. Kathynak nyomaveszett, csak kőangyalok vannak a szobában, az egyik kezében egy kulcs… A borítékban megsárgult régi fényképeken Kathy látszik – a múltból üzent Sallynak. Kik ezek a titokzatos síró kőangyalok, akik mintha követnék Sally-t, és miért kell nekik szemmel láthatóan a TARDIS? Miért jutnak Sally kezébe olyan dvd-k, amelyeken egy Doktor nevű titokzatos férfi óva inti, hogy nehogy még csak egyet pislantson is a szemével az angyalok közelében? Hogyan rekedt meg az időben a Doktor és Martha 1969-ben? Hogyan segíthet Sally visszajuttatni a TARDIS-t a Doktornak? El tud-e bánni az időgépétől megfosztott Doktor a jelenben négy gyilkos kőszoborlénnyel úgy, hogy őt magát több évtizednyi időbeli távolság választja el az eseményektől?                                                            |     |                                                                    |                  |                   |                                                             |               |
| 187a. | 11. | Utópia (1. rész) (Utopia (Part 1))                                 | Graeme Harper    | Russell T Davies  | 2007. június 16. (BBC One) 2010. augusztus 5. (AXN Sci-Fi)  | 3.11          |
| A TARDIS rövid időre landol a cardiffi téridőhasadéknál, hogy feltöltődjön energiával. Jack Harkness kapitány ezt észreveszi és a már induló TARDIS-ra veti magát. A TARDIS-szal együtt sodródik az időörvényben, ám az akció miatt a TARDIS megzavarodik és végül 100 trillió évet ugrik előre, a világegyetem végnapjaiba. A három utast a felderítőúton emberszerű kannibálok veszik üldözőbe, csak nehezen jutnak el egy erődítménybe, ahol igazi emberek egy csoportja készülődik Yana professzor és asszisztensnője, a földönkívüli Chanto vezetésével, hogy egy óriás űrhajóval az "Utópia" nevű helyre utazzanak. Technikai gondjaikban a Doktor, Jack és Martha segítenek. A professzor közben különös doboló hangokat, szavakat hall egyre erősebben a fejében: "TARDIS" "regeneráció"… Miután az emberekkel teli óriás űrhajó elindult Utópia felé, Martha észreveszi, hogy a professzornál egy ugyanolyan zsebóra van, mint amilyet korábban a Doktor is használt személyisége elmentésére. Figyelmezteti a Doktort, de már késő… a professzor egy újabb zavart pillanatában kinyitja az órát … újjászületik a Mester, a Doktor régi esküdt ellensége. Mi lesz a Mester első dolga? Mi lesz a sorsa a csapdába esett Doktornak és két társának, miközben az ajtón egy kannibál horda dörömböl? |     |                                                                    |                  |                   |                                                             |               |
| 187b. | 12. | A dobok hangja (2. rész) (The Sound of Drums (Part 2))             | Colin Teague     | Russell T Davies  | 2007. június 23. (BBC One) 2010. augusztus 10. (AXN Sci-Fi) | 3.12          |
| A Doktor és társai csak Jack kézi időörvény manipulátorával menekülnek meg, a TARDIS-szal a Mester elszökött. Londonba érkeznek, ahol éppen az új miniszterelnök, Harold Saxon és felesége a választási győzelmet ünnepli. A három lelombozódott útitárs a Mestert ismeri fel benne. Miközben a Mester/Saxon a kabinet első ülésén mérges gázzal mindenkit megöl, a feleségét egy titokzatos hölgy figyelmezteti, hogy Saxon nem is Saxon… de hiába, a Mester mindenről tud és mindenkit félreállít a levegőből előbukkanó fémgömb alakú "barátaival"… Kiderül, hogy mobiltelefon hálózatán keresztül a Doktort és társait, sőt Martha családját is figyelteti, majd elfogatja. A Doktor és társai is alig menekülnek meg. A Doktor egy szerkentyűt eszkábál össze, ami elrejti őket a felderítő eszközök elől. A miniszterelnök Saxon/Mester bejelenti a tévében, hogy másnap megérkeznek az első, fémgömb burkolatú robotszonda formájú, „toklafánnak” nevezett földönkívüli vendégek a Földre, hogy kiépítsék a hivatalos kapcsolatot… A hírre az Egyesült Államok elnöke is Londonba siet és nagyképűen át akarja venni a vezető szerepet, ami az idegeneknek nem tetszik, és a Mester kérésére megölik. Saxon/Mester előveszi igazi kártyáit… Hogyan lett a TARDIS-ból egy "paradoxon gép"? Mit tesz a Mester a Doktorral? Mik sereglenek elő egy hirtelen megnyílt térrepedésből? Úgy tűnik, a Föld sorsa megpecsételődött, a Doktor és a Mester sok évtizedes harca során a Doktor végleg vesztésre áll… |     |                                                                    |                  |                   |                                                             |               |
| 187c. | 13. | Az utolsó Idő Lord (3. rész) (The Last of the Time Lords (Part 3)) | Colin Teague     | Russell T Davies  | 2007. június 30. (BBC One) 2010. augusztus 11. (AXN Sci-Fi) | 3.13          |
| Egy éve már, hogy a Mester átvette a Földön az uralmat. Jack kapitány, az aszott öregemberré változtatott Doktor és Martha családja a foglyai. Egy elvetélt Mester elleni merénylet után helyzetük csak rosszabbodik. Martha viszont sikeresen bujkál, bejárja a Földet, hogy előkészítse a Doktor tervét a Mester ellen. Egy titkos rejtekhelyen társai elfognak és szétszednek egy toklafán gömböt – s egy korcs utópiai embermaradványt találnak benne. Hogyan akarta a Mester elpusztítani a XXI. században az emberiséget késő utódaik által, hogyan oldotta fel a paradoxont? Martha, az UNIT és Torchwood újabb dugába dőlt közös merénylet terve… Hogyan fordította visszájára és használta fel végül Martha a Mester világot behálózó, telepatikus kapcsolatokat is létrehozó telefonhálózatát? A telepatikus energia és a Doktor… A Mester halotti máglyája… Boe arca ismét… |     |                                                                    |                  |                   |                                                             |               |

##### Különkiadás (2007)
| # | Cím                                                                                          | Rendező      | Író              | Premier                                                       | Gyártási szám |
| --- | -------------------------------------------------------------------------------------------- | ------------ | ---------------- | ------------------------------------------------------------- | ------------- |
| 188. | Az elkárhozottak utazása (karácsonyi különkiadás) (Voyage of the Damned (Christmas special)) | James Strong | Russell T Davies | 2007. december 25. (BBC One) 2010. augusztus 12. (AXN Sci-Fi) | 4X            |
| A TARDIS egy földönkívüli luxus-űrhajón, a Titanic-on landol, pontosabban összeütközik vele (a hírhedt, de a földönkívüli vendégek előtt ismeretlen végzetű földi hajóról, a Titanicról nevezték el, nem véletlenül). A Doktor érdeklődve a hajón folyó aranyélet után átszáll, és csakhamar megismerkedik egy pincérnővel, Astriddal (Kylie Minogue). A Titanic egy primitív, de gyönyörű és egzotikus bolygó, a Föld körül kering, utasai többsége turista. Éppen egy nappal vagyunk a misztikus és barbár földi ünnep, az ún. karácsony előtti. Hamarosan kiderül, hogy a hajó egyenesen egy meteorvihar felé tart, de a kapitány nem tesz ellene semmit, sőt kikapcsolja a védőpajzsokat. Amikor az alatta szolgáló ügyeletes, a gyakorlóküldetését végző űrhajóskadét rájön a tervre, őt is súlyosan megsebesíti egy pisztollyal. A hajó tele van szárnyas angyalszobrokkal, „akik” tulajdonképpen az utasokat tájékoztató robotok. A hajót eltalálják az aszteroidák, zuhanni kezd, rengetegen elpusztulnak (a kapitány is), a léken át a TARDIS is kizuhan és elsodródik (as robotpilóta visszaviszi a Földre). A Doktor, Astrid és több ismerősük menekülni próbálnak. Az angyal-robotok azonban gyilkolni kezdik a megmaradt utasokat. A menekülőket az angyalok üldözőbe veszik, a kigyulladt és széteső hajóban a hajsza során többen meghalnak. A Doktor élére áll egy csapatnak, és megpróbálják túlélni a katasztrófát, miközben „vezérük” azt is szeretné kideríteni, hogy miért gyilkolnak az angyaldroidok, és ki áll a katasztrófa mögött. A nyomok egy biztosítási csalásra emlékeztető ügyet tárnak fel, és a Főnök is leleplezi magát, azonban félő, hogy a túlélők már nem mondhatják el senkinek, mert a droidok körbeveszik őket. A végső összecsapás során a Doktornak szembesülnie kell azzal, hogy bár halhatatlan, mégsem isten, és épp a legjobban szívéhez nőtt Astridot fogja elveszteni… |                                                                                              |              |                  |                                                               |               |

#### Negyedik új (30.) évad (2008)
A Doktor sokszor megemlít egy Medúza-zuhatag nevű helyet, ahova sok bolygót elraboltak. Ezen kívül Rose Tyler is felbukkan néha-néha, mint titokzatos szereplő. Átívelő szálként említhetjük még az eltűnt méheket, illetve a gyakori kisebb-nagyobb utalgatásokat az évadzáróra és a fináléra. (Például: "Visszatér...", "Van valami a hátán", "A dal véget ér" stb.) Ezek végigszelték az egész évadot, míg csak a záróepizódban és a "The End of Time" című különkiadásban (filmben) kaptunk rá magyarázatot.
| Sor. | Év. | Cím                                                              | Rendező           | Író               | Premier                         | Gyártási szám |
| --- | --- | ---------------------------------------------------------------- | ----------------- | ----------------- | ------------------------------- | ------------- |
| 189. | 1.  | Bűntársak (Partners in Crime)                                    | James Strong      | Russell T Davies  | 2008. április 5. (BBC One) ???  | 4.1           |
| Az Adipose Industries különleges fogyasztótablettát reklámoz: "a zsír egyszerűen elsétál". Az emberek veszik és eszik, mint a cukrot, mivel naponta egy fonttal csökken a súlyuk. Donna Noble, aki már találkozott a Doktorral füstbement esküvője kapcsán (The Runaway Bride, 2006) s azóta is bánja, hogy visszautasította a Doktor meghívását, nyomozni kezd a fogyasztószer kapcsán – főleg miután az egyik kövér ismerőse szinte a szeme láttára tűnik el s csak egy furcsa lényecskét talál a helyén. Ugyancsak gyanús a dolog a Doktornak, s Donnától függetlenül ő is nyomozni kezd az ügyben. Mindez persze nem teszik az Adipose Industries főnökasszonyának, Miss Fosternek. Beindul a hajsza… A Doktor és Donna szerencsésen összefutnak a zűrzavarban. Kik vagy mik azok az adipózok, amelyek az emberi zsírrétegből alakulnak ki? Kicsoda Miss Foster és miért akarja, hogy egyre több adipóz "szülessen"? A Doktor megpróbálja persze az egészet leállítani… Minden jó, ha a vége jó, s Donna személyében a Doktornak új útitársa is kerül. |     |                                                                  |                   |                   |                                 |               |
| 190. | 2.  | Pompeji lángjai (The Fires of Pompeii)                           | Colin Teague      | James Moran       | 2008. április 12. (BBC One) ??? | 4.3           |
| Donna és a Doktor i. sz. 79-ben Pompeiibe érkeznek, a Vezúv végzetes kitörése előtti napon. Donna unszolja a Doktort, hogy figyelmeztessék és mentség meg az embereket a pusztulástól, de a Doktor hajthatatlan: a múltban már rögzült eseményekhez tilos hozzányúlni. Az utcán hagyott TARDIS-t távollétükben egy műgyűjtő, Caecilius házába szállítják. A Doktor és Donna utánamennek, összeismerkednek a családdal. A lányuk Evelina egy telepatikus-és jövendőmondóképességgel rendelkező női renddel, a szibillákkal áll kapcsolatban, s a fűtőrendszerből felszálló gőztől elkábulva kitalálja a Doktor és Donna nevét, honnan jöttek, kicsodák. Közben időnként megremeg a föld… Donna észreveszi, hogy Evelina karja részben kővé változott s érdekes módon az eljövendő kitörést nem látja a jövőben. Miért tartja a szibillák főnökasszonya hamis próféciának Donna szavait a Vezúv kitöréséről? Kik azok földalatti istenek, akik a város alatti fűtőrendszerben és a Vezúv gyomrában laknak?… Mit keresnek egy főpap lakásán bizonyos kőbe faragott áramköri elemek? A Doktor rájön, hogy a vulkán nem fog felrobbanni, energiáját más célra valakik elterelik. Egy alternatív jövő van kialakulóban, amiben Pompeji nem fog elpusztulni. De van-e joga az idővágányokat sok ezer ember halála árán visszaállítani az eredeti irányba? |     |                                                                  |                   |                   |                                 |               |
| 191. | 3.  | Az oodok bolygója (Planet of the Ood)                            | Graeme Harper     | Keith Temple      | 2008. április 19. (BBC One) ??? | 4.2           |
| A TARDIS véletlenül az oodok központi bolygóján landol, a 42. században. Nem messze a hóban egy haldokló oodot találnak. Az ood szeme hirtelen vörösre változik és utolsó erejével rájuk támad. A Doktor tudja már, hogy ez rosszat jelent: az ood valami külső behatás alá került (A képtelen bolygó, 2006). Továbbhaladva egy Ood Operation nevű ipari komplexumba érnek. Ez az a hely, ahonnan a szolgának született engedelmes oodokat galaxisszerte exportálják. A Doktor szerint azonban egy ilyen faj magától nem fejlődhetett ki. Az Ood Operation-nél az utóbbi időben egyre több ood változik vörös szeművé és támad az emberekre. Ezt az ottani emberek valamiféle fertőzés eredményének tartják. Miféle sötét titkok rejtőznek a már 200 éves vállalat épületeinek mélyén, amit tűzzel-vassal védenek? Csakugyan szolgának születnek-e az oodok? Mi történt a telepatikus faj központi értelmével? Miféle szomorú zene, ének csendül fel az arra érzékeny emberek fejében? Mit jelent a kántálás, hogy "a kört meg kell szakítani"?… A Doktor, mint mindig, most is a gyengék és elnyomottak védelmére kel. |     |                                                                  |                   |                   |                                 |               |
| 192a. | 4.  | A szontár hadművelet (1. rész) (The Sontaran Stratagem (Part 1)) | Douglas Mackinnon | Helen Raynor      | 2008. április 26. (BBC One) ??? | 4.4           |
| A világon már több százmillió gépkocsiba van beszerelve az ATMOS nevű ketyere, ami egyrészt a CO2 kibocsátást nullára csökkenti, másrészt GPS-ként is működik. De valakinek gyanús a túl okos szerkezet és nyomozni kezd utána. Az illető autója a folyóba zuhan. A világon egyszerre egy időben több tucat ember hal meg az autójában gyanúsan azonos körülmények között, mindegyikben ATMOS volt. Az UNIT földönkívüli technikát sejt és az ott dolgozó Martha Jones segítségül hívja a Doktort. Az UNIT nagy erőkkel megszállja az ATMOS-t előállító gyárat. Két katona az alagsorban különös helységbe jut… és mikor visszajönnek, már mások. Donna rájön, hogy a gyár dolgozói sohasem betegedtek meg… A Doktor felkeresi az ATMOS fiatal feltalálóját és ott egy teleportálóra bukkan – ami egy Föld körül keringő szontár űrhajóra viszi. A Föld megszállására készülő szontárok, egy, a hadviselésért élő katonanép a Doktor régi ismerősei. Egyelőre azonban a Doktor áll vesztésre. A szontárok beindítják a támadásukat: az autókba szerelt ATMOS-ok mérges gázt kezdenek fejleszteni az egész világon, Martha-ról pedig közben klónmásolat készül… |     |                                                                  |                   |                   |                                 |               |
| 192b. | 5.  | Mérgező ég (2. rész) (The Poison Sky (Part 2))                   | Douglas Mackinnon | Helen Raynor      | 2008. május 3. (BBC One) ???    | 4.5           |
| A Föld légkörét egyre jobban mérgezi az ATMOS-ok által kibocsátott gázkeverék: a szontárok az emberek elpusztítása után a bolygót óriási klónozóteleppé kívánják alakítani. Az UNIT a Doktor tanácsa ellenére nukleáris rakétákkal akarná megsemmisíteni a szontár űrhajót. Céljukat azonban Martha megakadályozza… aki már nem is az igazi Martha. A Doktor Donnát a TARDIS-ba küldi, majd mikor a szontárok a Doktor masináját hadizsákmányként felteleportálják a hajójukra, nem sejtik, hogy ezzel bizony nagy hibát csináltak… A Doktor elé több feladat is tornyosul: megkeresni az igazi Martha-t, ismét bekapcsolni a szontár űrhajóra nyíló teleportálókat, visszaszerezni a TARDIS-t, megtisztítani a Föld légkörét a mérgező gázoktól, és eltüntetni a szontárokat valahogy… |     |                                                                  |                   |                   |                                 |               |
| 193. | 6.  | A Doktor lánya (The Doctor's Daughter)                           | Alice Troughton   | Stephen Greenhorn | 2008. május 10. (BBC One) ???   | 4.6           |
| A TARDIS valami paradoxont érzékel a Doktorral kapcsolatban és saját akaratából a Messaline bolygóra viszi a Doktort, Donnát és Martha-t. Alig lépnek ki a TARDIS-ból, amikor fegyveres harcosok jelennek meg Cobb tábornok vezetésével. A Doktortól DNS mintát vesznek s rövid idő múlva egy fiatal női harcos lép elő: a Doktor (nem szokványos módon született) lánya, Jenny. Pár perc múlva egy másik faj, a hathok törnek rájuk. Csetepaté, robbanás, omlás, Martha elszakad társaitól és a hathokhoz kerül. Az emberek és a hathok régóta harcolnak egymással. Céljuk egy titkos templom, a "Forrás" megtalálása. A Doktor eleinte viszolyog Jennytől, de később egyre inkább elfogadja szintén kétszívű lányát, sőt. Mivel nem hajlandók harcolni a hathok ellen, Cobbs tábornok őket is ellenségnek tekinti, menekülniük kell a zegzugos labirintusokban… Csakugyan vérszomjasok a hathok? Mi a templom valójában? Mi történt a bolygón korábban? A végén mindenki összefut, a Doktor rájön a bolygó és a "templom" titkára. A két nép békét köt, azonban a tábornok ragaszkodik a katonásdi továbbjátszásához, ezért megpróbálja lelőni a Doktort… csakhogy Jenny a golyó elé ugrik, és úgy tűnik, meghal. Mi lesz a Doktor lányával? |     |                                                                  |                   |                   |                                 |               |
| 194. | 7.  | Az egyszarvú és a darázs (The Unicorn and the Wasp)              | Graeme Harper     | Gareth Roberts    | 2008. május 17. (BBC One) ???   | 4.7           |
| A Doktor és Donna Lady Eddison és férje, Hugh ezredes kerti partijára érkeznek. A parti díszvendége Agatha Christie, a már híres írónő. A Doktor egy újságból megtudja, hogy a pontos dátum 1926. december 8., Agatha Christie 10 napos mindmáig titokzatos eltűnésének napja. A ház vendége még többek között Peach professzor is, aki a könyvtárban munkálkodik. Nem sokkal később a professzort holtan találják. A Doktor és Christie nyomozni kezdenek, de egyre több furcsaság történik. A Doktor földönkívüli lényre utaló nyomokat talál… Donnát egy hatalmas darázs támadja meg, egy másik vendég fejére egy szobor zuhan a háztetőről… A Doktort megpróbálják megmérgezni… Az esti vacsora közben vihar támad, kialszanak a gyertyák, valaki késsel a hátában meghal… újra megjelenik az óriási darázs… stb. A megoldáshoz szükséges még Lady Eddison fiatalkori titkának feltárása, valamint hogy miért van egy szoba negyven éve bezárva és hasonlók. A megoldás majdnem Agatha Christie életébe kerül, szerencsére megússza a titkzatos eltűnéssel… |     |                                                                  |                   |                   |                                 |               |
| 195a. | 8.  | A kihalt könyvtár (1. rész) (Silence in the Library (Part 1))    | Euros Lyn         | Steven Moffat     | 2008. május 31. (BBC One) ???   | 4.9           |
| Egy titokzatos üzenet miatt a Doktor és Donna a világegyetem legnagyobb Könyvtárában kötnek ki, az 51. században. A bolygó méretű Könyvtárban azonban egy teremtett lélek sincs. A könyvtárkomputer szerint viszont milliónyi látogató van jelen. Egy furcsa szoborszerű robot(?)könyvtáros üzenetet ad át nekik: "Fussanak, meneküljenek!… Számolják az árnyékokat!". Miközben teremről teremre haladnak, mögöttük kialszanak a lámpák… Hogy lehet, hogy mindezt közben egy 21. századbeli kislány, Charlotte is látja, ha becsukja a szemét?… Közben összefutnak egy csapat űrruhás kutatóval, akik szintén az évszázadok óta néma Könyvtárat jöttek átvizsgálni. A vezetőjük egy hölgy, River Song professzor, aki nagy meglepetésre ismeri a Doktort a személyes jövőjéből, sőt ugyanolyan szonikus csavarhúzója van, mint a Doktornak… A szálak egyre gubancolódnak. Az egyik kutatónő, Miss Evangelista egy sötét terembe megy és már csak sikoltani van ideje… Egy másiknak hirtelen két árnyéka lesz, majd csontvázzá változik… A Doktor Donnát a Könyvtár teleportálójával a biztonságos TARDIS-ba sugározza – a nő meg is érkezik és nem is… |     |                                                                  |                   |                   |                                 |               |
| 195b. | 9.  | Holtak erdeje (2. rész) (Forest of the Dead (Part 2))            | Euros Lyn         | Steven Moffat     | 2008. június 7. (BBC One) ???   | 4.10          |
| Donna békés nyugodt kisvárosi környezetben tér magához, emlékei is megváltoztak: két gyermeke van, békés családi élet stb. Később azonban nyugtalanító jeleket észlel, amik elgondolkoztatják, sőt egy fekete fátyolos hölgy közli vele, hogy hol is van, hogy került ide a Könyvtárból. A megzavart tudatú Donna hiszi is meg nem is… Miért van annyi egyforma gyerek a játszótereken? Közben a Könyvtárban a Doktor megfejti az embereket megevő árnyékok titkát: a Vashta Nerada nevű mikroszkopikus húsevő lények miriádjai azok, amik tudatos egységet alkotnak s árnyéknak álcázzák magukat. Akit elkapnak, szempillantás alatt csontig zabálják. A Doktor néhány percre kapcsolatba is tud lépni velük. Miért hívja a Vashta Nerada a Könyvtárat "halott erdőnek"?… A Könyvtár komputere valaha 4022 embert (+ Donna) mentett meg a lényektől azzal, hogy teleportálta őket valahová… ahol Charlotte is van. A lány a tévében látja a Könyvtárban történteket, sőt a tv távirányítóját nyomkodva a könyvtárbeli eseményeket is befolyásolni tudja. Végül véletlenül (?) beindítja a Könyvtár önmegsemmisítő mechanizmusát is… A Doktor is észreveszi ezt, s megpróbálja elérni a központi komputert és kapcsolódni hozzá. Ebben a titokzatos River Song professzornő is segít, ez azonban sokba kerül neki… Egyesség a Vashta Neradával: megengedik a 4022 ember visszatértét a "menedékből", ha cserébe rögtön távoznak és őket pedig békén hagyják a "halott erdejükben". |     |                                                                  |                   |                   |                                 |               |
| 196. | 10. | Éjfél (Midnight)                                                 | Alice Troughton   | Russell T Davies  | 2008. június 14. (BBC One) ???  | 4.8           |
| A Doktor és Donna a Midnight (Éjfél) nevű bolygón vannak, amely egy forró, élettelen, csupa kristály égitest, x-tonikus napjának sugárzása pár perc alatt halálos, azonban mindent gyémánntá és drágakövekké változtat, ami ideális egzotikusszálloda-építő hellyé teszi. Míg Donna a sugárpajzzsal jól védett szálloda fürdőjében pihenget, a Doktor kirándulásra indul a Zafír Vízeséshez. A szállítójármű, egyfajta páncélozott busz többórás útja a 6-7 utassal jól indul, mígnem a jármű egyszerre megáll. A két vezető szerint a járműnek semmi baja. Pár pillanatra megnyitják az ablakpáncélt, ekkor mintha valami sötét árny tűnne fel a fényözönben… A mentők csak egy jó óra múlva érhetnek ide. Pár perc múlva valami dörömbölni kezd kívül a jármű oldalán. Kis idő múlva hatalmas ütődés, a fények egy időre kialszanak… Az egyik nő mozdulatlanul ül, aztán egyre furcsábban viselkedik… Mi történik, amikor néhány ember pánikhelyzetben összezárva csak tehetetlenül nézheti, ahogy valami megszállja az egyik utast? Az indulatok elszabadulnak és a Doktor sem tehet semmit, sőt a többiek vele szemben is egyre ellenségesebbek… |     |                                                                  |                   |                   |                                 |               |
| 197. | 11. | A másik út (Turn Left)                                           | Graeme Harper     | Russell T Davies  | 2008. június 21. (BBC One) ???  | 4.11          |
| A kínai kultúrájú Shan Shen bolygón egy utcai kavalkádban Donna egy tenyérjóshoz téved be. A jósnő Donna múltjában kutat és eltereli a figyelmét, közben egy cincérszerű óriásbogár mászik Donna hátára, és közösen hipnotizálják, hogy az időben visszamenve élete egy fontos fordulópontján kerülje el a Doktorral való találkozást. A bogár, hasonlóan a síró angyalokhoz, az elveszett idővel táplálkozik, habár azoktól eltérően nem hagyja áldozatait a múltban, hanem végig a hátukon rejtőzik, és kivárja, amíg visszaérkeznek a jelenbe. Donna választása egy alternatív történelmet, idővonalat indít be. Sok esemény megváltozik: a racnoss 2007 karácsonyi támadásakor a Doktor meghal… a Royal Hope kórház holdbeli kalandjánál meghal Martha Jones és Sarah Jane Smith… [a 2007–2008-as évad több története ismétlődik meg más végkifejlettel]… De ugyanakkor időről időre felbukkan a Donna számára ismeretlen Rose Tyler és megpróbálja őt bizonyos irányba terelni vagy éppen elterelni… Hogyan segít végül Rose, a UNIT és a haldokló TARDIS, hogy Donna a múltban korrigálja önmagát? Mielőtt a történelem visszaugrik a korábbi "normális" vágányra, Rose valamit Donna fülébe súgva üzen a Doktornak. Mikor a Shan Shen-re visszakerült Donna elismétli a Doktornak az üzenetet – ami pusztán két szó: „gonosz farkas”, az rémülten rohan a TARDIS-ba, hiszen ez a jelszó mindig akkor került elő, ha a világvége fenyegetett. Ott vörös vészvilágításba borult minden és megszólalt a TARDIS végveszélyre figyelmeztető kolostorharangja… |     |                                                                  |                   |                   |                                 |               |
| 198a. | 12. | Az ellopott Föld (1. rész) (The Stolen Earth (Part 1))           | Graeme Harper     | Russell T Davies  | 2008. június 28. (BBC One) ???  | 4.12          |
| A Doktor és Donna visszaérkeznek a Földre, azonban pár perc múlva a Föld eltűnik alóluk, a TARDIS az űrben lebeg. A Földön az emberek is észreveszik, hogy valami nincs rendben, mert a jól ismert kék ég eltűnik és helyette ismeretlen égitestek látszanak. Kiderül, hogy valaki ellopott a helyéről több, mint húsz lakott bolygót és egy helyre gyűjtötte őket. Ráadásul a Világegyetemben számos párhuzamos világban lassan elkezdenek kialudni a csillagok, ami arra utal, hogy elérkezett az Apokalipszis: minden anyagi lét megszűnik. Az általános zűrzavarban egy dalek űrhajóflotta érkezik a Föld légkörébe, és a dalekok elfoglalják a bolygót. A Doktor földi ismerősei: a UNIT és Martha Jones, Jack Harkness kapitány Torchwood 3-as csapata, Sarah Jane Smith és Luke, a párhuzamos Földről jött Rose Tyler, valamint az egykori miniszterelnök-asszony Harriet Jones kapcsolatba lépnek és együttesen próbálják felhajtani a Doktort… A TARDIS közben először a világ-csendőrség székhelyére, az Árnyék Egyezmény űrbázisára érkezik, ahol a Doktor szabad kezet kap a világvégével összefüggő bolygótolvajlási ügy megoldására. Ezután a Medúza Zuhataghoz megy, nyomozva a Föld és más eltűnt bolygók után. A földi ellenállásnak sikerül elérnie és segítségül hívnia a Doktort, de amint landol, a dalekok lelövik, az ellenállók nagy részét Martha Jones kivételével a Dalek anyahajóra, a Tűzpróbára viszik, más emberi foglyokkal és a TARDIS-szal együtt. |     |                                                                  |                   |                   |                                 |               |
| 198b. | 13. | Az utazás vége (2. rész) (Journey's End (Part 2))                | Graeme Harper     | Russell T Davies  | 2008. július 5. (BBC One) ???   | 4.13          |
| A főszereplők egy része a TARDIS-ba gyűlik, a sebesült Doktor pedig regenerálódásba fog, de az energia egy része a Doki üvegben bugyborékoló egykoron levágott kezébe áramlik. A dalekok megbénítják a TARDIS-t és megpróbálják megsemmisíteni. A Doktor és legénysége előjön és megadja magát (Donna véletlenül bent marad), a TARDIS előtt a legfőbb dalek és Davros várja őket. Jack kapitányt ugyan leteríti egy dalek, a kapitány azonban halhatatlansága folytán túléli a dolgot. A dalekok erről persze mit sem tudnak (meg is bánják később). Sarah Jane, Mickey és Jackie Tyler sok emberrel együtt dalek fogságba esik és szintén a Crucible-re viszik, hogy rajtuk próbálják ki először a dalek szuperfegyvert, a "realitás bombát". Ez képes a Világegyetem minden anyagának megsemmisítésére, egyszerre az összes párhuzamos realitásban – egy olyan részecskesugarat generálva, ami energiává alakítja, elpusztítja a valóság minden kis darabját (innen a neve) – egy kis terület kivételével törli a Világegyetemet a létezésből. Davros és a dalekok a "vihar szemében" rejtőzve lennének az egyedüli túlélők … Jane és két társa persze megmenekül… Davros a TARDIS-t egy megsemmisítőbe dobatja – ekkor azonban a Doktor kezéből újabb regeneráció indul be Donna részvételével. Hány Doktor is van tulajdonképpen? Kellenek a Doktorok a pattogós végjátékban, hiszen szinte vesztett helyzetből kell megállítani Davrost, a dalekokat, a realitás bombát, a TARDIS-t rendbeszedni, az eltűnt bolygókat visszajuttatni az eredeti helyükre… A győzelem után a Doktor és társai, "az idő gyermekei" búcsut intenek egymásnak. Rose, bár vonakodva, a félig emberré vált „másodpéldány” Doktorral marad a párhuzamos Földön. Donna, aki a regeneráció során megkapta a Doktor elméjét, elkezd megőrülni, mivel az emberi agy nem bírja el egy időúr tudását. Ezért a Doktor kénytelen törölni/blokkolni a memóriáját és visszavinni a családjához, különben hamarosan meghalna. A nő, aki megmentette a világot, mindent elfelejt, ami történt vele, és újra az a közönséges, zsémbes nő lesz, aki a Doktorral való találkozása előtt volt. A Doktor ismét egyedül marad. |     |                                                                  |                   |                   |                                 |               |

##### Különkiadások (2008–2010)
2009-ben, nem készült új évad, csak 5 különkiadás. Ezeket a részeket a 4. évadhoz sorolják. A másik Doktor című rész kivételével, ezek voltak az első HDTV formátumú epizódok. Nagy vonalakban itt a tizedik "halálát" jelző négy koppanás a rejtély.
| Sor. | Év. | Cím                                                                                                  | Rendező       | Író                              | Premier                                  | Gyártási szám |
| --- | --- | --- | ------------- | -------------------------------- | ---------------------------------------- | ------------- |
| 199. | 1.  | A másik Doktor (karácsonyi különkiadás) (The Next Doctor (Christmas special))                        | Andy Goddard  | Russell T Davies                 | 2008. december 25. (BBC One) ???         | 4.14          |
| 1851 karácsony estéjén a Doktor Londonba érkezik – hogy pár perccel később összefusson egy Rosita nevű nővel és barátjával, a "Doktorral". Együttesen megpróbálnak megállítani egy kiberárnyat (kiborg fejű madáríjesztőszerűség). A tizedik Doktor először úgy véli, hogy a másik Doktor ő maga a jövőből. A másik Doktor azonban furcsán viselkedik – elvesztette a memóriáját, ügyefogyott, a TARDIS-a csupán egy közönséges léghajó… Hamarosan kiderül, hogy a városban a kiborgok ténykednek, akiknek sikerült kiszabadulniuk a nulltérből, ahová korábban a Doktor bezárta őket [A végítélet napja, 2006]. A kiborgok egy földi nő, Miss Hartigan segítségével törnek a Föld feletti uralomra. A két Doktor nyomozni kezd, egy házban kiborg inforudakat találnak (memóriamodul és energiafegyver együttese), ezzel részben megölik a támadókat, részben múltbeli információkat felidéznek. Mi a szerepe Miss Hartigannak, és mi köze a kiborgkirályhoz?… Miféle feladatra szedik össze a kiborgok a gyerekeket?… Kicsoda/micsoda a kiborgkirály?… És legfőképpen, kicsoda a másik Doktor – csaló, agymosott áldozat, vagy csakugyan Idő Lord? |     | |               |                                  |                                          |               |
| 200. | 2.  | A holtak bolygója (húsvéti különkiadás) (Planet of the Dead (Easter special))                        | James Strong  | Russell T Davies, Gareth Roberts | 2009. április 11. (BBC One, BBC HD) ???  | 4.15          |
| Egy előkelő, de kalandor hölgy, Lady Christina ellop egy értékes ókori aranykelyhet egy londoni múzeumból. Menekülés közben ugyanarra az emeletes buszra száll fel, mint a Doktor. Miközben a buszt a rendőrök üldözik, a Doktor egy szerkentyűt próbálgat, s a busz hirtelen egy féregjáraton át egy távoli bolygóra kerül. Köröskörül sivatag, minden kihalt – vagy mégsem? A busz egyik telepatikus utasa, egy öreg néger mama hangokat hall, minden felé halottak vannak, mondja. A Doktor a szokott módon megbütyköl egy mobiltelefont s az UNIT-ot hívja a Földön. A UNIT közben már a busz eltűnésének helyszínére vonult. Az UNIT szakértője a Doktor biztatására megpróbálja figyelemmel kísérni a féregjáratot, amely egyre tágul s katasztrófával fenyeget. A Doktor és Christina felfedezőútra indul s hamarosan néhány tritovorral, antropomorf légyemberekkel találkoznak, akik űrhajótörést szenvedtek korábban. Közben kiderül, hogy amit korábban messzi homokviharnak néztek, repülő rájaszerű lények ellenséges tömege… Közeledik a halál, mondja a buszbeli öreg hölgy… Az összetört űrhajó szondáinak segítségével a Doktor megfejti, mik közelednek és hová lett az egykor virágzó bolygó sok milliárd lakója meg minden… Hogyan tudja a Doktor visszajuttatni a buszt az utolsó pillanatban a féregjáraton át a tritovor technika és Christina segítségével? És végül: lesz-e új útitársa a Doktornak? |     | |               |                                  |                                          |               |
| 201. | 3.  | A Mars vizei (őszi különkiadás) (The Waters of Mars (Autumn special))                                | Graeme Harper | Russell T Davies, Phil Ford      | 2009. november 15. (BBC One, BBC HD) ??? | 4.16          |
| A Doktor a TARDIS-szal a Mars bolygó felszínén materializálódik 2059-ben. Azonban, mikor észreveszi, hogy egy kutató központ fekszik a dombok közt, egy felderítő-robot lézer fegyverrel kezében bevezeti a bázisra. Itt megismerkedik, a legénységgel. Ők azért vannak itt, hogy megvizsgálják, hogy a Marson van-e élet. A bemutatkozás után a Doktor rádöbben, hogy miért ismerősek: ők az első marsi kolónia lakói, és az adott évben, mitöbb, az adott napon a bázis az egész legénységgel rejtélyes módon felrobban. A Doktor innentől magába fordulva kezet fog mindenkivel, és kijelenti, hogy mind hősök. Ekkor azonban feltűnik neki, hogy két tiszt hiányzik, akik a kapitány szerint a botanikus szobában tartózkodnak. Ekkor odaát a kertben az egyik beosztottat megfertőzi valami: mindenéből ömlik a víz, a szeme megváltozik, és bőre megkövesedett. A Doktor és a többiek lemennek, hogy megkeressék őket. majd megkezdődik a hajsza, valamint kiderül, hogy mi ez: egy marsi életforma a vízbe került, így akire egy csepp is rákerül, az átváltozik… A Doktor végül elmondja a kapitánynak, hogy meg fognak halni. A kapitány kéri, hogy mentse meg, de a Doktor szerint a halála fix pont az időben, nem tehet semmit. Otthagyja a bázist, azonban működik az adóvevő, így végighallgatja ahogy a legénység meghal vagy éppen megfertőződik. Egy hiretelen ötlettől vezérelve visszafordul, és a kis robot szondával odairányítja TARDIS-t és megmenti a kapitányt és még két űrhajóst, a Földre viszi őket. A Doktor boldog, még ha szól is a kolostor harang a történelem változása miatt. Épp elindulna amikor lövést hall: a kapitányt öngyilkos lett (a Doktor emléke is megváltozik, miszerint a Földön, és nem a Marson halt meg). A Doktor csalódottan kijelenti magának, hogy ez a vakmerő vállalkozás hiába volt. Hiába ő az utolsó Idő Úr, az idő törvényeit nincs joga megváltoztatni. Ekkor meglát egy Údot a kihalt londoni utcán. Erre elgondolkozik, és rájön, hogy helyre kell hoznia amit elrontott, így belép a TARDIS-ba, majd megszólal az időrotor turbinaszerű hangja… |     | |               |                                  |                                          |               |
| 202a. | 4.  | Az idő végzete – Első rész (karácsonyi különkiadás) (The End of Time – Part One (Christmas special)) | Euros Lyn     | Russell T Davies                 | 2009. december 25. (BBC One, BBC HD) ??? | 4.17          |
| Karácsony közeledtével minden ember rosszakat álmodik, de elfelejtik… kivéve Wilfredet, Donna nagyapját. A Doktort az oodok a bolygójukra hívják, mert ott is érthetetlen dolgokat álmodnak… a Mesterről és valami mindent beborító sötét árnyékról, ami maga az idő ellen munkálkodik. A Doktor a Földre siet, közben azonban egy titkos szekta életre kelti a Mestert. A Mester volt felesége ezt megpróbálja megakadályozni… az eredmény óriási robbanás, a Mestert kivéve mindenki meghal. A Doktor késve érkezik a robbanás helyére. Wilfred és idős barátai a kék fülke és a Doktor keresésére sietnek, hogy az álmok miatt a segítségét kérjék. Egy szeméttelepen fut össze mindenki, itt akadnak rá a Mesterre, aki a robbanás miatt instabil állapotban van, folyton ennie kell… A Doktor és a Mester rövid beszélgetésük során rájönnek, hogy valami ismeretlen fenyegetés készülődik… s a Mester fejében nem szűnik a végnélküli dobolás… A Mesterre másnak is szüksége van: egy Joshua Naismith nevű milliárdos egy bonyolult gépet "szerzett", a Halhatatlanság Kapuját, amivel halhatatlanságot adhat a lányának. A végső beállításhoz szüksége lenne a Mesterre, ezért elraboltatja. A gép persze nem földi eredetű… Azonban a gép két (csak embernek álcázott) kezelője is készül valamire… sőt a Mester is, mikor a gép elé ültetik. Wilfred (és Donna tudatalattija) a Doktort ideirányítja, de már nem sokat tud tenni. Mikor a Mester belép a gépbe, a Föld minden embere… a Mester hasonmásává válik. |     | |               |                                  |                                          |               |
| 202b. | 5.  | Az idő végzete – Második rész (újévi különkiadás) (The End of Time – Part Two (New Year special))    | Euros Lyn     | Russell T Davies                 | 2010. január 1. (BBC One, BBC HD) ???    | 4.18          |
| A Gallifrey bolygón az Idő Lordok visszatérésre készülnek. Az Időháború utolsó napján időzárat hoztak létre bolygójuk körül, ami fixálta őket az időben és elzárta a világegyetemtől. A zár későbbi nyitásához ők ültették a "dobolást" a még gyerek Mester fejébe és juttattak egy különleges gyémántot a Földre. Ezeket a normál téridőben levő "horgonyokat" most aktiválják… A Doktor és Wilfred életét a Halhatatlanság Kapujának kezelői, a vinvoccik mentik meg. A Mester hiába keresgéli őket, amikor azonban kiderül, hogy az Idő Lordok közelednek, a Doktor visszatér. A Doktor, a Mester és az Idő Lordok Elnöke összecsapnak, a Doktor életében talán először fog pisztolyt a kezébe… de a mindent megoldó lövést nem emberre adja le… a Mester és az Idő Lordok Gallyfrei-vel együtt visszasüllyednek az időzár mögé, a Mester okozta kusza földi helyzet visszacsinálódik. Elhangzik a próféciák szerinti négy kopogás… A Doktor megmenti valaki életét, azonban egyúttal halálos sugárfertőzést szenved. A regenerációja kezdetben csak lassan indul be, még van ideje, hogy néhány régi ismerőst felkeressen és segítsen nekik. A regeneráció utolsó fázisa azonban olyan heves, hogy a TARDIS belseje is darabokra hullik és zuhanni kezd a Föld felé… |     | |               |                                  |                                          |               |

### Tizenegyedik Doktor – Matt Smith
A Tizenegyedik Doktor a Doktor nevezetű Idő Lord tizenharmadik és egyben utolsó inkarnációja. Fiatal, még Tennantnál is kölyökképűbb Doktor. Stílusa (még a hangja és hanghordozása is) kamaszosabb, szeleburdibb, sokszor már-már afféle őrült zsenipalánta benyomását kelti, és örökölte a 10. Doktor szarkazmusát is – de annak professzoros stílusa, időnként megnyilvánuló komolysága sokkal leplezettebben jön elő. A vészhelyzetekben azonban látszódik, hogy egy fiatal testben egy nagyon öreg személy lakozik. Isteníti a csokornyakkendőt. Vonzódik a fiatalokhoz (útitársai is egyetemista korúak), és sokkal nagyobb érdeklődést tanúsít az érzéki örömök (evés, ivás, szerelem) iránt, mint a korábbi változatai.
Halála több, mint kétezer éves korában következett be, amikor végelgyengülésben, megöregedve és reményvesztetten feladta a harcot. Regenerálódni nem tudott, mivel egy Idő Lord csupán 13 inkarnációval rendelkezhet, és a Doktor már minden életét elhasználta. A vég küszöbén azonban az Idő Lordok megjutalmazták megmentőjüket egy teljes új 13 életből álló ciklussal, így a Doktor ismét regenerálódhatott.

#### Ötödik új (31.) évad (2010)
Itt a Pandorica, egy tucat tér-idő repedés, és a következő évad elejéig tartó mondat (a Csend eljövetele) volt a story átívelés.
| Sor. | Év. | Cím                                                       | Rendező            | Író            | Premier                                                    | Gyártási szám |
| --- | --- | --------------------------------------------------------- | ------------------ | -------------- | ---------------------------------------------------------- | ------------- |
| 203. | 1.  | A tizenegyedik óra (The Eleventh Hour)                    | Adam Smith         | Steven Moffat  | 2010. április 3. (BBC One) 2011. október 4. (AXN Sci-Fi)   | 1.1           |
| A sérült TARDIS egy kertben zuhan le s a zajra egy 6-7 éves árva kislány, Amy Pond szalad ki a házból. A még kicsit kótyagos Doktor enni kér, bár kezdetben egy falat sem megy le a torkán. A szoba falán egy repedést megvizsgálva kiderül, hogy az egy téridő repedés, s hirtelen megnyílva egy földönkívüli adás hangja hallatszik: megszökött az igen veszélyes "nullás elítélt". Amy is állítja, hogy már hallotta a hangot, de a felnőttek nem hisznek neki. A Doktor a kertbe rohan a füstölgő TARDIS-hoz, s bemászva megígéri az árva kislánynak, hogy 5 perc múlva visszatér érte. A kislány becsomagol kis bőröndjébe és a kertben leülve várja a Doktort… aki vissza is érkezik ugyanoda, csak még nem tudja, hogy 12 évvel később. Berohan a házba a kislányért… a ház lakatlan, lepusztult, csak egy rendőrruhába öltözött ifjú hölgy van ott, aki bilincsbe veri… De az egyik szobában valami rémületes dolog jelenik meg… Közben a városi kórházban hosszú ideje kómában fekvő emberek a "Doktor" szót kezdik suttogni… Egy földkörül keringő atraxi rendőrhajó adásában közli, hogy rátaláltak a nullás elítélt lakóhelyére és ha 20 percen belül nem kapják el, megsemmisítik a Földet vele együtt. Mit tehet a Doktor és újdonsült barátnője, ha a TARDIS éppen regenerálódik, a szónikus csavarhúzó meg dögledezik? |     |                                                           |                    |                |                                                            |               |
| 204. | 2.  | Szörny a mélyben (The Beast Below)                        | Andrew Gunn        | Steven Moffat  | 2010. április 10. (BBC One) 2011. október 6. (AXN Sci-Fi)  | 1.2           |
| A Doktor és Amy a UK űrhajóra csöppennek, ami inkább egy űrvárosra hasonlít, mintsem űrhajóra és amiben az angol nép menekül a 29. századi napkitörések miatt lakhatatlanná vált Földről – minden felhőkarcoló egy-egy megye… A Doktornak rögtön feltűnik, hogy az űrhajó halad, bár nem észlelhető a hajtóművek okozta rezgés. Hamarosan egy síró gyerekre figyelnek fel és egyéb furcsaságok is akadnak. Mosolygó vagy haragos robotok (smilers) figyelik az ott élők cselekedeteit. Azonban rájuk is felfigyelnek valakik, sőt egy álarcos nő a Doktort nevén szólítja és a segítségét kéri: valami titok lappang a hajó mélyén… Miért kell a hajó lakóinak 5 évenként szavazni: megtudni az igazat, vagy elfelejteni az igazat? Ha pedig valaki nem ítéltetik megfelelőnek, örökre eltűnik a hajó gyomrában… A Doktor, Amy és Anglia uralkodója, X. Erzsébet végül bejutnak a Towerbe, ahol fény derül a titokra: miféle titokzatos élő motor hajtja évszázadok óta a UK űrhajót?… A Doktor szörnyű dilemmája: az embereket vagy az űrlényt mentse-e meg? Amy váratlan lépése happy end mindenki számára… |     |                                                           |                    |                |                                                            |               |
| 205. | 3.  | A dalekok győzelme (Victory of the Daleks)                | Andrew Gunn        | Mark Gatiss    | 2010. április 17. (BBC One) 2011. október 11. (AXN Sci-Fi) | 1.3           |
| A Doktor és Amy Anglia miniszterelnökének, Winston Churchillnek a hívására a II. világháborús Londonba érkezik, a "Blitz", a német légitámadások idején. Churchill bemutatja titkos fegyverüket, a "vascsapatot" – a Doktor elhűlve ismeri fel bennük a dalekokat. A vascsapatot egy kutatómérnök, Dr Bracewell alkotta meg, amit a Doktor természetesen nem hisz el. Több, mint furcsa viszont, hogy a dalekok nem ellenségként viselkednek, hanem szinte kezesbárányként, az angol hadvezetés szolgájaként és hamarosan le is szednek az égről egy tucat német bombázót. A Doktor mindenáron be akarja bizonyítani, hogy a vascsapat csupán báránybőrbe bújt farkasok… ööö… dalekok, ami hamarosan sikerül is. Mi a korábbi harcokból megmenekült néhány dalek titkos terve és kicsoda is valójában Dr Bracewell? A Doktor akaratlan hozzájárulása egy új, tökéletesebb dalek faj létrejöttéhez, akik persze ismét meglépnek, mielőtt a Doktor leszámolhatna velük. Azért még marad annyi idejük, hogy egy rafinált bombával hajszál híján megsemmisítsék a Földet… |     |                                                           |                    |                |                                                            |               |
| 206a. | 4.  | Az angyalok ideje (1. rész) (The Time of Angels (Part 1)) | Adam Smith         | Steven Moffat  | 2010. április 24. (BBC One) 2011. október 13. (AXN Sci-Fi) | 1.4           |
| A Doktor egy múzeumban egy kiállítási darabba vésett múltbeli üzenetre bukkan: régebbi ismerőse, Dr River Song hívja őt a Byzantium űrhajóhoz egy adott helyre és időbe, hogy megmentse őt az űrhajó lezuhanása előtt. A mentőakció sikeres, a Byzantium pedig, amely egy síró angyal szobrot szállított, csakugyan lezuhant az Alfava Metraxis bolygón egy rég elhagyott templomra. Csatlakozik hozzájuk Octavian atya néhány katonájával, hogy a templom romjai között megkeressék a síró angyalt. Már a kezdet is hátborzongató, amint Amy ezt megtapasztalja… Bejutnak a templom alatti hatalmas barlangrendszerbe, a halottak labirintusába, ahol milliónyi szobor között kellene megtalálni az angyalt, aki persze lesben áll… Gyanús, hogy az űrhajó nem véletlenül zuhant le épp ide… de miért? |     |                                                           |                    |                |                                                            |               |
| 206b. | 5.  | Hús és kő (2. rész) (Flesh and Stone (Part 2))            | Adam Smith         | Steven Moffat  | 2010. május 1. (BBC One) 2011. június 18. (AXN Sci-Fi)     | 1.5           |
| A halottak labirintusából kissé szokatlan módon sikerül a csapatnak a bejutni a fejük felett csüngő űrhajóba, amely elég jó állapotban túlélte a zuhanást. Az üldöző angyalok serege azonban nem adja fel, szintén behatolnak az űrhajóba s folytatódik a hajsza, az irányító központokon és a hatalmas biofedélzeten levő erdőn keresztül. Amy korábban túl sokáig nézett egy angyal szemébe, ennek egyre jobban megmutatkozik a hatása… s élete azon múlik, csukva tudja-e tartani a szemét? Miközben Amy az erdőben marad néhány katonával, a többiek egy újabb irányítóközpontba jutnak és megpróbálják üzembe helyezni a teleport rendszert. Közben megjelenik és egyre nagyobbá válik az Amy szobájából már ismert téridőrepedés. Miért követelik az angyalok, hogy a Doktor vesse magát a repedésbe? River Song titka. Színjáték Amy hálószobájában a másnapi esküvő előtt. |     |                                                           |                    |                |                                                            |               |
| 207. | 6.  | Vámpírok Velencében (The Vampires of Venice)              | Jonny Campbell     | Toby Whithouse | 2010. május 8. (BBC One) 2011. október 20. (AXN Sci-Fi)    | 1.6           |
| A Doktor egy kis velencei kikapcsolódásra viszi Amy-t és vőlegényét, Rory-t. Csakhamar belebotlanak Calvierri grófnő elit iskolájának a lányaiba, akikről hamarosan kiderül, hogy valami nem stimmel körülöttük, de a grófnő és palotája se tetszik a Doktornak. Hogy valahogy bejussanak a nagyon őrzött helyre, Amy-t Rory, mint a bátyja, felveteti az iskolába, hogy majd éjszaka egy titkos járat csapóajtaját kinyissa nekik. Amy-t hamarosan megrázó élmények várják… Kiszáradt holttestek, szörnyűségek a csatorna vizében… A Doktor a palotába bejutva hamarosan szembesül a grófnővel s gyorsan ki is derítik egymásról, hogy ki kicsoda… A Saturnyn bolygóról való kétéltű lények mi más elől is menekülhettek a bolygójukról ide, mint a Repedés elől. A menekülést csak a hímek élték túl… Ahhoz, hogy a fajuk túléljen itt a Földön, átalakított lányokra van szükségük… sok lányra… és sok vízre. |     |                                                           |                    |                |                                                            |               |
| 208. | 7.  | Amy választása (Amy's Choice)                             | Catherine Morshead | Simon Nye      | 2010. május 15. (BBC One) 2011. október 25. (AXN Sci-Fi)   | 1.7           |
| Öt évvel utolsó útjuk után a Doktor egy idilli angol kisvárosba, Upper Leadworth-ba érkezik, egyenesen Amy és Rory házának kertjébe. Amy terhes, bármely pillanatban szülhet, Rory a város idősek otthonának lakóit gondozza. Miközben egy padon ülnek és beszélgetnek, mindhárman hirtelen elalszanak – és a TARDIS-ban ébrednek fel, azon csodálkozva, hogy mindhárman ugyanazt álmodták. De hamarosan a TARDIS-ban is álomba zuhannak, hogy a kisváros idősek otthonában ébredjenek… majd újabb elalvás és megint a TARDIS. Mindkét hely tökéletes valóságnak tűnik. Hirtelen egy férfi jelenik meg, az Álmok Ura, kikapcsolja a TARDIS energiaellátását és közli a társasággal, hogy választaniuk kell a két hely között – mindkét történésben halálos veszélynek néznek elébe. Ha az álomban halnak meg, felébrednek a valóságban. De ha a valóságban halnak meg, az igazi halál lesz. A TARDIS zuhanni kezd egy "hideg" csillag felé, a hőmérséklet egyre csökken… A másik valóságban/álomban pedig kiderül, hogy az idősek otthonának lakói talán nem is azok, akiknek látszanak… ők pedig hol itt, hol ott vannak, s egyre szorít az idő, dönteni kell… |     |                                                           |                    |                |                                                            |               |
| 209a. | 8.  | Az éhes föld (1. rész) (The Hungry Earth (Part 1))        | Ashley Way         | Chris Chibnall | 2010. május 22. (BBC One) 2011. október 27. (AXN Sci-Fi)   | 1.8           |
| 2020, Cwmtaff, egy kis wales-i falu. Dr Nasreen Chaudhry vezetésével a Föld köpenyének átfúrásán dolgoznak. A 21. kilométer elérésekor éjszaka különös események kezdődnek. A fúrófej akadozik, minden megremeg, az ügyeletes technikus egy raktárban furcsa gőzölgő lyukat talál a földben… A beígért riói karnevál és tengerpart helyett a TARDIS a cwmtaffi templom bejáratánál, a temető mellett landol. A Doktor figyelmét felkelti a közeli fúrótorony és Amy-vel arra indul. Mikor odaérkeznek, Dr. Nasreen és társai az eltűnt technikust keresik. Hirtelen újabb helyeken szakad be a padló, s az egyik lyukba Amy-t lehúzza valami, a Doktor semmit sem tehet, a lány eltűnik… Eközben a templomnál maradt Rory-nak egy hölgy megmutatja, hogy egy sírnál több, mint furcsa dolgot tapasztalt: eltűnt a koporsó a testtel együtt… A Doktor a műszerek jelzéséből rájön, hogy miközben az emberek lefelé fúrnak, odalentről valaki vagy valami felfelé fúr… Ismét felbukkannak a Doktor régi ismerősei, a szilúrok, akik igencsak harcias hangulatban vannak, hogy az emberek mélyfúrása veszélyezteti odalenti életfenntartó rendszereiket… Végül patthelyzet alakul ki, itt is, ott túszokkal… |     |                                                           |                    |                |                                                            |               |
| 209b. | 9.  | Hideg vér (2. rész) (Cold Blood (Part 2))                 | Ashley Way         | Chris Chibnall | 2010. május 29. (BBC One) 2011. november 1. (AXN Sci-Fi)   | 1.9           |
| Amy-ra és a többi túszra a szilúrok földalatti városában nem túl kellemes biológiai kísérletek várnak, de a szemfüles lánynak sikerül kiszabadulnia. Közben a Doktor és Nasreen is bejutnak a városközpontba, foglyul ejtik őket, de a Doktorról még időben kiderül, hogy ő nem "majom". Ez azonban csak késlelteti a kivégzésüket, a vérszomjas katonai vezető nem akar kegyelmezni… Azonban a gyíkemberek vezetője jóval józanabb és hajlik a tárgyalásra… az események azonban mégiscsak összekuszálódnak s egyetlen megoldás marad: újabb 1000 éves hibernáció, hogy addigra az emberiség is felkészülhessen a bolygó megosztására. S mikor menekülve kell távozniuk, a TARDIS mellett a legrosszabbkor megjelenik a Rés, hogy két váratlan meglepetést is okozzon… |     |                                                           |                    |                |                                                            |               |
| 210. | 10. | Vincent és a Doktor (Vincent and the Doctor)              | Jonny Campbell     | Richard Curtis | 2010. június 5. (BBC One) 2011. november 3. (AXN Sci-Fi)   | 1.10          |
| A Doktor és Amy Párizsban a holland poszt-impresszionista festő, Vincent van Gogh képeit nézegetik a múzeumban. A Doktor az auvers-i templomot ábrázoló festményen, a templom ablakában egy különös sötét arcot fedez fel. A dolog gyanús neki és Amyvel együtt azonnal visszamegy 1889-be, Arles-ba, 1-2 nappal a festmény keletkezése előttre, hogy emiatt személyesen találkozzon van Gogh-gal. Sikeresen össze is futnak egy utcai kávézóban. Ismerkedésüket sikoltás zavarja meg, titokzatos gyilkosság történt egy közeli sikátorban… A Doktort és Amy-t a festő meghívja, töltsék nála az éjszakát. A sötétben valami Amy-ra támad, egy láthatatlan szörny, akit valamiért csak van Gogh lát… Egy skiccről a Doktor ráismer a szörnyre: egy krafays, akit valamiért a társai itt hagytak a Földön egyedül. Másnap a templom festése közben a lény ismét megjelenik… A Doktor és Amy beavatkoztak van Gogh életébe. Vajon visszatérve a 21. századba, mi újat tapasztalnak a festő életét és műveit illetően? |     |                                                           |                    |                |                                                            |               |
| 211. | 11. | Az albérlő (The Lodger)                                   | Catherine Morshead | Gareth Roberts | 2010. június 12. (BBC One) 2011. november 8. (AXN Sci-Fi)  | 1.11          |
| A jól ismert eltévelygés: a TARDIS a Sinda Callista ötödik holdja helyett egy angliai kisvárosban, Colchesterben landol. Ám alighogy a Doktor kilép belőle, valami zavar támad a téridőben és a TARDIS Amyvel együtt eltűnik, időhurokba kerül és nem tud újra materializálódni… A Doktor szobát vesz ki egy házban, ahol az egyik emeleti szobában furcsa albérlő lakik: akik felmennek hozzá, soha nem jönnek le, s ugyanakkor rövid lokális időhurok lép fel a környéken… A Doktor nyomozni kezd, tudja, hogy fenti lakó földönkívüli, akinek köze van a TARDIS zavarához és az időhurkokhoz, de hogy az idegen gyanút ne fogjon, nem használhat fel semmi komolyabb technikát, még a szonikus csavarhúzót sem. Amy-vel a kapcsolatot csak rádión tartja. Mikor végül felmerészkedik az emeleti titokzatos szobába, Amy jelentkezik és közli, hogy a városi tervrajzok adatbázisából kiderítette, hogy a háznak nincs is emelete, földszintesnek épült… Mit találnak a van, de nincs emeleti szobában? |     |                                                           |                    |                |                                                            |               |
| 212a. | 12. | A Pandorica (1. rész) (The Pandorica Opens (Part 1))      | Toby Haynes        | Steven Moffat  | 2010. június 19. (BBC One) 2011. november 10. (AXN Sci-Fi) | 1.12          |
| Winston Churchill, az UK űrhajóról ismerős X. Erzsébet királynő és legfőképpen River Song mind azon munkálkodnak, hogy eljuttassák a Doktorhoz Vincent van Gogh legutolsó festményét, amely a felrobbanó TARDIS-t ábrázolja. "Hello Sweetie" – véste hatalmas betűkkel a sziklába River Song a Doktornak az univerzum legrégebbi bolygóján, s a felirat alatt egy találkahely tér-idő koordinátái szerepelnek: a 102. év, Stonehenge. Mindenfelé római légiósok. Mi rejtőzik Stonehenge alatt?… Nyilván a Pandorica, ami ki is nyílik, miközben a világegyetem legkülönbözőbb helyeiről érkezett idegenek állják körül ? de bár ne tenné!… A Pandorica egy börtön, amiből még a halál sem kiút, mert a foglyát mindörökre életben tartja, s amit az összegyűlt és ideiglenes szövetséget kötött földönkívüliek a Doktornak szánnak. Szerintük ő (lesz) az oka a rés létrejöttét okozó és a világmindenséget elnyelő |     |                                                           |                    |                |                                                            |               |
| 212b. | 13. | A Nagy Bumm (2. rész) (The Big Bang (Part 2))             | Toby Haynes        | Steven Moffat  | 2010. június 26. (BBC One) 2011. november 15. (AXN Sci-Fi) | 1.13          |
| 1996 – A 7 éves Amy Pond valami zajt hall és kiszalad a házból, de nem lát semmit. Reggel valaki egy lapot dob be az ajtón, s Amy-nek javasolja, hogy a múzeumban nézze meg a Pandoricát. A római korból származó híres kiállítási darabra ragasztott cetlin egy újabb üzenetet kap, hogy várjon… Elbújik, s mikor estére egyedül marad, a Pandorica kinyílik és benne egy neki ismeretlen lány köszönti a kis Amyt, a nagy Amy… A Doktornak elég ugrálásába került 102, 1996 és 2010 között, hogy megmentse saját magát és Amy-t, valamint River Song, az éppen felrobbanó TARDIS és a Pandorica segítségével újraindítsa és átállítsa a világegyetemet egy másik vágányra. A repedés okozta veszély elhárult ugyan, de még most se tudni, miért is akart (volna) a TARDIS felrobbanni? |     |                                                           |                    |                |                                                            |               |

##### Különkiadás (2010)
| # | Cím                                                                              | Rendező     | Író           | Premier                                                      | Gyártási szám |
| --- | -------------------------------------------------------------------------------- | ----------- | ------------- | ------------------------------------------------------------ | ------------- |
| 213. | Karácsonyi ének (karácsonyi különkiadás) (A Christmas Carol (Christmas special)) | Toby Haynes | Steven Moffat | 2010. december 25. (BBC One) 2011. november 17. (AXN Sci-Fi) | 2.X           |
| Amy és Rory épp egy luxusűrhajón ünneplik a nászútjukat. Hirtelen a hajó valamilyen ködbe kerül, amin nem tudnak áttörni, és ha nem csinálnak valamit, akkor a belezuhan egy bolygóba. Amy küld egy vészjelezést a Doktornak. Egy Kazran Sardick nevű mogorva ember irányítja a bolygót, és a ködöt is. Kazran a bolygó felesleges lakosait lefagyasztatja. A Doktor kéri Sardickot, hogy segítsen a hajón, de őt nem érdekli a sorsuk. Később a Doktor rájön, hogy az apja elnyomása miatt lett ilyen ember belőle. Visszamegy az időben az ifjú Kazranhoz. Kazran szomorú mert állítólag az összes osztálytársa látott egy raj ég-halt. Ő is próbál elfogni egy halat, de az apja nem engedi meg neki meg, mert veszélyesek. A Doktorral együtt eltározzák, hogy találnak egy ilyen halat. Viszont a hal helyet egy cápát fognak. A cápát annyira megsebesítik, hogy csak a hideg tudja megmenteni. Olyan hideg amilyen a fagyasztóban van, ahol a felesleges embereket fagyasztják le. A fagyasztóban a cápa felébred és rátámad Kazranra és a Doktorra. A cápa lenyugszik, mikor egy lány énekel neki, mert az ének rezonál a köddel. A lányt Abigailnek hívják. A Doktor elhatározza, hogy minden karácsonykor felolvasztják és elmennek valahová a TARDISsal, és ezért talán Kazran élete is megváltozik és megmenti az űrhajót. |                                                                                  |             |               |                                                              |               |

#### Hatodik új (32.) évad (2011)
A hatodik évadot a BBC két részre osztotta. Az első hét részét tavasszal, a másik hat részét ősszel adták le. A főszereplők változatlanok maradtak. A story-átívelés a Doktor álhalálával és Amy terhességével kapcsolatos.

##### 1. rész
| Sor. | Év. | Cím                                                                | Rendező        | Író              | Premier                                  | Gyártási szám |
| --- | --- | ------------------------------------------------------------------ | -------------- | ---------------- | ---------------------------------------- | ------------- |
| 214a. | 1.  | A lehetetlen űrhajós (1. rész) (The Impossible Astronaut (Part 1)) | Toby Haynes    | Steven Moffat    | 2011. április 23. 2012. október 6. (AXN) | 2.1           |
| Amy és Rory, valamint River Song egy-egy tardiskék színű borítékot kapnak, benne pontos hely és idő meghatározással – egy utahbeli sivatagi tó partjára invitálják őket. Odaérve a Doktor várja őket. Piknik, majd utazás 1969-be, mondja. Piknikezés közben megjelenik egy Mr. Delaware nevű öregember (ugyancsak kék borítékkal a kezében) és közli, hogy még látják majd őt, aztán egy űrhajós emelkedik ki a tóból. Az odasiető Doktort lelövi. A regenerálólódó Doktorra ismét rálő, a Doktor ekkor véglegesen meghal. Mr. Delaware egy kanna benzint hoz és közli a Doktor utolsó kívánságát: hamvasszák el… amit teljesítenek is, a Doktor teste elenyészik egy csónakban. |     |                                                                    |                |                  |                                          |               |
| 214b. | 2.  | A Hold napja (2. rész) (Day of the Moon (Part 2))                  | Toby Haynes    | Steven Moffat    | 2011. április 30. 2012. október 7. (AXN) | 2.2           |
| 3 hónappal később: A Doktor fogoly, Mr Delaware és az FBI Amy, Rory és River Song után vadászik. Látszólag sikerrel. A Doktor szuperbiztos börtöne azonban csak a kívülállók számára szuperbiztos… A Doktor társai szervezetébe egy felvevőcsipet helyez, hogy megmaradjon a csendekkel való találkozások nyoma. Ezután a kislány nyomába erednek és egy már bezárt New York-i árvaházba érnek. A házban egyedül csak Dr. Renfrew él és "az a feladatom, hogy vigyázzak a lányra…" Az egyetlen lakott szobában Amy egy meglepő fényképet talál és ismét találkozik a szkafanderes kislánnyal és a csendekkel. Segélykiáltására a többiek odarohannak, de Amynek hűlt helye, a szkafander üres… Kiderül, hogyan lehet az emberiséget az ősidőktől fogva láthatatlanul irányító csendektől megszabadulni. Ehhez kapóra jön, hogy éppen indulóban van az Apolló 11-gyel az első ember a Holdra… |     |                                                                    |                |                  |                                          |               |
| 215. | 3.  | A fekete folt átka (The Curse of the Black Spot)                   | Jeremy Webb    | Stephen Thompson | 2011. május 7. 2012. október 13. (AXN)   | 2.9           |
| Egy 17. századbeli kalózhajó Henry Avery kapitánnyal és társaival jó ideje vesztegel a szélcsendes tengeren, közben egy szirén ragadja el az embereket. Aki a legkisebb sérülést is szerzi, egy fekete pont jelenik meg a tenyerén, majd egy felbukkanó szirén énekével magához csábítja és megérintve eltünteti. A Doktor és társai is valahogy a hajóra vetődnek. Kezdetben potyautasoknak nézik őket, Amyt lotyónak, és kis híján a tengerbe hajítják őket. Kezdetben úgy tűnik, hogy a szirén a vízből bukkan elő, de a Doktor rájön, hogy a fényes, tükröződő felületekből lép elő. A helyzetet csak bonyolítja, hogy a TARDIS is eltűnik és előkerül egy igazi potyautas is, a kapitány tízéves fia. A szirén hamarosan elragadja a kapitány tífuszos fiát és a vízbe esett, fuldokló Roryt is. Az egyetlen kiút, ha a Doktor, Amy és kapitány hagyja magát is elragadni… |     |                                                                    |                |                  |                                          |               |
| 216. | 4.  | A Doktor felesége (The Doctor's Wife)                              | Richard Clark  | Neil Gaiman      | 2011. május 14. 2012. október 14. (AXN)  | 2.3           |
| A Doktor egy üzenetközvetítő hiperkockát kap, amiben egy Kalóz nevű Idő Lord kér segítséget, a Doktor régi ismerőse. A hívás a világegyetemen kívülről érkezik. A téridő repedésen áthaladva egy aszteroidra, egy hatalmas roncstelepre érkeznek, ahol valami kiszívja a matrixot, a TARDIS "lelkét". A Doktort két őregember, a Nagybácsi és a Nagynéni, az Unokaöcs (egy ood), valamint Idris, egy furcsán viselkedő hölgy fogadja. Itt van még a "Ház" nevű titokzatos láthatatlan valaki, aki a többieket óvja, sőt mint hamarosan kiderül, irányítja és időnként pótolja tönkrement részeiket. A Doktor a Nagybácsi karján levő tetoválásból rájön, hogy az egykoron Kalóz karja volt… A Doktor Amyt és Roryt a TARDIS-ba küldi, sőt bezárja, hogy ne zavarják őt. A Ház azonban behatol a TARDIS-ba és a végtelen és önmagukba visszatérő folyosókon furcsa dolgok veszik kezdetüket… A Doktor megkeresi a ketrecbe zárt Idrist. A nő meglepően sok mindent tud a Doktorról és a TARDIS-ról: azt állítja, hogy annak idején nem a Doktor csaklizott el egy TARDIS-t Gallifrey-ről, hanem igazából a TARDIS csaklizta el a Doktort…                                  |     |                                                                    |                |                  |                                          |               |
| 217a. | 5.  | A lázadó Hús (1. rész) (The Rebel Flesh (Part 1))                  | Julian Simpson | Matthew Graham   | 2011. május 21. 2012. október 20. (AXN)  | 2.5           |
| Egy igen heves napkitörés, egy napcunami miatt a TARDIS egy szigeten, egy 13. századi kolostorkastélynál materializálódik a 22. században, a kastélyból egy 1964-es Dusty Springfield szám szűrődik ki. A kastélyban egy gyár van, az öt ember Miranda Cleaves vezetésével egy rendkívül erős savat termel és pumpál a szárazföldre. A veszélyes munkához egyfajta élő ektoplazmából, amit csak "Húsnak" hívnak, tökéletes, de a sav miatt gyorsan "elhasználódó" hasonmásokat (ganger = doppelgänger) tudnak készíteni. A Hús mintha vonzaná a Doktort és kapcsolatba akarna lépni vele, ha hozzá közelít… A napcunami ide is elérkezik, egy hatalmas energiakisülés miatt mindenki elveszti az eszméletét, a hasonmások megsemmisülnek – legalábbis így hiszik a magukhoz térő emberek. A megzavart berendezés és az élő Hús azonban új hasonmásokat hoz létre. Másolatok csupán vagy egyenrangúak az "eredetiekkel"? A másolatok egy része azt hiszi, ő az eredeti, Rory identitászavarral küszködő Jennifer-másolatot pátyolgatja. Mások saválló ruhába öltözve az igazi embereket akarnák megölni, az emberek pedig megpróbálják kitalálni, ki az eredeti és ki nem… |     |                                                                    |                |                  |                                          |               |
| 217b. | 6.  | Majdnem emberek (2. rész) (The Almost People (Part 2))             | Julian Simpson | Matthew Graham   | 2011. május 28. 2012. október 21. (AXN)  | 2.6           |
| A két Doktor láthatólag nagyon jól megvan egymással, ellentétben az emberekkel és másolataikkal. A másolatok ténykedése miatt a sav robbanással fenyeget, az emberek mentőhelikoptert kérnek a szárazföldről, igaz, hiába. Roryt a másolat Jennifer többszörösen is becsapja, sőt egyre jobban elfajzik és a végén átalakul… Amy bizalmának hullámzása a Doktorok között… Hogyan használható a szónikus csavarhúzó az ember/másolat megkülönböztetésére? Az utolsó pillanatban ki megy el a TARDIS-szal és ki marad: a Doktor vagy a másolata? Amy utolsó pillanat utáni meglepetése… |     |                                                                    |                |                  |                                          |               |
| 218. | 7.  | Egy jó ember hadba száll (A Good Man Goes to War)                  | Peter Hoar     | Steven Moffat    | 2011. június 4. 2012. október 27. (AXN)  | 2.7           |
| A Doktor és Rory csapatot szervez Amy felkutatására – többek között szilúrok, szontárok, judonok alkotják a csapatot, Avery kapitány, egy Dorium Maldovar nevű kék kereskedő és Lorna, egy önként csatlakozó lány a Gamma Erdőből. River Song nem csatlakozik, csak megjegyzi a börtönében, hogy eljött a Doktor sötét napja. Rory a kiborgokból erőszakkal kiszedi, hogy Amy a Demons Run nevű aszteroidán van, ami a Fejnélküli Szerzetesek bázisa. Egyik oldalon Amy újszülött lányának, Melodynak az elrablója, Madame Kovarian a Fejnélküli Szerzetesekkel és Manton ezredes katonáival, a másik oldalon a Doktor és csapata… Bár a Doktor és szövetségesei látszólag győznek az ütközetben, kiszabadítják Amyt és visszaszerzik a gyereket, Madame Kovarian kétszeres csapdát állít a Doktornak, amik részben be is jön. Milyen üzenet van a Doktor egykori bölcsőjének oldalába gallifrey-i jelekkel bevésve?… A gyerek és River Song rejtélye (majdnem) megoldódik. |     |                                                                    |                |                  |                                          |               |

##### 2. rész
| Sor. | Év. | Cím                                             | Rendező        | Író            | Premier                                       | Gyártási szám |
| --- | --- | ----------------------------------------------- | -------------- | -------------- | --------------------------------------------- | ------------- |
| 219. | 8.  | Öljük meg Hitlert (Let's Kill Hitler)           | Richard Senior | Steven Moffat  | 2011. augusztus 26. 2012. október 28. (AXN)   | 2.8           |
| Amy és Rory üzenetet hagynak a Doktornak egy autóval rajzolt gabonakör formájában. De nemcsak a Doktor érkezik a helyszínre, hanem Amy-ék gyerekkori barátnője Mels is. Üldözi a rendőrség, ezért kényszeríti a Doktort, hogy vigye el, de közben meglövi a TARDIS-t. 1938-ban kötnek ki, Hitler dolgozószobájában. Itt a zűrzavarban egy lövés eltalálja Mels-et, aki mindenki meglepetésére regenerálódik, és új alakjában River Song-ot köszönthetjük, aki Madame Kovarian-nak köszönhetően pszichopatává vált. Eközben a Tesselecta alakváltó igazságosztó robot náci háborús bűnösökre vadászik… River Song(azaz Melody Pond)megmérgezi a Doktort, majd őrült ámokfutásra indul Berlinben. A Doktor nem tud regenerálódni, haldoklik. Hogyan menekül meg mégis River Song, a Tesselecta és Amy segítségével? |     |                                                 |                |                |                                               |               |
| 220. | 9.  | Rémálmok (Night Terrors)                        | Richard Clark  | Mark Gatiss    | 2011. szeptember 3. 2012. november 3. (AXN)   | 2.4           |
| A történet egy lakótelepi házban élő 8 éves kisfiúról, George-ról szól, aki minden éjszaka retteg és sehogy sem tud elaludni. A félelme olyan erős, hogy az átjut téren és időn át egyenesen a Doktor pszichikus papírjára. A Doktor felkeresi a kisfiú családját és megpróbálja kideríteni, hogy mi lehet George baja. Eközben Amy és Rory is nyomozásba kezd több kevesebb sikerrel. Amikor beszállnak a liftbe, az nem a legközelebbi emeletre szállítja őket, hanem egy sötét babaház belsejébe, ami telis tele van George félelmeivel: Ijesztő játékokkal, a lift hangjával és mozgó játékbabákkal. Nem kell sok idő, mire Amy is babává változik. Hogyan menekülnek meg a babaházból? Mi George legnagyobb félelme? És vajon mi történik ha a Doktor kinyitja a szekrény ajtaját, ahová George rémálmai vannak bezárva? |     |                                                 |                |                |                                               |               |
| 221. | 10. | A lány, aki várt (The Girl Who Waited)          | Nick Hurran    | Tom MacRae     | 2011. szeptember 10. 2012. november 4. (AXN)  | 2.10          |
| A Doktor, Amy és Rory az Apalapucia nevű üdülőbolygóra érkeznek.Amint kiszállnak a TARDIS-ból a beígért paradicsom helyett, egy fehér szobába érkeznek, amin egyetlen ajtó van egy zöld és egy piros gombbal. A Doktor és Rory a Zöld Horgonyt, a pár perccel később érkező Amy pedig a Vörös Vízesést nyomja meg. Így történt az, hogy elkeverednek az idősíkok között. A bolygón lévő Kézbotok egy járványról figyelmeztetik a látogatókat, ami a két szívű fajokra (például az Idő Lordokra) halálos veszélyt jelent. A Doktor visszavonul a TARDIS-ba mielőtt megfertőződne a kórtól. Elviszik Rory-val a szobában található idő-üveget, amit GPS-nek akarnak használni Amy felkutatásának érdekében. Végül sikerrel is járnak, megtalálják Amyt, csak egy "kicsit" elkéstek. Amy-nek 36 évet kellett várnia, és ezért nem hajlandó segíteni a Doktoréknak, hogy megtalálják a fiatalabb énjét. Az idős Amy-t végül a fiatalabbik énje győzi meg, de Rory-nak választania kell, hogy melyik feleségét viszi magával a TARDIS-ba… |     |                                                 |                |                |                                               |               |
| 222. | 11. | Istenkomplexus (The God Complex)                | Nick Hurran    | Toby Whithouse | 2011. szeptember 17. 2012. november 10. (AXN) | 2.11          |
| A TARDIS egy Földi hotelben materializálódik, amiről később kiderül, hogy nem is annyira Földi, mint amilyennek látszik. A folyosók állandóan változnak, és minden szobába az emberek megelevenedett félelmei lakoznak. A Doktor és társai itt találkoznak a hotel többi foglyával, akik tájékoztatják őket, hogy mindenki számára van egy szoba a hotelben, és ha megtalálja valaki a sajátját akkor minden megváltozik vele. A Doktor rájön, hogy amint valaki találkozik a legnagyobb félelmével, egyből ahhoz fordul amiben a legjobban hisz. A hotelben élő Nimón(minotaurusz kinézetű idegen faj) éppen ezt használja ki. Magába szívja az emberek hitét, így azok kiüresedve meghalnak. A bajok ott kezdődnek amikor Amy is elkezdi magasztalni a Nimón-t és a Doktor rájön, hogy a lány benne, a Doktorban hisz a legjobban. Hogy sikerül megmenteni Amy életét és hogy győzik le a Nimónt? Vajon mi lesz Amy és Rory sorsa?                                                                                                 |     |                                                 |                |                |                                               |               |
| 223. | 12. | Záróra (Closing Time)                           | Steve Hughes   | Gareth Roberts | 2011. szeptember 24. 2012. november 11. (AXN) | 2.12          |
| A Doktor miután elbúcsúzott Amy-től és Rory-tól felkeresi egy régi barátját, Craig-et. [Az albérlő (The lodger)] Időközben Craig-nek és Sophie-nak megszületett a közös gyerekük Alfie. A Doktor közli Craig-gel, hogy ért a kisbabák nyelvén és Alfie-nak nem tetszik a neve, jobban örülne, ha Viharmesternek szólítanák. Másnap amikor Craig a közeli boltba megy Alfie-val(vagy Viharmesterrel), találkozik a Doktorral, aki bolti eladóként dolgozik. Ez mind csak álca arra, hogy kiderítse, mi okozza a rejtélyes áramingadozásokat. A nyomozás sikerrel jár, amikor a Doktor és Craig a liftben egy teleportra bukkannak, ami egy kiborg hajóra repíti őket. A Doktor és Craig nagy nehezen rájönne, hogy győzzék le a kiborgokat és ebben Alfie segít a legtöbbet. A Doktor végül elfogadja a sorsát. Itt az idő, hogy véget vessen életének és elmenjen a Silencio-tóhoz Utah-ba. Eközben Madame Kovarian rátalál River Song-ra és megtudjuk, hogy ki is az az űrhajós aki halálra sújtja az Idő Lordot…                   |     |                                                 |                |                |                                               |               |
| 224. | 13. | River Song esküvője (The wedding of River Song) | Jeremy Webb    | Steven Moffat  | 2011. október 1. 2012. november 17. (AXN)     | 2.13          |
| London, 2011. április 22. délután 05:02. Egybeolvadt az idő, a világegyetem haldoklik. Ekkor a Szent Római Császár, Winston Churchill, magához hívatja a foglyul ejtett Doktort, hogy megtudja, hogy mi is történt az idővel. A Doktor elmeséli, hogy miután beletörődött a sorsába, ki akarta deríteni, hogy miért vadászik rá a Csend. Útja során sok mindenkivel találkozik, aki segítségére lehet például a Tessellectával és Dorium Maldovar fejével. A történet végén megoldódik a Csend rejtélye, utoljára találkozunk Madame Kovariannal és az is kiderül, hogy kivel köti össze az életét River Song. Majd miután a Doktor "meghal" a lehetetlen űrhajós keze által egy kámzsás alak érkezik Doriumhoz, aki nem más mint a Doktor. Épen és egészben… |     |                                                 |                |                |                                               |               |

##### Különkiadás (2011)
| # | Cím | Rendező          | Író           | Premier                                     |
| --- | --- | ---------------- | ------------- | ------------------------------------------- |
| 225. | A Doktor, az özvegy és a ruhásszekrény (karácsonyi különkiadás) (The Doctor, the Widow and the Wardrobe (Christmas special)) | Farren Blackburn | Steven Moffat | 2011. december 25. 2012. november 18. (AXN) |
| Egy űrhajó közeleg a Föld felé, hogy fegyvereivel elpusztítsa azt. Mondani sem kell, nem járnak sikerrel, az űrhajó felrobban és darabjaira hullik. A roncsok közül pedig a Doktor zuhan ki egy űrruhával. Nem sokkal később becsapódik az 1938-as Földbe. Egy Magde Arvell nevű angliai hölgy talál rá, és a közeli TARDIS-hoz segíti a furcsa idegent. Három évvel később a második világháborúban, Madge férje lezuhan a gépével a La Manche csatorna felett. A nő nem meri elmondani a gyerekeinek a szomorú hírt és elviszi őket egy vidéki házba a bombázások elől. A házban a Doktor, vagy ahogy most hívja magát, a Gondnok várja őket. A házba belépő család elképedve látja, hogy a Gondnok mindent "megjavított" a házban. A megjavítást, pedig úgy kell érteni, hogy minden egyes szobát átformált a saját kedve szerint. (mozgó kanapé, limonádé csap, stb.) Még egy ajándékot is hozott a családnak, amit a kíváncsi Cyrill túl korán nyit ki. Amint kibontja a kék dobozt, átkerül egy havas bolygóra, ahol természetes karácsonyfák nőnek. Egyetlen baj van, a bolygót savval akarják felégetni az 52. századból érkező űrhajósok, hogy üzemanyagot nyerjenek ki belőle. Nem telik el sok idő, mire mindenki Cyrill nyomába ered. Hogy menekül meg az erdő? És vajon mi is történt azon az éjszakán, amikor Madge férje "lezuhant"? | |                  |               |                                             |

#### Hetedik új (33.) évad (2012-2013)
A hetedik évadot a hatodikhoz hasonlóan szintén két részletben adták le. Az első öt rész 2012 szeptemberében került képernyőre, volt egy karácsonyi különrész, és a maradék nyolc rész 2013 tavaszán érkezett.
A story-átívelés középpontjában Clara Oswin Oswald, a Lehetetlen Lány és A Nagyhatalmú Létforma rejtélye állt.
Innentől kezdve a 60. évfordulós különkiadásokig 9. évadot leszámítva nem készült magyar szinkron a sorozathoz, ezért a magyar címek nem hivatalosak.

##### 1. rész
| Sor. | Év. | Cím                                                             | Rendező           | Író            | Premier              |
| --- | --- | --------------------------------------------------------------- | ----------------- | -------------- | -------------------- |
| 226. | 1.  | Asylum of the Daleks (A dalek menhely)                          | Nick Hurran       | Steven Moffat  | 2012. szeptember 1.  |
| A történet a Skaro bolygón kezdődik. A lerombolt dalek ősbolygóra a Doktor érkezik, hogy találkozzon egy rejtélyes nővel aki azt állítja magáról, hogy megszökött egy dalek fogolytáborból. A Doktor érzi, hogy csapdába sétál, de túl későn akar cselekedni és a nő homlokán megjelenik a dalek szemkocsány és lelövi a Doktort. Eközben a Földön Amy és Rory éppen válófélben van. Rory Amy fotózására érkezik a válási papírokkal. Amikor távozik, egy stylist érkezik Amy-hez, beszélgetés közben a stylist homlokán is megjelenik a dalek szemkocsány és Amy-t is eltalálják a kábító lövedékkel. Rory-t pár perccel később, a buszon kapják el a dalekok. Nem sokkal később mindhárman egy dalek űrhajón ébrednek fel, ahol a Dalek Parlament ülésezik. A Dalek Miniszter megbízza a Doktort egy feladattal: le kell menniük a dalekok menhelybolygójára és ki kell kapcsolniuk a védőpajzsokat, hogy a dalekok elpusztíthassák selejtes és őrült fajtársaikat. A Doktornak és társainak nem csak a beszámíthatatlan dalekoktól kell tartaniuk a bolygón, hanem a planétát körülvevő nano-felhőtől is, ami minden élőt (és holtat) dalekká változtat. A Doktorék rengeteg alkalommal szorult helyzetbe kerülnek, de a bolygón rekedt űrhajó utasainak utolsó túlélője, egy Oswin nevű lány mindig segít hőseinknek. De amikor a Doktor találkozik a lánnyal, szörnyű dolgot kell megállapítania… |     |                                                                 |                   |                |                      |
| 227. | 2.  | Dinosaurs on a Spaceship (Dinoszauruszok egy űrhajón)           | Saul Metzstein    | Chris Chibnall | 2012. szeptember 8.  |
| Egy gigantikus űrhajó sodródik a Föld felé. A Doktor üzenetet kap, hogyha nem fordítja meg a hajót fél órán belül, akkor rakétákkal elpusztítják azt. A Doktor egy különös csapatot válogat össze a feladatra: Amy, Rory és Rory apja, Brian mellett még az ókori egyiptom királynője, Nefertiti és egy Riddel nevű afrikai vadász is érkezik 1902-ből. A Doktor csapatánál, már csak a hajó "utasai" furcsábbak. Az űrhajón igazi, élő dinoszauruszok vannak. Egy kisebb nyomozás után, rájönnek, hogy ez egy ősi szilúr hajó, ami azért épült, hogy megvédje az őshüllőket a kipusztulástól. A hajón, viszont nyoma sincs a szilúr faj képviselőinek. Ennek oka az, hogy egy Solomon nevű kapzsi űrkereskedő kidobta az űrbe a hibernált szílúrokat, hogy eladja az értékes őslényeket. A hajót viszont nem képes irányítani és vészesen fogy az idő. Hogy sikerül megmenteni a dinoszauruszokat a kihalástól és mi lesz Solomon és robotjai sorsa? |     |                                                                 |                   |                |                      |
| 228. | 3.  | A Town Called Mercy (Egy város amit Mercy-nek hívtak)           | Saul Metzstein    | Toby Whithouse | 2012. szeptember 15. |
| A Doktor és társai egy Mercy nevű vadnyugati faluba érkeznek. A Doktornak feltűnik, hogy a faluban villanyvilágítás van, miközben azt még fel sem találták. A fogadóba érve miután kiderül, hogy idegenek érkeztek Mercy-be, a falusiak kidobják őket a városból. Ebben a pillanatban megjelenik egy kiborg, aki kis híján rálő a Doktorra. A Doktor életét Isaac, a békebíró menti meg azzal, hogy visszahívja a városba. Ugyanis a Fegyverforgató, ahogy a falusiak hívják a kiborgot, megöl mindenkit, aki el meri hagyni a város területét. Ezt pedig addig folytatja amíg át nem adják neki a doktort. Ez a doktor, azonban nem a mi Doktorunk, hanem egy Kahler Jex nevű idegen doktor, aki állítása szerint pár éve zuhant le űrhajójával a város mellett. Ekkor a Doktor nyomozásba kezd és nem kell sok idő, mire rájön Jex és a Fegyverforgató titkaira. Pár nappal később a Fegyverforagó végül átlépi Mercy kapuját és behatol a városba, hogy végezzen Jex-el, ekkor azonban elszabadul a pokol… |     |                                                                 |                   |                |                      |
| 229. | 4.  | The Power of Three (Rejtély a köbön)                            | Douglas Mackinnon | Chris Chibnall | 2012. szeptember 22. |
| A történet a Földi jelenben, a "lassú invázió" évében játszódik. Amy és Rory egy nap arra ébrednek, hogy a Földet ellepték a különös, fekete kockák. A kockák nem csinálnak semmit, és minden egyes kis részletig megegyeznek egymással. A Földre érkező Doktor sem tudja mire vélni a kockákat és végül olyan unalmasnak nyilvánítja őket, hogy inkább elmegy a TARDIS-szal kalandozni. Egy-két hét alatt az emberek megszokják a kockákat és folytatják a mindennapi életüket. Rory apja Brian videónaplót kezd vezetni a fekete kockákról. A kockák a UNIT figyelmét is felkeltették és Kate Stewart (Lethbridge-Stewart tábornok lánya) nyomozásba kezd utánuk. Egy évvel az érkezésük után, a kockák aktivizálódnak. Mindegyik másképp: van amelyik lebegni kezd, van amelyik világít, megint másik pedig zenélni kezd. Egy óra sem telik el, mire a kockák deaktiválódnak. Ezután elkezdődik rajtuk a visszaszámlálás, és amint az a végéhez ér a kockák felnyílnak és a közelükben lévő embereknek megáll a szívük. A megoldás egy, a Föld felett lebegő űrhajóban van, amin kiderül, hogy az egészet a Shakri, a világegyetem megtisztitóji tervelték ki, hogy megszabadítsák az univerzumot az emberiségtől... |     |                                                                 |                   |                |                      |
| 230. | 5.  | The Angels Take Manhattan (Az angyalok megszállják Manhattan-t) | Nick Hurran       | Steven Moffat  | 2012. szeptember 29. |
| 2012. New York. A Doktor, Amy és Rory a Central Parkban heverésznek. A Doktor egy Melody Melone nevű detektívről szóló könyvet olvas, de az utolsó lapot kitépi, mondván, hogy nem szereti a befejezéseket. Rory elmegy, hogy kávét hozzon Amy-nek és a Doktornak, de soha nem tér vissza. Útközben elkapja egy síró angyal és 1938-ba repíti, ahol találkozik River Song-gal. Ekkor öltönyös alakok elfogják Rivert, mint Melody Melone-t. A Doktor és Amy a könyvből tudják meg, hogy mi történt Rory-val és River-rel. A TARDIS-hoz sietnek, hogy visszamenjenek az időben, de ez nem olyan egyszerű, mert az 1938-as New York tele van időtorzulásokkal és szinte lehetetlen leszállni a TARDIS-szal. Hosszas próbálkozás után a Doktor sikeresen leparkol, egy Grayle nevű műgyűjtő házában. Grayle-nek mindene a műgyűjtés és az ősi vázák mellett elkezdte begyűjteni a síró angyalokat. Az angyalok azonban megszöknek és elárasztják a várost. A Doktor, Amy és River már együtt vannak, de Rory még mindig nincs meg. Mint kiderül a síró kerubok (fiatal síró angyalok) kiragadták a térből és áthelyezték egy Winter Quay nevű hotelbe, ahol látja meghalni az idős önmagát. Ez mind az angyalok terve, akikkel telis tele van a szálloda. Ide érkeznek meg a Doktorék, hogy kiszabadítsák Rory-t. Hossza hajsza után felérnek a tetőre, ahol Rory egy paradoxon létrehozásával próbál megszökni az angyalok elől. A terv beválik, amikor leugranak a tetőről. Ezután egy temetőben ébrednek fel a jelenben. Mindenki örül, hogy élve megúszták, ám ekkor feltűnik egy életbe maradt síró angyal és könnyes búcsú kíséretében elválnak az utak... |     |                                                                 |                   |                |                      |

##### Különkiadás (2012)
| # | Cím                                                                    | Rendező        | Író           | Premier            |
| --- | ---------------------------------------------------------------------- | -------------- | ------------- | ------------------ |
| 231. | The Snowmen (Christmas special) (A hóemberek (karácsonyi különkiadás)) | Saul Metzstein | Steven Moffat | 2012. december 25. |
| A viktoriánus Angliában furcsa dolgok történnek a hóval. Hirtelen hóemberek tűnnek elő a semmiből, emberevő, telepatikus hóemberek. Feltűnik a dolog egy helybeli pincérlánynak, Clara-nak és úgy dönt, hogy a végére jár a dolognak. Ekkor találkozik a Doktorral, aki mély depresszióba zuhant Amy és Rory elvesztése után. Clara tőle kérdezősködik a hóemberekről, de a Doktor nem foglalkozik a dologgal. A dolgok azonban másképp alakulnak, Clara követi a Doktort, egyenesen a TARDIS-ig, de elszalad mielőtt a Doktor észrevenné. Másnap Clara egy gazdag birtokra érkezik, ugyanis másodállásban álnevet használva nevelőnőként dolgozik. Az itt élő kislány, Franceska elmondja Clara-nak, hogy minden éjjel rémálmai vannak, amiben a régi nevelőnő előjön a kerti tóból. Clara elhatározza, hogy megkeresi a Doktort, de az Idő Lord helyett Madame Vastrával, Jenny-vel és Strax-szel hozza össze a sors. Végül sikeresen találkoznak egymással a Doktor és Clara, de úgy tűnik fogytán az idő, a hóemberek gyülekeznek, a jégnő előjött a tóból és Doctor Simeon szerint közeleg az emberiség utolsó tele… |                                                                        |                |               |                    |

##### 2. rész
| Sor. | Év. | Cím                                                                    | Rendező            | Író              | Premier           |
| --- | --- | ---------------------------------------------------------------------- | ------------------ | ---------------- | ----------------- |
| 232. | 6.  | The Bells of Saint John (Szent János harangjai)                        | Colm McCarthy      | Steven Moffat    | 2013. március 30. |
| A Földet teljes egészében behálózza a Wi-Fi. De valami él a Wi-Fi-ben és emberi tudatokat tölt fel. Clara Oswald nevelőnőként dolgozik egy családnál és internetre lenne szüksége, de nem talál, ezért utánajár, hogy ki az illetékes ez ügyben és tárcsázza a számot. Eközben a középkori Cumbriában (Északkelet-Anglia) a szerzetesek megdöbbenve tapasztalják, hogy "Szent János harangjai megszólaltak". Szent János harangjait a TARDIS külső telefonjával azonosítják, ami rejtélyes módon csörög. A Doktor felveszi a telefont és megdöbbenésére Clara van a vonal túlsó végén. A Doktor nem késlekedik, rögvest a mai Földre utazik, hogy találkozzon Claraval, de a lány eközben felcsatlakozott a Wi-Fi-re és így észrevették. A londoni Shard épületében Miss Kizlet egy titokzatos ügyfél megbízásából embereket tölt fel a hálózatba. Egy mozgó router-t, egy Kanálfejű-t küld Clara-ért. A Doktor megmenti a lányt, de ekkor kezdődnek csak el a bajok: repülőt irányítanak a házra és Kanálfejűeket küldenek értük. Vajon, mi lesz a Doktorral és Claraval és ki is ez a titokzatos "ügyfél"? |     |                                                                        |                    |                  |                   |
| 233. | 7.  | The Rings of Akhaten (Az Akhaten gyűrűi)                               | Farren Blackburn   | Neil Cross       | 2013. április 6.  |
| A Doktor és Clara Akhaten Gyűrűihez érkeznek. Akhaten egy óriási gázbolygó, aminek a Szaturnuszhoz hasonló keringő aszteroidagyűrűji vannak. Ezer évente a helyi rendszer lakói összegyülnek egy nagy aszteroidán, hogy megtartsák az Áldozatok Fesztiválját. A nagy tömegben Clara összeakad egy kislánnyal, akit Merry-nek hívnak és állítása szerint ő az Évek Királynője és énekelnie kell az Ősi Istenhez, hogy az fel ne ébredjen. Clara megnyugtatja az ijedt Merry-t aki így kiáll a tömeg elé és belekezd a dalba. A dolgok azonban nem úgy alakulnak, ahogy kellene. Egy energiasugár az egyik azteoridán lévő piramisba repíti Merry-t egyenesen a Múmiához. A Doktor és Clara a kislány után sietnek, de ekkor megjelennek a Múmia védelmezői, a Virrasztók is. A Doktor a szonikus csavarhúzó és Merry énekének köszönhetően kimenekíti társait a piramisból, de ekkor az Ősi Isten visszatér és pusztulás vár a világra, ha a Idő Lord és társa nem találnak ki valamit… |     |                                                                        |                    |                  |                   |
| 234. | 8.  | Cold War (Hidegháború)                                                 | Douglas Mackinnon  | Mark Gatiss      | 2013. április 13. |
| 1983-at írunk. A hidegháborús időben egy szovjet tengeralattjárón hadgyakorlatot tartanak az Északi-sarkon. A tengeralattjáró tele van nukleáris töltetekkel, mellyek közül, ha egyet is kilőnek, kirobban a harmadik világháború. Azonban a töltetek mellett egy sokkal érdekesebb dolog is van a hajóban: egy jégbe fagyott mamut. Legalábbis a tengeralattjáróban utazó professzor ezt hiszi. Elmélete azonban abban a pillanatban megdől, amikor a jégtömb elolvad és a benne lévő Jégharcos tombolni kezd. Ekkor érkezik meg a Doktor és Clara, majd amint kiszállnak a TARDIS-ből, az az éppen felfrissített védelmi programának köszönhetően egy pillanat alatt eltűnik. Nem jók a kilátások: a Doktor TARDIS nélkül maradt társával és a tengeralattjáró megmaradt tizenkét utasával elvágva a külvilágtól. A tengeralattjáró megfeneklett és Skaldak Nagymarsall (ahogy a Jégharcos hívja magát) 5000 évnyi fogság után faját gyászolva el akarja pusztítani az emberiséget… |     |                                                                        |                    |                  |                   |
| 235. | 9.  | Hide (Rejtek)                                                          | Jamie Payne        | Neil Cross       | 2013. április 20. |
| A Doktor és Clara a Caliburn házba érkeznek 1972-be. A hátborzongató házban Alec Palmer és segédje, Emma Grayling egy kísértetet keresnek. "Caliburn-i Szellem, a Sötétség Hajadona, a Kút Boszorkánya"- sorolja az elveszett lélek neveit Alec. Azonban a Doktor nyomozásba kezd a kísértettel kapcsolatban, ezért a TARDIS segítségével bejárja az Idő-Örvényt és fényképeket készít a Föld születésétől a pusztulásáig. A képek segítségével rájön a szellem kilétére és Emma médiumi képességeinek segítségével átlép a "kísértet" világába, ahol egy félelmeses lény él a ködborította fák között… |     |                                                                        |                    |                  |                   |
| 236. | 10. | Journey to the Centre of the TARDIS (Utazás a TARDIS középpontja felé) | Mat King           | Stephen Thompson | 2013. április 27. |
| A Doktor épp Clarat tanítja a TARDIS vezetésére, ezért lekapcsolja a hajó védelmét. Egy hulladékgyűjtő űrhajó radarja kiszúrja az értékes időgépet és rögvest begyűjti. Ez a módszer nem tesz sok jót a TARDIS-nak, így az megsérül. A Doktor kijut, de Clara elvész a végtelen fojosók és szobák útvesztőjében. Ezt követően a Doktor behívja TARDIS-ba a bajokért felelős testvéreket, akik a hulladékszállító tulajdonosai, és bezárja őket az időgépbe majd bekapcsolja az önmegsemmisítőt: 30 perc áll a testvérek rendelkezésére, hogy segítsenek a Doktornak megtalálni Clara-t. Eközben az űrhajó belsejébe múlt és jövő összefolyik, és a Harmónia Szeme is robbanásra készül. A Doktornak meg kell állapítania, hogy az egyetlen mód a megmenekülésre, ha eljutnak a TARDIS középpontjába, de az utazást akadályozzák a hajó belsejében feltűnő rejtélyes zombiszerű lények. |     |                                                                        |                    |                  |                   |
| 237. | 11. | The Crimson Horror (Bíbor horror)                                      | Saul Metzstein     | Mark Gatiss      | 2013. május 4.    |
| 1893: Madame Vastra, Jenny és Strax a viktoriánus Yorkshire-be érkeznek, hogy kiderítsék, hogy mi is ez a titokzatos karmazsin horror. Emberek tűnnek el, majd ezt követően már csak bíborvörös holttestüket tudják azonosítani. Yorkshire-ben található Sweetville, Mrs. Gylliflower állítólagos gyufagyára, ám az emberek azt suttogják, hogy aki oda belép többé nem látják. A trió nyomozni kezd és Jenny be is jut a titokzatos gyárba, amiről kiderül, hogy nem is egy gyár. Jenny itt találja meg a karmazsinvörös Doktort, aki egy szót sem tud szolni, és alig tud mozogni. Röviddel ezután az Idő Lord helyrehozza önmagát, de a gondok csak most kezdődnek. Hová lett Clara? Mi történik az emberekkel Mrs. Gillyflower "gyárában"? És hogyan jönnek a képbe a 65 millió évvel ezelőtt élt vörös piócák? Ezentúl a Doktornak akarva – akaratlan két új utitársa lesz Clara-nak köszönhetően. |     |                                                                        |                    |                  |                   |
| 238. | 12. | Nightmare in Silver (Ezüst rémálom)                                    | Stephen Woolfenden | Neil Gaiman      | 2013. május 11.   |
| A Doktor, Clara, Artie és Angie az Univerzum legnagyobb vidámparkjába, Hedgewick Világába érkeznek. A bolygót azonban a császár parancsára lezárták és fegyveresek őrzik. Az emberekben még mindig erősen él a kiborgok emléke, de mindenki tudja, hogy nincsenek már élő kiborgok. Ekkor azonban a Kiborg Tudat irányításával Kiberatkák kezdik el végezni fejlesztő tevékenységüket és rövidesen felfejlesztik a körülöttük lévőket: a vidámparkból itt maradt Wibbly-t, Artie-t, Angie-t és még a Doktort is. Már mindenki kompatibilis. A Doktor összecsap az elméjébe beleköltözött Kiborg Tudattal, de a tét nagy: ha nyer megmenekülnek a gyerekek és elhagyhatják a bolygót, de ha veszít a Kiborg Tudat átveszi a Doktor elméje felett az uralmat és kiborgok milliói árasztják el az univerzumot… |     |                                                                        |                    |                  |                   |
| 239. | 13. | The Name of the Doctor (A Doktor neve)                                 | Saul Metzstein     | Steven Moffat    | 2013. május 18.   |
| A történet a Gallifrey bolygón kezdődik réges régen, amikor a Doktor ellopta a TARDIS-t. De Clara is ott volt vele ebben a pillanatban. És nem csak ekkor. A lehetetlen lány újra és újra feltűnt a Doktor összes inkarnációjának életében. És mindig segített neki. Eközben a viktoriánus Londonban Madame Vastra különös információk birtokába jut a Doktorral kapcsolatban és telepatikus tanácskozásra hívja Jenny-t, Strax-et, Clara-t és River Song professzort. Az eszmecserét azonban megzavarják a Nagyhatalmú Létforma küldöttei, a Suttogók. Elrabolják Jenny-t Strax-et és Vastra-t és arra a helyre viszik őket, ahova a Doktor soha, semmilyen körülmények között nem mehet: Trenzalore-ra. A Nagyhatalmú Létforma újra akarja írni a Doktor idővonalát, ehhez viszont be kell jutnia az Idő Lord sírjába, ami Trenzalore-on található. A sírbolt azonban csak egyetlen szó kimondásával nyílik meg, ami nem más mint a Doktor igazi neve… |     |                                                                        |                    |                  |                   |

##### Különkiadások (2013)
| Sor. | Év. | Cím                                                                                            | Rendező     | Író           | Premier            |
| --- | --- | ---------------------------------------------------------------------------------------------- | ----------- | ------------- | ------------------ |
| 240. | 1.  | The Day of the Doctor (50th anniversary special) (A Doktor napja (50. évfordulós különkiadás)) | Nick Hurran | Steven Moffat | 2013. november 23. |
| Clara épp befejezi az óráját iskolában, mikor egy kollégája szól, hogy üzenetet hagyott a doktora… A Doktor kérdi, lenne-e kedve egy hétet tölteni az ókori Mezopotámiában… A TARDIS-t azonban váratlanul az UNIT helikoptere felemeli és a Nemzeti Galériába viszi. Kate Stewart, az UNIT tudományos igazgatója mentegetőzik, hogy I. Erzsébet királynő direkt rendeletére cselekedett. Odabent egy festményt mutatnak a Doktornak, a címe "Soha többé" és Arcadia, Gallifrey második városának az elestét mutatja. Clara észreveszi, hogy ez egy 3D olajfestmény. Idő Lord technika – a kép belül nagyobb, mint kívül, egy befagyasztott időszelet. I. Erzsébet írta meg, hol található a kép. A Galéria pincéjében több hasonló képet őriznek, az üvegük eltörött, belülről törték ki… Gallifrey-n a Katonai Főparancsnokság a reménytelen helyzetet tárgyalja, mikor üzenetet kapnak hogy betörtek az Idő Széfbe, ahol a tiltott fegyvereket őrzik és egy ősök készítette csodafegyvert, a "Pillanatot", amit még sose használtak A szerkezet olyan bonyolult, hogy önálló tudata van, és az interfész emberi alakot, Rose Tyler alakját ölti magára…. A tizedik Doktor 1662-ben Angliában, I. Erzsébettel flörtöl és piknikezik. De ott rejtőzködik egy alakváltó zygon is… Hogyan kerül össze a három Doktor egy időablak jóvoltából és hogyan ismerik fel egymást a szónikus csavarhúzó és egy vörös fez segítségével? Hogyan használják fel a zygonok a múltbeli 3D-festményeket, hogy megszállják a XXI. századbeli UNIT-ot? Mire jó Jack Hartness kapitánynak a Fekete Archívumban őrzött örvénymanipulátora? És ami a legfontosabb, hogyan fagyasztja be egy időpillanatba a 12+1 Doktor és 13 TARDIS a már eléggé lerombolt Gallifrey-t és mentik meg a végső pusztulástól? |     |                                                                                                |             |               |                    |
| 241. | 2.  | The Time of the Doctor (Christmas special) (A Doktor ideje (karácsonyi különkiadás))           | Jamie Payne | Steven Moffat | 2013. december 25. |
| A Doktor egy különös bolygóra talál, ami valamiféle jelet sugároz, melynek hatására az univerzum gonosztevői szépen összegyűlnek a planéta körül. A Doktor meglátogat néhány űrhajót, de sem a dalekok, sem a cyberman-ek nem fogadják szívesen. Miután megmenekült ellenségeitől, a Doktor meglátogatja Clara-t és családját, akik a Karácsonyra készülnek. Majd amilyen hirtelen jött, olyan gyorsan el is tűnnek Clara-val és visszarepülnek a titokzatos bolygó köré. A TARDIS utasai a Pápai Mindenközpont Templomába tesznek látogatást, ami egy óriási űrhajó. Tasha Lem, a Doktor régi ismerőse eligazítja őket a helyzettel kapcsolatban, majd hőseink ellátogatnak az alattuk lévő bolygóra. Mint az várható volt, a Doktor ellenségei ide is behatoltak és néhány síró angyal meg is támadja hőseinket. A Doktor és útitársa rájön, hogy a bolygó Trenzalore, de még a mindent elpusztító háború előtt. A helyzet azonban fokozódik: a Doktor hazaküldi Clarat a TARDIS-szal és egy évezreden keresztül védelmezi a bolygót ellenségeivel szemben. Senki sem juthat be a városban, mert a harangtoronyban található a Tér-Idő egy repedése, melynek túloldalán maguk az Idő Lordok vannak. A Doktor városvédelmezése alatt a Pápai Mindenközpont Templomában megalakul a Csend, melynek célja, hogy a Doktor ne mondhassa ki a nevét Trenzalore-on. Mi történik Trenzalore-ral, ha a Doktor összes ellensége egyszerre indít támadást és mi lesz a Doktorral, ha ezeréves őrködése alatt megöregedett a teste, elhagyta az ereje és kifogyott a regenerációs energiájából? A Tizenegyedik Doktor felkészül az utolsó csatájára, melyet tud, hogy nem nyerhet meg… A történet végén az Idő Lordok a Repedésen keresztül egy teljes, új regenerációs ciklust küldenek a haldokló Doktornak segítségül, aki így ismét alakot tud váltani, de a regeneráció hatására memóriazavar lép fel. Nem tudja irányítani a TARDIST és az zuhanni kezd a Föld felé… |     |                                                                                                |             |               |                    |

### Tizenkettedik Doktor – Peter Capaldi
A Tizenkettedik Doktor a Doktor nevezetű Idő Lord tizennegyedik inkarnációja, valamint második regenerációs ciklusának legelső inkarnációja. Egy elődjénél sokkal idősebb és komorabb Doktor. 2000 éves korával puding agyúnak tartja az embereket, akik a segítségére szorulnak. Életének elején attól sem rettent meg, ha a többség megmentésének érdekében fel kellett áldoznia pár embert, de útitársai (Clara, Bill, Nardole) felnyitották a szemét, hogy az emberiségnek Doktorként van szüksége rá. Regenerációjának oka egy cyberman lézersugara lett volna, de a Doktor nem volt hajlandó új testbe költözni, így megtagadta magától a regenerációt. Döntését Legelső Inkarnációjával való találkozása változtatta meg, aki felnyitotta a szemét, hogy folytatnia kell az univerzum védelmezését a gonosztól.

#### Nyolcadik új (34.) évad (2014)
A Story-átívelés egy Missy nevű titokzatos nővel és a Mennyországgal kapcsolatos.
| Sor. | Év. | Cím                                                      | Rendező           | Író                             | Premier              |
| --- | --- | -------------------------------------------------------- | ----------------- | ------------------------------- | -------------------- |
| 242. | 1.  | Deep Breath (Mély Lélegzet)                              | Ben Wheatley      | Steven Moffat                   | 2014. augusztus 23.  |
| A viktoriánus Londonban éppen egy gigantikus méretű T-rex tombol a Temze partján. Madame Vastra, Jenny és Strax épp az ügy megoldására érkeznek, amikor a T-Rex kiöklendezi a TARDIS-t. Az időgépből a regenerálódott, amnéziás Doktor esik ki, majd pár perc múlva elájul a sárban. Az éjszaka leszálltakor, a Doktor, immáron viktoriánus barátai házában ébred, majd amikor egyedül marad kimászik a tetőre, de ott azzal kell szembesülnie, hogy a véletlenül magával hozott őshüllőt valaki felgyújtotta. Gyorsan a helyszínre siet, de már nem tud mit tenni. Az amnéziájával küszködve nyomozásba kezd, hogy végére járjon a dolgoknak. A nyomok végül egy étterembe vezetnek, ahol a 2006-os Parókás Intrikák-ban (Girl in the Fireplace) megismert Clockwork Droidok keresik a Paradicsomba vezető utat. Miért volt szükségük a droidoknak a T-Rexre? Mit tud tenni a Doktor, ha Clara nem tudja elfogadni az új arcát? Egy titokzatos telefonhívás a múltból képes lesz megoldani kettejük problémáját? |     |                                                          |                   |                                 |                      |
| 243. | 2.  | Into the Dalek (Utazás egy dalekba)                      | Ben Wheatley      | Phil Ford, Steven Moffat        | 2014. augusztus 30.  |
| Az Arisztotelész űrhajó egyik katonája, Journey Blue éppen egy dalek űrhajó lézerei elől menekül cirkálójával. Bátyja már halott, és egy végzetes lövés éppen akkor találja el a kis űrcirkálót, amikor a Doktor kimenti a lányt a bajból. Journey megkéri a Doktort, hogy vigye vissza az Arisztotelész fedélzetére, ahol egy rejtélyes páciensnek lenne szüksége a segítségére. Mint kiderül a páciens egy sérült dalek. A Doktor éppen a halálba küldené a ősi ellenségét, amikor az elkezdi üvöltözni, hogy minden dalekot el kell pusztítani. A Doktor kíváncsiságát felkelti a dalek pálfordulása, ezért visszarepül a földre és magával rángatja az éppen az új exkatona matektanárral, Danny Pinkkel randizni készülő Clarát, az Arisztotelészra, ahol mikroszkopikus méretűre zsugorítják őket és elindulnak a Dalek belsejébe. Az utazás kicsit sem veszélytelen, mivel a dalek antitestjei betolakodónak észlelik őket, és egy zsugorított katonát el is porlasztanak. Nincs vesztegetni való idő. A Doktor végül sikeresen eljut a probléma forrásához, és megjavítja a dalekot, de ekkor visszaáll az eredeti állapotába és mészárlásba kezd az űrhajó fedélzetén. Hogy lehetséges, hogy egy dalek jó legyen, majd hirtelen megint rossz? Visszafordítható a folyamat? És ha igen, milyen áron? |     |                                                          |                   |                                 |                      |
| 244. | 3.  | Robot of Sherwood (Sherwood Robotja)                     | Paul Murphy       | Mark Gattis                     | 2014. szeptember 6.  |
| Clara régi vágya, hogy találkozhasson egyszer Robin Hooddal. Ez azonban a Doktor állítása szerint, örökre álom marad, mivel Robin Hood nem létezik. Hogy igazát bizonyítsa 1190-be utaznak, egyenesen a Sherwood-i erdőbe, ahol a Doktor legnagyobb megdöbbenésére magával Robin Hooddal találkoznak. A Doktor nem hiszi el, hogy ez a valóság, ezért, amikor Robin kardpárbajra hívja őt a TARDIS-ért, a Doktor egy kanállal száll szembe a híres törvényen kívülivel. A döntetlenre sikeredett párbaj után Robin elvezeti az időutazókat bajtársaihoz, a vidám fiúkhoz. A Doktor azonban továbbra is kételkedik bennük, ezért vért vesz, hajat tép DNS vételhez és hasonló módokon próbál meggyőződni arról, hogy ezek az emberek nem valódiak. Az eredmények azonban ellene vannak. Másnap Robin elindul a Notthingham-i seriff íjász versenyén, ahol a döntőben a Doktor egy megbuherált íjjal belekontárkodik a versenybe és átlövi Robin nyílvesszőjét. Ádáz csata kezdődik a két "lehetetlen hős" között, majd amikor a Doktor megunja a dolgot, egyszerűen felrobbantja a céltáblát. A seriff kiadja a parancsot: a robot katonái elfogják a Doktort, Clarat és Robint és a várbörtönbe viszik őket. A vár azonban nem az aminek látszik. A robot lovagoknak aranyra van szükségük, hogy az álcázott űrhajójukat újra beindítsák és céljuk elérése végett bármire képesek lennének… |     |                                                          |                   |                                 |                      |
| 245. | 4.  | Listen (Figyelj...)                                      | Douglas Mackinnon | Steven Moffat                   | 2014. szeptember 13. |
| Figyelj! – szól a Doktor mindenkihez. – Az evolúciónak sikerült létrehoznia a tökéletes vadászokat, mint például a gepárd. A tökéletes védekezőket, mint a gömbhal. Akkor miért nincs olyan lény, aki rendelkezik a tökéletes rejtőzködés képességével. Vagy csak nem tudunk róla? Miért is tudnánk, ha tökéletesen elrejtőzött? Mi van, ha sohasem vagyunk egyedül? Mi van akkor, amikor magunkhoz beszélünk, igazából valaki máshoz szólunk? A Doktort nem hagyja nyugodni a saját elmélete, ezért megkeresi Clara-t, aki éppen elviharzott az első Danny-vel töltött randijáról. A Doktor állítása szerint egyszer életében minden ember ugyanazt álmodja: felébred riadtan, felkapcsolja a lámpát, lelép az ágyról és ekkor valami az ágy alól megfogja a lábát. A TARDIS segítségével vissza akar menni Clara gyerekkorába, pontosan ez az álom estéjére, de a dolgok nem a terv szerint alakulnak. Tényleg létezik ez a bizonyos ágy alatti lény? Vagy az egész csak a Doktor kitalációja? Mi lehet az egész elméletnek a forrása? |     |                                                          |                   |                                 |                      |
| 246. | 5.  | Time Heist (Időrablás)                                   | Douglas Mackinnon | Stephen Thompson, Steven Moffat | 2014. szeptember 20. |
| A Karabraxos Bank az univerzum legbiztonságosabb bankja. Egy titokzatos alak, aki Tervezőnek hívja magát felállít egy csapatot a Bank kirablására: egy Psi nevű komputerizált ember, aki egykor bankrabló volt, egy Saibra nevű alakváltó nő, a Doktor és Clara. A csapat útnak indul a Bankba és Saibra felveszi az egyik ügyfél alakját, így könnyen bejutnak. Azonban a dolgok nem alakulnak mindig ilyen egyszerűen. A bank biztonsági vezetőjének, Mrs. Delphox egy telepatikus, idegen lényt tart fogva a bankban, mely segítségével "levest főz" a rossz szándékkal érkező ügyfelek agyából. A Doktor és csapata bejut a bank belsejébe, de óriási veszteségeket kell elszenvedniük. Eljutnak a széfhez, de nem sikerül kinyitni. A Fürkész nevű telepatikus lény elindul a bankrablók felkutatására és egy napvihar is közeleg a bolygó felé… |     |                                                          |                   |                                 |                      |
| 247. | 6.  | The Caretaker (A gondnok)                                | Paul Murphy       | Gareth Roberts, Steven Moffat   | 2014. szeptember 27. |
| Új kolléga érkezik a Coal Hill iskolába – jelenti be egy értekezleten a tanároknak az igazgató, majd egy pillanattal később meg is jelenik John Smith, az új gondnok, aki nem más, mint az álruhás Doktor. Clara-nak nem tetszik a Doktor magánakciója, ezért faggatni kezdi, de az Idő Lord hamar lerázza útitársát. Átlagos napok telnek el az iskolában. Clara, Danny és a többi tanár végzik a dolgukat, ahogy a Doktor is: villanyt szerel, áramköröket javít, létrára mászik, stb. Azonban ezen tevékenységek közben, apró szerkezeteket helyez el a virágcserepeken, lámpaburákon és egyéb tárgyakon. Az éj leszálltakor Danny kutakodni kezd az iskolában, mert valami furcsállja az új gondnokkal kapcsolatban. Hamar meg is talál néhány, a Doktor által letett kütyüt és elmozdítja azokat. A Doktor eközben bevetésen van. Egy Skovox Blitzer nevű gyilkológép került valahogy a Földre, ezért a Doktor a lehelyezett készülékekkel a távoli jövőbe repíti. – Vagyis csak repítené, ha Danny nem nyúlt volna hozzá a generátorokhoz. A Blitzer eltűnik, de a Doktor állítása szerint pár nap múlva visszatér. Most azonban eljött a találkozás pillanata: az Idő Lord és az exkatona kölcsönösen gyűlölik egymást, és Clara-nak mind a kettő előtt magyarázkodnia kell. Másnap szülői értekezlet van az iskolába, melybe belerondít a Blitzer visszatérte… |     |                                                          |                   |                                 |                      |
| 248. | 7.  | Kill the Moon (Öld meg a Holdat)                         | Paul Wilmshurst   | Peter Harness                   | 2014. október 4.     |
| Courtney Woods, a Coal Hill-es bajkeverő diáklány felszökik a TARDIS-ra és arra kéri a Doktort, hogy hagy lehessen ő egy különleges valaki. A Doktor felajánlja neki, hogy lehet az első nő a Holdon és már indulnak is. 2049-ben landolnak egy űrsikló fedélzetén, ami éppen becsapódik a Hold felszínébe. A sikló tele van nukleáris bombákkal, és a legénység feltett szándéka, hogy megsemmisítik a Holdat. Hogy miért? Megnőtt a tömege, emberek tűnnek el rajta, és a jelentések szerint a Föld égi kísérője kezd szétbomlani, ezt bizonyítják az óriási repedések a felszínen. Az űrhajóscsapat behatol egy elhagyatott holdbázisba, ahol óriási, pókszerű lények támadnak rájuk. Kicsivel később a Doktor rájön az igazságra: a Hold nem szétbomlik, csak a benne lévő élőlény éppen kikelni készül! Igen, a Hold egy tojás, és több millió éves várakozás után, most, 2049-ben kikel a benne lévő lény, ha az emberiség nem tesz valamit. A Doktor azt mondja Claranak és a többieknek, hogy ez most az ő döntésük, az embereké. Ez nem az ő bolygója, nem az ő Holdja, így fogja magát és elrepül a TARDIS-szal, magára hagyva útitársait. Clara kapcsolatba lép a Földdel, ahol az emberek megszavazzák a lény elpusztítását, de a dolgok másképp alakulnak… A kaland végeztével a Doktor visszatér, hogy hazavigye Clara-t és Courtney-t, de amikor leszállnak a Földi jelenben, Clara kiosztja a Doktort, hogy mennyire csalódott benne. Egész idáig törődött velük és a Földdel, de most, hogy igazán szükségük lett volna rá, cserben hagyta őket, ezért Clara úgy dönt, hogy soha többé nem akarja látni a Doktort és arra kéri, hogy soha többé ne jöjjön vissza a Földre, majd kiviharzik a TARDIS-ból… |     |                                                          |                   |                                 |                      |
| 249. | 8.  | Mummy on the Orient Express (Múmia az Orient Expresszen) | Paul Wilmshurst   | Jamie Mathieson                 | 2014. október 11.    |
| A Doktor és Clara utolsó közös útjukra indulnak. A lány megbékélt a Doktorral, de nem hajlandó tovább utazgatni vele, ezért egy békés vonatúttal elválnak útjaik. Ez a vonat azonban az Orient Express és az űrben halad. Az utasok mind kiváló tudósok és szakterületük az idegen életformák kutatása. Az út eléggé eseménytelenül indul, de mint kiderül egy múmia kinézetű lény gyilkolja az embereket. A múmiával azonban van egy kis gond. Csak az áldozat számára válik láthatóvá és aki meglátja annak 66 másodperce van hátra az életből, majd a lény érintésétől meghal. Nincs menekvés. Clara csapdába esett, az utasok fogynak, de a Doktor ebben a helyzetben is feltalálja magát és a Claraval való kapcsolata is rendeződni látszik. |     |                                                          |                   |                                 |                      |
| 250. | 9.  | Flatline (Síklények)                                     | Douglas Mackinnon | Jamie Mathieson                 | 2014. október 18.    |
| A Doktor hazaviszi Clarat, de ahogy az lenni szokott, most se jó helyen száll le. A Földön vannak, azon belül Angliában, szóval nem tévedtek el nagyon, de ekkor szembesülnek vele, hogy a TARDIS kezd összemenni, valami leszívja az energiáját. Clara elindul körbenézni a környéken, majd amikor visszaér, ledöbbenve tapasztalja, hogy a Doktor időgépe már elfér a táskájában. Nincs vesztegetni való idő, a végére kell járni a dolognak. Clara találkozik egy Rigsy nevű fiúval, akit graffitizés miatt közmunkára ítéltek és többi társával együtt kell eltüntetniük a műveiket. Rigsy körbeigazítja Clarat (aki a Doktor távollétében Doctor Oswaldként kezd bele a nyomozásba). Emberek tűnnek a környéken rejtélyes módon. Nem is telik bele sok idő, hogy a Claraékkal lévő rendőrnő is nyomtalanul eltűnjön. "A falakban vannak!" – jön rá a Doktor, és még ki sem érkezik mondani, a falakban lévő két dimenziós lények már Clarat és Rigsyt veszik célba. Nehezen megmenekülnek, de a gondok csak azután kezdődnek, amikor Clara és a közmunkáscsapat lemennek a metróalagutakba. A lények kezdenek három dimenzióssá válni, a TARDIS a metrósínre esik és közeleg a metró, a Doktornak pedig nincs elég energiája a dematerializálódásra… |     |                                                          |                   |                                 |                      |
| 251. | 10. | In the Forest of the Night (Az éjszaka erdejében)        | Sheree Folkson    | Frank Cottler Boyce             | 2014. október 25.    |
| Egy nap a Föld összes embere arra ébred, hogy a bolygót ellepték a fák. Egy óriási, véget nem érő erdővé változott a Föld. De vajon miért? És hogy történhetett ez meg? A Doktor is épp ezen tűnődik, a Trafalgar tér közepén, a fák által benőtt Nelson oszlop mellett. Mindeközben Clara és Danny osztálykirándulásra viszik a Coal Hill-es gyerekeket, de a múzeumlátogatásból hamar erdei túra lesz. Találkoznak a Doktorral, aki rájön, hogy a furcsán viselkedő Maebh nevű kislány tud valamit az erdőről, és ami még rosszabb, a Föld felé közeledő, minden életet elpusztítani képes napkitörésről is. A baj csak az, hogy a kislány eltűnt. A Doktor és Clara utána indulnak, de a Londoni állatkert farkasai megszöktek ketreceikből és üldözőbe veszik Maebhet, de ekkor már egy tigris is közeleg. Danny és az osztály mentőakcióra indul, de vajon képesek lesznek megállítani a napkitörést? Életben marad az emberi faj? |     |                                                          |                   |                                 |                      |
| 252a. | 11. | Dark Water (Part 1) (Sötét víz (1. rész))                | Rachel Talalay    | Steven Moffat                   | 2014. november 1.    |
| Danny Pink meghalt. Elütötte egy autó. Clara nem képes feldolgozni, hogy elveszítette szerelmét, ezért olyan dolgot tesz, amit még soha: megzsarolja a Doktort. Clara ellopja a TARDIS mind a 7 kulcsát és a gyanútlan Doktort megkéri, hogy vigye őt egy aktív vulkánhoz. Leszállás után elkezdi a lávába dobálni a kulcsokat és addig nem hagyja abba, amíg a Doktor nem hajlandó újraírni az időt és megmenteni Dannyt. A Doktor szerint Clara nem érti a dolog lényegét: ha ő most megmenti Dannyt, akkor Clara sohasem kényszeríti arra, hogy mentse meg, így paradoxon keletkezik. A lányt nem érdekli most semmi és az utolsó kulcsot is a lávába dobja… …vagy mégsem. A Doktor látta előre az árulást, így a vulkános kaland csak illúzió volt, és miközben Clara végleg összetörik, a Doktor összeszedi a TARDIS konzoltermében eldobált kulcsokat. Clara már sétálna is ki az ajtón, de a Doktor mégis hajlandó segíteni a lánynak. A TARDIS telepatikus áramkörének segítségével Danny után indulnak és meglepetésükre egy 3W nevű társaság épületében találják magukat. Mindenhol vízzel feltöltött üvegcellák vannak, melyekben csontvázak ülnek. A társaság célja, hogy a holtak kényelemben pihenjenek. Itt találkoznak Missy-vel is, aki először droidnak adja ki magát, de a Doktor tudja, hogy ennél sokkal több. Mint kiderül a víz, amiben a holtak vannak csak a szerves anyagokat mutatja meg. Amikor pedig elkezdik leereszteni, Cybermanek egész serege indul meg az emberiség elpusztítására. Az ajtót kinyitva a Doktor és Missy London közepén találják magukat, ahol fény derül Missy, vagyis Misstress titkára is…                                                                           |     |                                                          |                   |                                 |                      |
| 252b. | 12. | Death in Heaven (Part 2) (Halál a Mennyben (2. rész))    | Rachel Talalay    | Steven Moffat                   | 2014. november 8.    |
| A Doktor legnagyobb megdöbbenésére ősi nemezise, a Mester visszatért és cybermanek seregével akarja kipusztítani az emberiséget. Ekkor érkezik a helyszínre a UNIT Katie Stewart vezetésével és őrizetbe veszik Missy-t. A cybermenek azonban felrepülnek az égbe és felrobbantják magukat. Milliónyi részecskére bomlanak szét, és az új fejlesztésüknek köszönhetően elkezdik továbbfejleszteni a holtakat és lassan a Föld minden egyes sírjából egy állig felfegyverkezett cybermen mászik elő. A UNIT a Valient anyahajóra akarja juttatni a Doktort és a Mestert, ezért repülőre szállnak. Katie itt közli a Doktorral, hogy a vészhelyzeti protokoll szerint az emberiség megválasztotta az öreg Idő Lordot a Föld Elnökévé, így teljeskörű hatalma van a bolygó felett. Eközben Missy magához tér, és nem okoz számára különösebb gondot kiszabadulni a bilincseiből, majd ártalmatlanná tennie az őreit. Missy felrobbantja a repülőt, de a Doktor még időben magához hívja a TARDIST. Eközben a cybermanek elkezdenek ébredezni a temetőkben. Clara is itt tér magához és megdöbbenésére egy érzelmekkel rendelkező cyberman hozta ide és mentette meg a többitől. Ki lehet Clara titokzatos védelmezője? Micsoda a Mester végső terve? És hogy jön a képbe Lethbridge Stewart Dandártábornok? A Doktor felkészül hogy utoljára szembenézzen Missyvel a cyberman hadsereg gyűrűjében… |     |                                                          |                   |                                 |                      |

##### Különkiadás (2014)
| # | Cím                                                                            | Rendező         | Író           | Premier            |
| --- | ------------------------------------------------------------------------------ | --------------- | ------------- | ------------------ |
| 253. | Last Christmas (Christmas special) (Utolsó Karácsony (karácsonyi különkiadás)) | Paul Wilmshurst | Steven Moffat | 2014. december 25. |
| Karácsony éjjel Clara arra ébred, hogy a Mikulás szánja lezuhant a háza tetején. A télapó próbálja terelni a szót, de végül beismeri, hogy tényleg létezik. Ekkor érkezik meg a Doktor és beparancsolja Clarat a TARDIS-ba és gyorsan az Északi Sarkra sietnek. Itt egy expedíció 4 túlélőjére és 4, az álomrákok által kómába esett áldozatára találnak. A fertőzöttek mozdulatlanok, ameddig valaki rájuk nem gondol, de ha ez megtörténik, akkor támadásba lendülnek. Álomrákok ereszkednek le a plafonról és nincs esély a túlélésre. Ekkor azonban megérkezik a Mikulás, Rudolf hátán lovagolva és játékhadseregével megmenti a Doktort és az embereket. Minden jól alakul, egészen addig amíg Clarat el nem kapja egy álomrák. A Doktor társa egy idilli álomba kerül, ahol újra találkozhat Dannyvel. A baj csak az, hogy amíg ő az álomban van, addig az álomrák felfalja az agyát. A Doktor belép az álomba és kimenti Clarat, de miután kiléptek az álomból akkor jön rá, hogy egy álmon belüli álomban voltak. A valóság nem lehet valóság. Egy álomban több kisebb álmot is el lehet rejteni. Valójában tényleg létezik a Mikulás? Vagy csak az álmok szüleménye? A történetben sok utalás található az Inception és Alien filmekre. |                                                                                |                 |               |                    |

#### Kilencedik új (35.) évad (2015)
Az évad átívelése ezúttal a Doktor végrendeletével és a "Hibrid" nevű lénnyel kapcsolatos.
Ez az egy évad le lett szinkronizálva (sem az előtte lévők, sem pedig az utána lévők egy jó darabig), úgyhogy csak itt a magyar címek hivatalosak.
| Sor. | Év. | Cím                                                            | Rendező           | Író                            | Premier                                                   |
| --- | --- | -------------------------------------------------------------- | ----------------- | ------------------------------ | --------------------------------------------------------- |
| 254a. | 1.  | A bűvészinas (1. rész) (The Magician's Apprentice (Part 1))    | Hettie MacDonald  | Steven Moffat                  | 2015. szeptember 19. 2016. december 24. (Filmbox Premium) |
| A nyitó jelenetben egy bolygón évezredek óta folyik a végtelen háború – már az okára sem emlékszik senki. Egy rémült kisfiú aknamezőn találja magát, azonban érkezik a doktor, de nem egyértelmű, hogy meg tudja-e menteni. A kisfiúról kiderül, hogy ő Davros, a Doktor későbbi ősellensége. Ezután a jelenbe érkezünk, ahol Davros, a Dalekok Atyja haldoklik, ezért elküldi követét, hogy találja meg a Doktort és hozza el a színe elé, hogy utoljára találkozhassanak. A követ meg is találja az Időúrt, valamint Clarát és Missyt egy középkori rockkoncert kellős közepén (a Doktor új mániája egy elektromos gitár, és nem habozik lépten-nyomon használni …), majd magával viszi őket Davros menedékébe. Azonban hamarosan rá kell jönniük, hogy nem egy ócska mentőhajóra érkeztek, hanem magára a Skaro bolygóra, ahol körbeveszik őket a dalekok. A Doktor meglepetésére azonban Davros inkább barátságosnak, mintsem ellenségnek bizonyul, egy megtört, haldokló öregember, aki nem mentes ugyan a diktátori allűröktől, de mégis inkább hajlik a párbeszédre. A kérdés, hogy merre tartanak majd a dalekok, ha vezérük meghal, illetve hogy mennyire őszinte Davros pálfordulása. |     |                                                                |                   |                                |                                                           |
| 254b. | 2.  | A boszorkány segédje (2. rész) (The Witch's Familiar (Part 2)) | Hettie MacDonald  | Steven Moffat                  | 2015. szeptember 26. 2016. december 31. (Filmbox Premium) |
| Missy és Clara sikeresen megszöktek a Dalekok elől, és az Idő Lady már ki is eszelte legújabb tervét: megölnek egy dalekot és elrejtik Clarát a páncéljában, így mindketten visszajuthatnak a városba Davroshoz és a Doktorhoz. Tervük sikerrel jár, de adódik egy kis probléma a Dalek páncél beszédközpontjával… Eközben a Doktor és Davros végeláthatatlan eszmecseréje folytatódik, hol az egyik, hol a másik kerekedik felül ellenfelén, de végül Davros a halál árnyékában megtörik és valódi szemeit kinyitva bocsánatot kér a Doktortól. Az öreg ember utolsó kívánsága, hogy még egyszer, utoljára láthassa a Nap fényét, és a Doktor feltett szándéka, hogy teljesítse ősi nemezise végakaratát. Ez azonban egy újabb csapda, és ezúttal a Doktor regenerációs energiája is veszélybe kerül. A város a pusztulás szélén. A Doktor haldoklik. Clara csapdába esett. Nincs menekvés senkinek… |     |                                                                |                   |                                |                                                           |
| 255a. | 3.  | A tó alatt (1. rész) (Under the Lake (Part 1))                 | Daniel O'Hara     | Toby Whithouse                 | 2015. október 3. 2017. január 7. (Filmbox Premium)        |
| A TARDIS önállósítja magát és 2119-be érkezik, Skóciába egy vízalatti bányaállomásra. A Doktor nem érti a helyzetet, ezért Clarával felderítőútra indulnak, de hamarosan két kísértettel kell farkasszemet nézniük. Sikeresen elmenekülnek és találkoznak az állomás dolgozóival, akik elmondják, hogy egy űrsiklóra emlékeztető dolgot találtak a vízben, és ezt követően kezdődött az egész szellem-incidens. A kalapos szellem vadászni kezd a legénység tagjaira és akiket sikeresen megöl, azok hozzá hasonló kísértetként térnek vissza, hogy egykori társaikra vadásszanak. A Doktor és társai csapdát állítanak és elfogják a szellemeket, de azok valahogyan irányításuk alá vonják a zsilipeket és a víz elkezd beáramlani a bázis belsejébe. A Doktor elhatározza, hogy visszamegy az időben, hogy kiderítse az igazságot a szellemekről, de a dolgok nem a terv szerint alakulnak… |     |                                                                |                   |                                |                                                           |
| 255b. | 4.  | Az árvíz előtt (2. rész) (Before the Flood (Part 2))           | Daniel O'Hara     | Toby Whithouse                 | 2015. október 10. 2017. január 14. (Filmbox Premium)      |
| A Doktor visszautazik az időben, hogy nyomára járjon a szellemek titkának. A tó helyén még csak egy apró városka áll, ahol egy idegen temetkezési vállalkozó készül örök nyugalomra helyezni a rejtélyes Halászkirályt. A vállalkozóban a Doktor és két társa a kalapos szellemre ismernek, aki itt még nagyon is él, de ezen hamarosan változtat a halálból visszatérő Halászkirály. Mindeközben a jövőben, a tó alatti bázison egy új szellem tűnik fel, és Clara megdöbbenve tapasztalja, hogy ez bizony a Doktor üres tekintetű kísértete. "Valami nagyon rosszul sült el a múltban" – gondolja, de menekülniük kell, mert az Idő Lord szelleme kiengedi a csapdába zárt kísérteteket, akik ismét üldözőbe veszik az itt maradt embereket. A múltban tovább folytatódik a hajsza a Halászkirály és a Doktor csapata között, ami nem alakul valami fényesen. Ki lesz a Halászkirály következő áldozata? Hogyan lepi el a várost a víz? Véget ér e a Doktor élete? |     |                                                                |                   |                                |                                                           |
| 256. | 5.  | A halott leány (The Girl Who Died)                             | Ed Bazalgette     | Jamie Mathieson, Steven Moffat | 2015. október 17. 2017. január 21. (Filmbox Premium)      |
| A Doktor és Clara egy újabb életveszélyes kalandot követően megállnak egy szusszanásnyi időre egy éjszakai erdő közepén, de pechükre a középkori Angliában materializálódtak, ahol egy viking törzs ejti foglyul őket. A vikingek a falujukba viszik a foglyaikat, ahol a Doktor Odinnak adja ki magát, hogy megszökhessenek, de a terve meghiúsul, amikor az égen megjelenik egy másik, valóban isteni hatalmú Odin, és katonáival foglyul ejti a falu harcosainak színe-javát, csak a gyengéket és képzetleneket hagyja meg. A Doktor persze azonnal kapcsol, hogy itt nem egy óskandináv istenséggel van dolguk, és ki is derítik, hogy űrbanditák csoportja, a hírhedt Mocsok vetett szemet a falura, és azért öli meg a harcosokat, hogy leturmixolva őket, magába szívhassa az erejüket. Mivel az aratásnak vége, már épp tovább állna, de egy Ashildr nevű, bosszúszomjas lány párbajra hívja, faluja dicsőségéért. A Doktor először magára akarja hagyni a bajban az „ostoba vikingeket”, de végül belátja, hogy segítenie kell. Kidolgoznak egy tervet, amivel sikerül legyőzniük a „Mocskot”, de nem minden alakul a terv szerint és Ashildr meghal. A Doktor a gyászában rájön, hogy miért is választotta annak idején a mostani inkarnációjának az arcát, majd a "Mocsok" egyik katonájának gyógyítóberendezésével életre kelti Ashildrt. Ennek a tettének viszont súlyos következményei lesznek, ugyanis az ügyes kis harctéri javítócsomag az emberi testet gyakorlatilag halhatatlanná teszi. |     |                                                                |                   |                                |                                                           |
| 257. | 6.  | Tiszavirág (The Woman Who Lived)                               | Ed Bazalgette     | Catherine Tregenna             | 2015. október 24. 2017. január 28. (Filmbox Premium)      |
| Anglia. 17. század. A Doktor magányosan kóricál az éjszakában, amikor egy lovaskocsi rablás közepébe pottyan. Az Idő Lord és a bandita heves vitába kezd, miközben a hintó olajra lép, és a tolvaj hoppon marad. A tolvaj Ashildr. A viking lány az újjáélesztés hatására örök életű lett, de az emlékezőképessége korlátozott, ezért naplókat vezet, nehogy mindent elfelejtsen. Elmondja a Doktornak, hogy milyen nehéz volt átvészelnie az utóbbi évszázadokat egyedüli magányában, mire a Doktor a szemöldökét felvonva kérdez vissza, hogy mit csinált a lány a 2. örök élet chippel. Semmit. Mivel Ashildr, aki már csak "Én"-nek hívja magát, úgy gondolta, hogy senki sem méltó arra, hogy örök társa legyen a halhatatlanságban. A lány azonban mégsincs egyedül. Egy másik bolygóról, a Leonisről származó kísérője van, akinek a terve, hogy portált nyisson a saját világába, és leigázza a Földet, amiről a lány nem tud. A portál megnyitásához azonban egy halandó személy életére van szükség. De mi történik akkor, ha az áldozat halhatatlan lesz? |     |                                                                |                   |                                |                                                           |
| 258a. | 7.  | A Zygonok inváziója (1. rész) (The Zygon Invasion (Part 1))    | Daniel Nettheim   | Peter Harness                  | 2015. október 31. 2017. február 3. (Filmbox Premium)      |
| Az Osgood doboz. Ezt a berendezést hozta létre a Doktor, hogy a földön beilleszkedett 20 millió zygon és az emberek békés együttélése biztosítva legyen. A békét azonban egy szakadár zygon csoport felrúgta és feltett céljuk, hogy felnyissák fajtársaik szemét, hogy el kell venniük a Földet az emberektől. A Doktor a UNIT hívására a Földre utazik, hogy a kezébe vegye az irányítást, mint a Föld Elnöke, de a zygonok lépéselőnybe kerülnek. A UNIT vezetőit csapdába csalják és kivégzik, a zygonok vezetője pedig felveszi Clara alakját, és célul tűzi ki, hogy megtalálja az Osgood dobozt és totális háborút indít az emberiséggel szemben. |     |                                                                |                   |                                |                                                           |
| 258b. | 8.  | A Zygon-fordulat (2. rész) (The Zygon Inversion (Part 2))      | Daniel Nettheim   | Peter Harness, Steven Moffat   | 2015. november 7. 2017. február 10. (Filmbox Premium)     |
| A Doktor és az általa kiszabadított Osgood kénytelen ejtőernyővel menekülni az Idő Lord elnök repülőjéből, mivel azt a Clara alakját hordozó zygon egy rakétavetővel robbantotta darabjaira. Az alakváltó idegenek gond nélkül haladnak a céljuk elérése felé, és vezetőjük rájön, hogyan szerezze meg az Osgood doboz rejtekhelyének kulcsát Clara emlékei közül. A doboz a UNIT Fekete Archívumában van, a gond azonban csak az, hogy egy helyett két doboz van és minden dobozon két gomb: A zygon faj kiirtása? A zygon faj emberré változtatása? A UNIT bázis felrobbantása? Vagy a zygonok alakváltoztatásának megszüntetése? Túl sok lehetőség, és Bonnie, a Clara alakját hordozó zygon nem kockáztathat. Biztosra kell mennie, ezért parancsba adja, hogy fogják el a Doktort, de az Idő Lord Kate Stewart segítségével megmenekül támadói elől. Azonban muszáj elmennie a Fekete Archívumba, mivel Bonnie megfenyegeti, hogy megöli Clarát ha nem segít. Mit tehet ebben a helyzetben a Doktor? Kik maradjanak életben és kiké legyen a bolygó? Az embereké vagy az idegeneké? Az öreg Idő Lord ismét egy lehetetlen helyzet kellős közepén találja magát, ahonnan már nincs visszaút… |     |                                                                |                   |                                |                                                           |
| 259. | 9.  | Ne Aludj Többé (Sleep No More)                                 | Justin Molotnikov | Mark Gatiss                    | 2015. november 14. 2017. február 17. (Filmbox Premium)    |
| A TARDIS utasai a 38. századba érkeznek, egy, a Neptunus bolygó körül keringő űrállomás fedélzetére. A bázison található az emberiség legújabb találmánya, a Morpheusz gép legújabb verziója. A Morpheusz használóinak nincs szükségük többé hosszú órákig tartó alvásra. Elég csupán havonta 5 percet eltölteniük a gépben, és ennek köszönhetően a rengeteg megspórolt idejüket még több munkával tölthetik. Még több munkával még sikeresebbek lehetnek, és ezzel az emberiség csak fejlődik. Ezzel viszont nem mindenki ért egyet, köztük a Doktor sem, aki szerint az alvás minden élőlény számára létfontosságú folyamat, amit nem lehet semmiféle géppel sem pótolni. Ez az állítás be is bizonyosodik, amikor a gépek előző használói előbukkannak. Az egykori emberek eltorzult, szemcsés szörnyekké változtak, akik elveszítették a tudatukat és a többi ember életére pályáznak. A csapatnak menekülniük kell, és mindeközben megállapodnak, hogy el kell pusztítaniuk a gépeket, nehogy szétterjedjen a világban és ezzel megfertőzve más embereket is. A Morpheusz feltalálója viszont más állásponton van, és sikerül megértetnie magát a "teremtményeivel", hogy megakadályozza a Doktorékat a gépei elpusztításában. A terve azonban kudarcot vall. A Doktor tönkreteszi a bázis gravitációs mezejét, és az belezuhan a Neptunuszba, de ezzel még nem sikerül megakadályozni a Morpheusz elterjedését…                                                                                       |     |                                                                |                   |                                |                                                           |
| 260. | 10. | A Holló törvénye (Face the Raven)                              | Justin Molotnikov | Sarah Dollard                  | 2015. november 21. 2017. február 24. (Filmbox Premium)    |
| Telefoncsörgés veri fel a TARDIS csendjét. A Doktor és Clara régi ismerőse, Rigsy nagy bajban van, mivel egy tetoválás jelent meg a nyakán, ami percenként visszafelé számol. A csapat nyomozni kezd a tetoválás és a fiú hiányzó emlékei után, majd végül egy, minden ember szeme elől elrejtett utcára bukkannak London közepén. Az utca egyfajta menedékként szolgál a Földön rekedt idegenek számára, a közrendről pedig Ashildr/Polgármester "Én" gondoskodik egy holló segítségével. Ez a holló viszont nem csak egy egyszerű madár, hanem egy halálómen. Egy örök árnyék, amit ha hozzáláncolnak egy lélekhez, azt egy bizonyos idő után megöli. A visszaszámláló tetoválás pedig a holló jele. Clara felajánlja Rigsynek, hogy adja át neki a jelet, hogy így időt nyerjenek, de ezzel csak ront a helyzeten. A tetoválás átadásával Ashildr nem tudja már azt többé eltávolítani. A holló kiszabadul a ketrecéből és beméri célpontját. Claranak pedig szembe kell néznie a végzetével… |     |                                                                |                   |                                |                                                           |
| 261. | 11. | Az örökkévalóság másodperce (Heaven Sent)                      | Rachel Talalay    | Steven Moffat                  | 2015. november 28. 2017. március 3. (Filmbox Premium)     |
| A Doktor Ashildr csapdájának következtében egy elhagyatott kastélyba teleportálódik. A hely teljesen kihalt, csupán megfigyelőkamerák képeit vetítő monitorok találhatóak az üres folyosókon. Azonban hamarosan kiderül, hogy a folyosók nem is olyan üresek. Egy csuklyás alak követi a Doktor minden lépését, és feltett szándéka, hogy elkapja az Idő Lordot. A Doktor menekülni kényszerül, de időközben rájön, hogy ez az épület egy speciális kastély, amit az ő személyre szóló kínzó kamrájának építettek: mozgó folyosók, Clara festménye és a Doktor gyerekkori rémálma kísérti a lelkét, és látszólag semmi kiút nincs erről a helyről, csak a 12-es szoba. A Doktor nagy nehezen rá is bukkan a szobára, de amit ott talál, arra legvadabb álmaiban sem számított… |     |                                                                |                   |                                |                                                           |
| 262. | 12. | Öt perc a pokol (Hell Bent)                                    | Rachel Talalay    | Steven Moffat                  | 2015. december 5. 2017. március 10. (Filmbox Premium)     |
| A Doktor megannyi hosszú év után hazatér Gallifrey-re, ahol Rassillon és az Idő Lordok megdöbbenve tapasztalják visszatértét. A Doktor azonban nem foglalkozik a bolygó elöljáróival, csak lepihen egykori otthonában, a félre eső kis farmban, de nem lehet nyugalma, Rassillon fegyveres katonákkal ront rá, de mivel a harcosok háborús hősnek tartják a Doktort, aki megnyerte az Idő Háborút mellé állnak és elűzik Rassillont. Ezt követően Gallifrey népe a Doktor segítségét kéri, hogy ossza meg velük a tudását a "Hibrid" nevezetű lényről, de ezért cserébe a Doktor azt kéri, hogy a "kiemelő gép" segítségével had válthasson egy pár utolsó szót Claraval, a lány halála előtt. Ez meg is történik, de amikor az Idő Lordok visszahelyeznék Clarat a halála időpontjába a Doktor rájuk támad és megszökik a lánnyal. Clara azonban már nem él. Az utolsó szívdobbanása előtti állapotban van, és csak annyit szeretne, hogy a Doktor engedje vissza, hogy a világ egyensúlya helyreálljon, de ezt az öreg Idő Lord nem engedheti, ezért elmenekül az univerzum végére a lánnyal, hogy segítsen rajta, de ez is kevésnek bizonyul… |     |                                                                |                   |                                |                                                           |

##### Különkiadás (2015)
| # | Cím                                                                                         | Rendező           | Író           | Premier            |
| --- | ------------------------------------------------------------------------------------------- | ----------------- | ------------- | ------------------ |
| 263. | The Husbands of River Song (Christmas special) (River Song férjei (karácsonyi különkiadás)) | Douglas Mackinnon | Steven Moffat | 2015. december 25. |
| A Doktort egy ismeretlen ember felkeresi és River Song-hoz vezeti, de River nem ismeri meg az új arca miatt. A Doktor találkozik River új férjével aki egy kiborg majd egy másik férjjel is. Kiderül, hogy a kiborg fejébe egy gyémánt szorult ami nagyon értékes és River csak azt akarta megszerezni. River felismeri a Doktort? |                                                                                             |                   |               |                    |

#### Különkiadás (2016)
| # | Cím | Rendező       | Író           | Premier            |
| --- | --- | ------------- | ------------- | ------------------ |
| 264. | The Return of Doctor Mysterio (Christmas special) (Doctor Mysterio visszatér (karácsonyi különkiadás)) | Ed Bazalgette | Steven Moffat | 2016. december 25. |
| A Doktort miután megmenti egy kisfiú életét, véletlenül szuperképességekkel ruházza fel. A jövőben amikor visszatér a kisfiú bolygójára azt kell tapasztalnia, hogy egy képregényszerű szuperhőst hozott létre, aki arra tette fel az életét, hogy megállítsa a gonoszt és védelmezze az elesetteket. | |               |               |                    |

#### Tizedik új (36.) évad (2017)
| Sor. | Év. | Cím                                                                       | Rendező         | Író                          | Premier           |
| --- | --- | ------------------------------------------------------------------------- | --------------- | ---------------------------- | ----------------- |
| 265. | 1.  | The Pilot (A pilóta)                                                      | Lawrence Gough  | Steven Moffat                | 2017. április 15. |
| A Doktor önkéntes száműzetését tölti a Földön, ahol egyetemi tanárként tengeti napjait Nardole társaságában. Az egyetemen találkozik egy Bill nevű lánnyal, akit lenyűgöz a Doktor zsenialitása és hamarosan a magántanítványa lesz. A dolgok akkor fordulnak bonyolultra, amikor egy rejtélyes pocsolya jelenik meg a környéken, amin keresztül egy idegen létforma próbál meg világunkra törni. Bill és a Doktor együtt veszik fel a harcot a veszéllyel, a lány viszont nem tudja, hogy tanárának egy sötét titka van: kit tart fogva az egyetem alagsorában és miért?                                                                               |     |                                                                           |                 |                              |                   |
| 266. | 2.  | Smile (Mosolyogj)                                                         | Lawrence Gough  | Frank Cottrell-Boyce         | 2017. április 22. |
| A Doktor és Bill első közös utazásuk alkalmával a jövőbe érkeznek, a Föld egyik kolóniájára, ahol még nagyban zajlanak az emberi élet alapvető szükségleteinek előkészületei. A feladattal foglalkozó emberek viszont mind eltűntek és csupán az őket segítő emoji-kkal kommunikáló robotok maradtak utánuk. Mi lett az emberekkel? Az igazság azonban szörnyűbb, mint ahogy azt a Doktor és újdonsült társa gondolni merte volna… |     |                                                                           |                 |                              |                   |
| 267. | 3.  | Thin Ice (Vékony jég)                                                     | Bill Anderson   | Sarah Dollard                | 2017. április 29. |
| A TARDIS utasai 1814. február 4-én landolnak Londonban, ahol az emberek a befagyott Temzén lévő forgatagban ünnepelnek. A jég alatt azonban valami él és mozog. A titokzatos vízi lény embereket ragad el a mélybe, akik többé sosem láthatják már a napfényt. Mint kiderül azonban a lény is csak egy áldozat, csapdába esett, az igazi gonosz pedig az emberek között mászkál és sötét tervében nem akadályozhatja meg semmi. |     |                                                                           |                 |                              |                   |
| 268. | 4.  | Knock Knock (Kipp-kopp)                                                   | Bill Anderson   | Mike Bartlett                | 2017. május 6.    |
| A Doktorral való kalandokat követően Bill albérlet után néz barátaival és találnak is egy visszautasíthatatlan helyet. Egy óriási, régi kúriát ajánl nekik egy titokzatos öregúr, meglepően alacsony költségekért, így a fiatalok hamarosan be is költöznek. A háziúrnak azonban titkos szándékai vannak albérlőivel, akik hamarosan egyesével áldozatául esnek a háznak és a benne élő különös lénynek. A Doktor elhatározza, hogy a végére jár a dolognak, azonban versenyt kell futnia az idővel, ha meg akarja menteni Bill életét. |     |                                                                           |                 |                              |                   |
| 269. | 5.  | Oxygen (Oxigén)                                                           | Charles Palmer  | Jamie Mathieson              | 2017. május 13.   |
| A Doktor, Bill és Nardole egy kihalt űrállomásra érkeznek, ami segélyhívó jelet sugároz magáról. A személyzet java eltűnt, a hátramaradottak pedig egy eltorlaszolt helységben bujkálnak. A kérdés csak az, hogy mitől? A Doktor és társai hamar realizálják helyzetük súlyosságát, amikor előkerülnek az elveszett személyzet tagjai, akik élőholt állapotban, űrruhájuk irányítása alatt vadásszák le a megmaradt tagokat, akiknek ha elfogy az oxigénjük szintén társaik sorsára jutnak… |     |                                                                           |                 |                              |                   |
| 270. | 6.  | Extremis (Extremis)                                                       | Daniel Nettheim | Steven Moffat                | 2017. május 20.   |
| A pápa érkezik meg kíséretével a Doktor egyetemi irodájába, hogy segítségét kérje egy halaszthatatlan ügyben. A szerzeteseknek sok sok évszázadnyi munkát követően sikerült lefordítani a Veritas nevezetű titkos iratot, azonban aki elolvassa, az azonnal végez önmagával. A pápa megkéri a Doktort, hogy olvassa el a Veritast, azonban amikor megérkeznek a Vatikán könyvtárába, ott titokzatos, földöntúli szerzetesek jelennek meg, akik már hosszú ideje figyelik az emberiség történelmét és elérkezettnek látják az időt, hogy elfoglalják maguknak a bolygót…                                                                                 |     |                                                                           |                 |                              |                   |
| 271. | 7.  | The Pyramid at the End of the World (Piramis a világ végén)               | Daniel Nettheim | Peter Harness, Steven Moffat | 2017. május 27.   |
| A szerzetesek hatalomátvételi terve a végéhez közeledik. Egy piramist építenek fel egy háborús zóna közepén, ahol a világ nagyhatalmainak hadseregei farkasszemet néznek egymással. Most viszont össze kell fogniuk a Doktor irányítása alatt, aki a vészhelyzeti protokoll értelmében ismét a Föld Elnöke címet viseli. A szerzetesek terve azonban hibátlan, az emberiség pusztulása elkerülhetetlen, egyedül ők azok, akik segíthetnek, ezért azonban nagy árat kell fizetni: át kell adni nekik a bolygó feletti hatalmat. |     |                                                                           |                 |                              |                   |
| 272. | 8.  | The Lie of the Land (Világi nagy hazugság)                                | Wayne Yip       | Toby Whithouse               | 2017. június 3.   |
| A Föld elesett és az emberiség történelmét a kezdetekig visszamenőleg átírták a Szerzetesek. Mindenhol ott vannak, mindent szemmel tartanak és mindent ők irányítanak. Aki ellenszegül, azt eltávolítják a képből. Ezekben a sötét időkben lenne a leginkább szükség a Doktorra, de minden úgy fest, hogy a kétezer éves Idő Lord a Szerzetesek oldalára állt. Bill elhatározza, hogy kideríti az igazságot, de útja végén szembe kell néznie a Doktorral, aki végül sérülései miatt regenerációra kényszerül… Vagy mégsem? Mi igaz és mi nem? Mi a valóság és mi a Szerzetesek kitalációja? Egy valami biztos: a zsarnokok uralma a végéhez közeledik. |     |                                                                           |                 |                              |                   |
| 273. | 9.  | The Empress of Mars (A Mars császárnője)                                  | Wayne Yip       | Mark Gatiss                  | 2017. június 10.  |
| A Doktor és csapata a Marsra érkeznek a 19. században. Brit katonák állomásoznak a Vörös Bolygó katakombarendszerében és egy általuk megmentett Jégharcos fegyverével fúrásokat végeznek, hogy megtalálják a Mars kincseit. Kincsek helyett azonban Iraxxa, a Mars Császárnőjének sírját találják meg. A sírok azonban a Jégharcosoknál csupán hibernálórendszerek, így hamarosan Iraxxa felébred és a teljes seregét is kiolvasztja, hogy véget vessen a betolakodók életének. A rész közvetlen előzménye az 1972-es The Curse of Peladon c. történetnek.                                                                                              |     |                                                                           |                 |                              |                   |
| 274. | 10. | The Eaters of Light (A fényevők)                                          | Charles Palmer  | Rona Munro                   | 2017. június 17.  |
| A Doktor és két társa a mai napig tisztázatlan körülmények között elveszett, Kilencedik Légió nyomába erednek az ókori Skóciában, de későn érkeznek. A Légió már elesett, utolsó csatájuk helyszínén viszont még friss a vér, így a csapat tovább kutat. A nyomok egy Tér-Idő nyíláshoz vezetnek, ahonnan a csillagok fényén élősködő lények leselkednek a világunkra, és ha célt érnek, magukkal rántják a Napot. Mi köze a lényeknek a Légió eltűnéséhez? Milyen áldozat árán fékezhetőek meg, ha egyáltalán megfékezhetőek valahogy? |     |                                                                           |                 |                              |                   |
| 275a. | 11. | World Enough and Time (Part 1) (Ha több volna az év, a föld... (1. rész)) | Rachel Talalay  | Steven Moffat                | 2017. június 24.  |
| A Doktor elhatározza, hogy elérkezett az idő, hogy Missy bebizonyítsa, hogy tényleg jó útra tért. A Doktor legősibb nemezise Bill és Nardole társaságában, magát Doktornak kiadva érkezik meg egy fekete lyuk szélén rekedt gigászi méretű űrhajóra, hogy segítséget nyújtson. A dolgok azonban nem úgy alakulnak, ahogy azt tervezték. Eldördül egy lövés, és a feje tetejére áll minden. Az űrhajó különböző részein másképp telik az idő, a mélyben pedig egy Mondasi tudós készen áll a Cybermen-ek első tesztalanyának elkészítésére… |     |                                                                           |                 |                              |                   |
| 275b. | 12. | The Doctor Falls (Part 2) (A Doktor elesik (2. rész))                     | Rachel Talalay  | Steven Moffat                | 2017. július 1.   |
| A Doktor eddigi élete valaha volt legkilátástalanabb helyzetébe kerül, amikor örök nemezise, a Mester két külön inkarnációjával találja magát szemben. A két Mester élete azonban rövidesen a Doktor kezébe kerül, amikor az űrhajón létrejövő Cyberman sereg célba veszi a három Idő Lordot. Egyetlen megoldás a menekülés és az ideiglenes szövetség, de mindhárman tudják, hogy ez nem tarthat sokáig. A kiborg csapatok követik az időutazókat és elérkezik a végső összecsapás. A Doktor végzetes sebesülést kap, de megtagadja magától a regenerációt. Ki segíthet neki megváltoztatni döntését, ha nem saját maga?                               |     |                                                                           |                 |                              |                   |

##### Különkiadás (2017)
| # | Cím                                                                                         | Rendező        | Író           | Premier            |
| --- | ------------------------------------------------------------------------------------------- | -------------- | ------------- | ------------------ |
| 276. | Twice Upon a Time (Christmas special) (Kétszer volt, hol nem volt (karácsonyi különkiadás)) | Rachel Talalay | Steven Moffat | 2017. december 25. |
| A Doktor miután megtagadja magától a regenerációt és elfogadja végzetét, szembetalálkozik legelső inkarnációjával, aki készen áll arra, hogy jobb belátásra bírja jövőbeli énjét. A két Doktor közös kalandját követően mindketten a regeneráció mellett döntenek, melynek eredménye a 12. Doktor számára meglepő eredménnyel zárul. Regenerációja beteljesülését követően az újjászületett Idő Lord azt konstatálja, hogy nő neművé változott, de sok gondolkodási ideje nincs, mivel a TARDIS kiveti magából és zuhanni kezd a Föld felé… |                                                                                             |                |               |                    |

### Tizenharmadik Doktor – Jodie Whittaker
A Tizenharmadik Doktor a Doktor nevezetű Idő Lord tizenötödik inkarnációja, valamint második regenerációs ciklusának második inkarnációja. Minden eddigi inkarnációjától eltérően ő a legelső nőnemű Doktor. Jellemét tekintve egy lelkes tanárnőre emlékeztet, akinek feltett szándéka, hogy bemutassa az univerzum csodáit utazótársainak. Szeret magában beszélni és szereti a kötött sapikat. Később a Mester újbóli felbukkanása és szülőbolygójáról kapott szomorú hírei sokat árnyalták jókedélyű személyiségét. Sokszor mondogatja hogy: briliant(briliáns) Regenerációjának oka a mesterrel való utolsó összecsapás volt, aki egy lézernyalábbal ölte meg.

#### Tizenegyedik új (37.) évad (2018)
| Sor. | Év. | Cím                                                           | Rendező           | Író                              | Premier            |
| --- | --- | ------------------------------------------------------------- | ----------------- | -------------------------------- | ------------------ |
| 277. | 1.  | The Woman Who Fell to Earth (A Földre pottyant nő)            | Jamie Childs      | Chris Chibnall                   | 2018. október 7.   |
| Egy Tzim-Sha nevű stenza harcos érkezik a Földre, hogy levadásszon egy kijelölt célpontot. A vadászatba viszont rövidesen beleavatkozik a Földre zuhant Doktor, aki a regeneráció utóhatásaitól hamar magához térve felveszi a harcot ismét a gonosszal. Az események közben új barátokra lel, akiknek az élete viszont veszélybe kerül a TARDIS felkutatása közben… |     |                                                               |                   |                                  |                    |
| 278. | 2.  | The Ghost Monument (A kísértet emlékmű)                       | Mark Tonderai     | Chris Chibnall                   | 2018. október 14.  |
| A Doktor és három újdonsült társa a hideg űrben lebegnek magatehetetlenül amikor arra járó űrhajók szedik fel a bajbajutottakat. A sikeres megmenekülést követően egy verseny közepébe csöppennek, melynek célja, hogy megtalálják a titokzatos Kísértet Emlékművet. Az emlékműről senki sem tud semmit, viszont amikor a Doktor megpillantja, egy pillanatra mindkét szíve kihagy egy ütemet a meglepettségtől… |     |                                                               |                   |                                  |                    |
| 279. | 3.  | Rosa (Rosa)                                                   | Mark Tonderai     | Malorie Blackman, Chris Chibnall | 2018. október 21.  |
| Rosa Parks egykori ellenszegülése az elnyomással olyan folyamatokat indított el, melyek nélkül ma egy egészen más világ lenne. Ezt az egészen más világot akarja létrehozni egy, a jövőből jött illető, akinek feltett szándéka megakadályozni Rosa-t, hogy szembeszegüljön a törvénnyel. Ide érkezik a Doktor és csapata is, akiknek pedig feltett szándékuk megakadályozni ezt a bizonyos illetőt a történelem megváltoztatásában. |     |                                                               |                   |                                  |                    |
| 280. | 4.  | Arachnids in the UK (Az Egyesült Királyság pókjai)            | Sallie Aprahamian | Chris Chibnall                   | 2018. október 28.  |
| Sheffield városában egyre aggasztóbb tevékenységeket folytatnak a pókok. Nem elég, hogy furcsán viselkednek, de drasztikus növekedésbe is kezdenek egy bizonyos Mr. Robertson tulajdonában lévő, megnyitás előtt álló szálloda környékén. A Doktor és társai elhatározzák, hogy utánajárnak a dolgoknak és megoldják a város pók problémáit. |     |                                                               |                   |                                  |                    |
| 281. | 5.  | The Tsuranga Conundrum (A Tsuranga-rejtély)                   | Jennifer Perrott  | Chris Chibnall                   | 2018. november 4.  |
| A Doktor egy Tsuranga nevű űrkórházba keveredik társaival, ahol egy veszélyes behatolóval kell szembenézniük. Egy aprócska űrlény került fel a kórházhajóra, ami képes bármin és bárkin átrágni magát. Az űrhajó tulajdonosai nem engedhetik meg, hogy a lény elérje a civilizációt, így az egyetlen megoldás az űrhajó megsemmisítése, mindennel és mindenkivel a fedélzetén. A Doktornak versenyt kell futnia az idővel, ha ki akar keveredni a szorult helyzetből és megmenteni az utasokat… |     |                                                               |                   |                                  |                    |
| 282. | 6.  | Demons of the Punjab (Pandzsáb démonjai)                      | Jamie Childs      | Vinay Patel                      | 2018. november 11. |
| Yasmin Khan, a Doktor útitársa arra kéri az Idő Ladyt, hogy vigye el őt a szülőhazájába, hogy találkozhasson a nagyszüleivel fiatalon. A Doktor teljesíti útitársa kívánságát, így Pandzsábba érkeznek, 1947-be. Az indiai kis településen azonban oda nem illő dolgok történnek, melyeknek a hátterébe démonszerű idegen lények állnak… |     |                                                               |                   |                                  |                    |
| 283. | 7.  | Kerblam! (Kerblam!)                                           | Jennifer Perrott  | Pete McTighe                     | 2018. november 18. |
| A TARDIS utasai csomagot kapnak a "Kerblam!" nevű intergalaktikus postaszolgálat egyik robotjától. A csomagban egy segélykérő üzenet van, így a Doktor és csapata rögvest a Kerblam központba utazik, ahová munkásként beintegrálódva nyomozásba kezdenek. Útjuk a postakomplexum mélyére vezet, ahol egy teljes robothadsereg áll készen gyilkos küldetésük végrehajtására… |     |                                                               |                   |                                  |                    |
| 284. | 8.  | The Witchfinders (Boszorkányvadászok)                         | Sallie Aprahamian | Joy Wilkinson                    | 2018. november 25. |
| A Doktor és csapata jelentős problémába csöppen 1612-ben, amikor is nemkívánatos vendégeknek titulálják őket egy boszorkányper kellős közepén. A Doktor a pszichikus papír segítségével próbál kimászni a galibából de a helyi elöljárók nem veszik komolyan, mivel nő. A bonyodalmat tovább súlyosbítja a helyszínre érkező I. János király, akinek feltett szándéka, hogy leszámoljon minden egyes boszorkánnyal, melynek eredményeképp a Doktor is a vádlottak közé kerül rövidesen. |     |                                                               |                   |                                  |                    |
| 285. | 9.  | It Takes You Away (Elvisz)                                    | Jamie Childs      | Ed Hime                          | 2018. december 2.  |
| Az időutazók útja a jelenkori Norvégiába vezet éppen, ahol egy vak kislánnyal találkoznak, aki szemlátomást egyedül él egy aprócska deszkaházban az erdő közepén. A Doktor, Yas, Graham és Ryan nyomozásba kezdenek, melynek eredményeként egy tükrön keresztül egy másik világba csöppennek. Hosszú, sötét barlangrendszereken keresztül kell utazniuk, hogy megérkezzenek a tükör túloldalára, egy világba, ami majdnem pontos mása az eredetinek. A kislány elveszett szülei is itt vannak, mindenki boldog, de a Doktor érzi, hogy valami nincs rendben ezzel a tökéletesnek tűnő tükörvilággal. |     |                                                               |                   |                                  |                    |
| 286. | 10. | The Battle of Ranskoor Av Kolos (A Ranskoor Av Kolos-i csata) | Jamie Childs      | Chris Chibnall                   | 2018. december 9.  |
| A Doktor és útitársai a Ranskoor Av Kolos bolygóra érkeznek, ahol egy rég nem látott, felettébb kellemetlen, régi ismerősbe botlanak bele. Tzim Sha, a stenza harcos, akit a Doktor már egyszer legyőzött, most bosszút esküdött az Idő Lady és társai ellen. Korábbi bukását megtorolván elhatározza, hogy az idegen bolygón rendelkezésére álló fegyverek segítségével elpusztítja a Földet, ehhez azonban a Doktornak is lesz egy pár szava… |     |                                                               |                   |                                  |                    |

#### Különkiadás (2019)
| # | Cím                                                           | Rendező   | Író            | Premier         |
| --- | ------------------------------------------------------------- | --------- | -------------- | --------------- |
| 287. | Resolution (New Year special) (Fogadalom (újévi különkiadás)) | Wayne Yip | Chris Chibnall | 2019. január 1. |
| Évszázadokkal ezelőtt, középkori harcosok leszámoltak egy gonosz entitással, melynek darabjait szétszórták Anglia szerte több, távoli ponton. A 21. században a lény feléled és összeszedi testének maradványait, hogy új erőre kapva véghez vigye azt, amit oly sok évvel ezelőtt elkezdett. A Doktor és csapata felveszi a harcot a lénnyel, ami mint kiderül, nem is olyan ismeretlen a Doktor számára. |                                                               |           |                |                 |

#### Tizenkettedik új (38.) évad (2020)
Az évad átívelő története Gallifrey pusztulásával, az Időtlen Gyermekkel és az univerzumban magányosan bolyongó Cyberman körül forog, akit a Doktornak mindenképpen el kell kerülnie.
| Sor. | Év. | Cím                                                                     | Rendező            | Író                            | Premier           |
| --- | --- | ----------------------------------------------------------------------- | ------------------ | ------------------------------ | ----------------- |
| 288a. | 1.  | Spyfall – Part One (Kémeső – Első rész)                                 | Jamie Magnus Stone | Chris Chibnall                 | 2020. január 1.   |
| Világszerte érkeznek különös eltűnésekről szóló hírek, melyekben egy a közös: az eltűnt személyek mind kémek és titkos ügynökök. Az MI6 segítséget kér a Doktortól és az akció lebonyolításában segítségére bocsájtják a titokzatos O ügynököt, aki Ausztráliában várja a Doktort és csapatát. A Doktor és O nyomozni kezdenek, melyet megzavarnak kísérteties, fehér fényben izzó idegen lények, akik az eltűnések mögött állnak. A lényekkel történt konfrontáció után a csapat forró nyomra bukkan, amely Daniel Barton, üzletember elit partyjára vezeti őket. Barton lebukik és elmenekül egy repülőgéppel, ahová a Doktor és társai is követik, azonban a gépen nem várt komplikációk adódnak, amely életveszélyes helyzetbe hozzák annak utasait, amikor zuhanni kezd a Föld felé… |     |                                                                         |                    |                                |                   |
| 288b. | 2.  | Spyfall – Part Two (Kémeső – Második rész)                              | Lee Haven Jones    | Chris Chibnall                 | 2020. január 5.   |
| A Doktor legősibb nemezise, a Mester visszatért és mesteri tervének köszönhetően a Doktor a tér-idő egy nagyon távoli pontján köt ki, társai pedig a repülőbalesetet túlélve világszerte körözött személyekké vállnak. A Doktor kiutat talál szorult helyzetéből és egy évszázadokon átívelő üldözésbe bonyolódik ősi riválisával. A szálak végül összefutnak a jelenben, ahol a Doktor egyszerre két ellenséggel kell, hogy szembenézzen, a vakító fényben izzó kasaavinokkal és a rettenetesen dühös Mesterrel. A szorult helyzet megoldódik, de a Doktor nem pihenhet, mivel útja szülőbolygójára, a Gallifreyre vezet, ahol szörnyű dolgokkal kell szembenéznie… |     |                                                                         |                    |                                |                   |
| 289. | 3.  | Orphan 55 (Orphan 55)                                                   | Lee Haven Jones    | Ed Hime                        | 2020. január 12.  |
| A TARDIS utasai nagy örömükre egy üdülőutat nyernek a Tranquility Spa üdülőbolygóra, ahová rövidesen meg is érkeznek. Az öröm leírhatatlan, szikrázó napfény, kellemes idő, tengerpart, koktélok, minden, ami csak kell egy nagyszerű nyaraláshoz. A pihenésre szüksége is lenne a csapatnak az elmúlt idők megpróbáltatásait követően, azonban rövidesen kiderül, hogy nem minden az, mint aminek látszik. A bolygó, amin vannak igazából az Orphan 55, egy poszt-apokaliptikus planéta, ami sok titkot rejt magában, olyan titkokat, melyek rendkívül sokkolóan hatnak az időutazókra, amikor realizálják a helyzet súlyosságát. |     |                                                                         |                    |                                |                   |
| 290. | 4.  | Nikola Tesla's Night of Terror (Nikola Tesla rémületes éjszakája)       | Nida Manzoor       | Nina Metivier                  | 2020. január 19.  |
| A Doktor és csapata ezúttal Nikola Tesla és Thomas Edison ellenségeskedésének közepébe csöppennek. Teslát megtámadják az otthonában, a nyomok pedig egyenesen Edison műhelyébe vezetnek. A Doktor elhatározza, hogy utánajár a dolognak, mielőtt még visszafordíthatatlan galiba keletkezne a történelemben, azonban legnagyobb meglepetésére mégsem Edison a bajkeverő, hanem egy földönkívüli űrhajó, amely kapitányának feltett szándéka, hogy magával vigye Teslát az űrbe, hogy saját céljaira használhassa a feltaláló tudását. |     |                                                                         |                    |                                |                   |
| 291. | 5.  | Fugitive of the Judoon (A Judoonok szökevénye)                          | Nida Manzoor       | Vinay Patel, Chris Chibnall    | 2020. január 26.  |
| A Judoon űrrendőrség a Földre érkezik, hogy megtaláljanak egy veszélyes, földön kívüli szökevényt. Az erőszakos hadművelet során veszélybe kerül egy helybeli nő, Ruth Clayton élete, akit a Doktor menekít ki a bajból. Időközben egy réges-régen elveszett űrügynök teleportálja hajójára a Doktor útitársait, hogy egy fontos üzenetet küldjön régi barátja számára. A Doktor a Földön szembeszáll a Judoonokkal, de rövidesen felgyorsulnak az események, megjelenik saját magának egy ismeretlen inkarnációja és a két Doktor együttesen néz szembe a Judoon osztag megbízójával, aki szintén a Gallifreyről származik. Ki lehet a Doktor ismeretlen inkarnációja? Ki a Magányos Cyberman és miért kell a Doktornak mindenképpen elkerülnie? A megoldatlan kérdések sora folytatódik… |     |                                                                         |                    |                                |                   |
| 292. | 6.  | Praxeus (Praxeus)                                                       | Jamie Magnus Stone | Pete McTighe, Chris Chibnall   | 2020. február 2.  |
| A Föld különböző pontjain titokzatos, fekete madárrajok jelennek meg, melyek egy veszélyes, földön túli betegséget terjesztenek, a Praxeust. Azon személyek, akik megfertőződnek a vírussal rövidesen csontszerű elváltozásokat tapasztalnak a bőrükön, elvesztik eszméletüket és porfelhővé robbannak szét. Az idő sürget, így a Doktornak mindenképpen cselekednie kell, mégpedig gyorsan, hogy megelőzze a világméretű járványt. Útja egy Madagaszkári kutatóállomásra vezet, ahol fény derül a Praxeus eredetére, az Idő Lady és csapata pedig csak remélhetik, hogy nem késtek el a gyógymód megtalálásával… |     |                                                                         |                    |                                |                   |
| 293. | 7.  | Can You Hear Me? (Hall engem valaki?)                                   | Emma Sullivan      | Charlene James, Chris Chibnall | 2020. február 9.  |
| Egy emberfeletti, istenszerű lény érkezik a Földre és különös rémálmokat generál a Doktor társai számára. Az Idő Lady elhatározza, hogy kezébe veszi a dolgokat és a lény után indul, így a szíriai Aleppóban kötnek ki, ahol egy szörnyeteg terrorizálja a helyieket. Vagy mégsem? Mi igaz és mi illúzió? A nyomozás folytatódik, egyenesen a távoli világűrbe, ahol két összeütközni készülő bolygó között egy másik, istenszerű lényt tartanak fogva, aki ha kiszabadul sosem látott katasztrófa következhet be a világban… |     |                                                                         |                    |                                |                   |
| 294. | 8.  | The Haunting of Villa Diodati (A Diodati-villa szellemei)               | Emma Sullivan      | Maxine Alderton                | 2020. február 16. |
| A Doktor és társai a Diodati-villába érkeznek, pontosan arra az éjszakára, amikor Lord Byron meginvitálta Mary és Percy Shelleyt, hogy horror történetekkel szórakoztassák egymást. A valóság azonban egészen mást mutat. Nyoma sincs storyzgatásnak, így a Doktornak kell ismét helyére billentenie a történelem folyását. Ekkor azonban vakító villanással megjelenik a lény, amivel kapcsolatban Jack Harkness kapitány figyelmeztette a Doktort: a Magányos Cyberman. A kiborg katona páncélzata hiányos, sérült, a benne lévő lény pedig érzelemblokkoló híján tele van dühvel és pusztítani akar. A célja nem más, mint Percy Shelley, aki egy nem mindennapi, idegen anyagot talált pár napja a kertben, egy anyagot, amire a kiberkatonának mindenképpen szüksége van fajának feltámasztásához… |     |                                                                         |                    |                                |                   |
| 295a. | 9.  | Ascension of the Cybermen (Part 1) (A kiborgok felemelkedése (1. rész)) | Jamie Magnus Stone | Chris Chibnall                 | 2020. február 23. |
| Ashad, a Magányos Cyberman megszerezte a Cyberiumot, így visszatér a távoli jövőbe, a Nagy Kiberháborúk utáni időbe. A Doktor és társai is ide érkeznek, majd csatlakoznak az univerzum utolsó embereihez, hogy közösen vegyék fel a harcot a feltámadni készülő Cybermanekkel. Ashad felébreszti harcostársait hosszú hibernációjukból és minden a terve szerint alakul. A Doktor eközben külön utakon jár és megérkezik egy Ko Shama nevezetű helyre, ahol egy titokzatos Határ fodrozódik a tengerparton, melyen az azt őrző öregember szerint el lehet menekülni egy biztonságos helyre. Ő az egyetlen hátramaradott, aki elvezeti ide a menekülteket. A Határ a Doktor előtt is megnyílik, de legnagyobb megdöbbenésére Gallifrey romjait találja mögötte és örök nemezisét, a Mestert… |     |                                                                         |                    |                                |                   |
| 295b. | 10. | The Timeless Children (Part 2) (Az Időtlen Gyermekek (2. rész))         | Jamie Magnus Stone | Chris Chibnall                 | 2020. március 1.  |
| A Mester magával viszi a Doktort Gallifreyre. Az egykori Citadella romjai között eljutnak a Mátrix nevezetű géphez, amely virtuális valóságként tárolja az Idő Lordok minden tudását. A Mester csapdába ejtve a Doktort arra kényszeríti, hogy végignézze az igazságot fajuk létrejöttéről és Gallifrey felépüléséről. Minden mögött az Időtlen Gyermek áll, akinek kilétét felfedve minden megváltozik, amit a Doktor eddig igazságnak vélt. Mindeközben Ashad és frissen feléledt Cyberman légiója is megérkezik Gallifreyre, de hamar belesétálnak a Mester csapdájába. Az Idő Lordnak nagy tervei vannak a Cybermanekkel és Ashad vezetői szerepét átvéve belekezd világuralmi tervének megvalósításába. A Doktor csapdába esett a Mátrixban, útitársai utolsó leheletükig küzdenek a Cybermanekkel, a Mester pedig a Cyberium anyaggal összeolvadva olyan dolgokat szabadít a világra, amik lényegében elpusztíthatatlan katonákként képesek letarolni mindent és mindenkit… |     |                                                                         |                    |                                |                   |

#### Különkiadás (2021)
| # | Cím                                                                                        | Rendező         | Író            | Premier         |
| --- | ------------------------------------------------------------------------------------------ | --------------- | -------------- | --------------- |
| 296. | The Revolution of the Daleks (New Year special) (A Dalekok forradalma (újévi különkiadás)) | Lee Haven Jones | Chris Chibnall | 2021. január 1. |
| A Doktor az univerzum peremén, egy Judoon börtönben tölti élete végéig tartó rabságát, ahonnan Jack Harkness kapitány segítségével tud csak kiszabadulni és visszatérni rég nem látott útitársaihoz. Elfogása óta azonban 10 hónap telt el és minden megváltozott. Társai elhidegültek tőle, úgy érzik, hogy cserben hagyta őket. A belső konfliktus kibogozására azonban nincsen sok idejük, mivel egy régi ismerősük egy megsemmisített dalek páncélt mintaként használva hadsereget kezdett gyártani, ami az egész bolygóra veszélyt jelent. Akkora veszélyt, amivel még a Doktor sem tud megbirkózni. Legalábbis egyedül biztosan nem… |                                                                                            |                 |                |                 |

#### Tizenharmadik új (39.) évad (2021)
A "Flux" alcímet viselő évad rendhagyó módon csupán 6 részből áll, ezek pedig egyetlen, összefüggő történetet alkotnak.
| Sor. | Év. | Cím                                                                             | Rendező            | Író                             | Premier            |
| --- | --- | ------------------------------------------------------------------------------- | ------------------ | ------------------------------- | ------------------ |
| 297a. | 1.  | Chapter One: The Halloween Apocalypse (Első fejezet: A halloweeni apokalipszis) | Jamie Magnus Stone | Chris Chibnall                  | 2021. október 31.  |
| A Doktor, hogy fényt derítsen eltitkolt múltjának részleteire nyomozásba kezd az Idő Lord Divízió után. Útja egy Karvinista nevezetű kutya szerű, humanoid lényhez vezet, aki egykor kapcsolatban állt a Divízióval, de nem hajlandó segíteni a Doktornak. Időközben az univerzum egy távoli pontjában, egy speciális erővel védett helyen, a Divízió egy bebörtönzött foglya, egy Raj nevezetű entitás béklyóit letörve kiszabadul és rászabadítja a világmindenségre a mindent eltörölni képes Fluxot. A Flux szempillantás alatt terjeszkedni kezd, sorra emészt fel bolygókat, naprendszereket, teljes civilizációkat és senki nem képes megfékezni a mérhetetlen pusztításában. Raj telepatikus kapcsolatot létesít a Doktorral és figyelmezteti, hogy őt is utoléri hamarosan a Flux, ahogy a Földet és az emberiséget is. A Doktorra és útitársaira hárul hát a feladat, hogy megfékezzék Rajt és a Fluxot és megmentsék az univerzumot a teljes pusztulástól. |     |                                                                                 |                    |                                 |                    |
| 297b. | 2.  | Chapter Two: War of the Sontarans (Második fejezet: A szontárok háborúja)       | Jamie Magnus Stone | Chris Chibnall                  | 2021. november 7.  |
| A Flux hatására zavar keletkezik az időben, melynek következtében a Doktor és társai szétszóródnak az univerzum különböző pontjain. Dan hazaérkezik a jelenbe, de nem várt, furcsa változásokat kell tapasztalnia az általa ismert világban. A Doktor a múltba kerül, egészen pontosan a krími háború kellős közepébe, de a háború valahogy megváltozott. A brit katonák a semmiből felépült Szontár Birodalom elsöprő erejével küzdenek minden esély nélkül. A fejlett szontár technológia hatására a csatatér hamarosan vérfürdővé válik és a Doktorra hárul a feladat, hogy helyrehozza az időben keletkezett sebeket. Mindeközben a Doktor másik társa, Yaz az Idő Bolygóján találja magát, ahol egy Vinder nevezetű űrhajóssal kezdenek hozzá a titokzatos Atropos templom feltárásának, azonban nem is sejtik, hogy egyenesen Raj karmai közé sétálnak… |     |                                                                                 |                    |                                 |                    |
| 297c. | 3.  | Chapter Three: Once, Upon Time (Harmadik fejezet: Egyszer, valamikor)           | Azhur Saleem       | Chris Chibnall                  | 2021. november 14. |
| A Doktor, hogy megmentse társait Rajtól idővihart gerjeszt Atropos templomában, melynek következtében Yaz, Dan és Vinder a saját életük idővonalán szóródnak szét, újraélve múltjuk emlékeit és jövőjük látomásait. Az idővihar bár megfelelő eszköznek bizonyult Raj pusztító erejének késleltetésére, de olyan nem várt következményeket eredményez, amelyre még a Doktor sem számított: a síró angyalok is megérzik a vihar időenergiáját és célba veszik a Doktor társait. A vihar a Doktorra is hatással van, aki szintén az idővonalának egy ismeretlen pontjára kerül, amikor is egy ismeretlen inkarnációja az Idő Lord Divízió ügynökeként szembeszáll Rajjal és Azúrral Atropos templomában. A Doktor ráeszmél, hogy ennek az emléknek a hatására fontos információkat szerezhet a Divízióról és saját, eltitkolt múltjáról, azonban Atropos papjai, a Mourik kiszakítják az emlékből, hogy megmentsék az életét, ezzel viszont újra a jelenbe kerül társaival, ahol Rajjal és Azúrral kell ismételten szembenézniük… Mindeközben Bel, egy titokzatos lány, az univerzum egy távoli pontján útra kél, hogy a Flux által letarolt galaxisban megtalálja elveszett szerelmét, az Atropos templomban életéért küzdő Vindert. Útja viszont nem egyszerű, mivel a világegyetem romjai között a megmaradt bolygókon dalekok, cybermanek és szontáriak kezdik meg hódító hadjáratukat, hogy megszerezzék maguknak azt, ami a Flux után az univerzumból megmaradt… |     |                                                                                 |                    |                                 |                    |
| 297d. | 4.  | Chapter Four: Village of the Angels (Negyedik fejezet: Az angyalok faluja)      | Jamie Magnus Stone | Chris Chibnall, Maxine Alderton | 2021. november 21. |
| Egy síró angyal támadja meg a TARDIS-t, melynek hatására a Doktor és társai egy Medderton nevezetű faluba érkeznek 1967-ben. A kísérteties környéken sorra tűnnek el az emberek és más furcsaságok is felütik a fejüket. Minden mögött az angyalok állnak, akik ellepték a falut és egy Claire Brown nevű nőre vadásznak, akit a jelenből juttattak ide már korábban. A Doktor Claire segítségére siet, de arra kell rájönnie, hogy Claire már elkezdett angyallá formálódni, aminek csak egy oka lehet: Claire testében egy valódi síró angyal rejtőzött el. A Doktor elhatározza, hogy kapcsolatba lép a lénnyel. Az angyal közli a Doktorral, hogy menekül és a segítségére van szüksége, mivel a faluban hemzsegő angyalok a Divízió vadászai, akik őt vették célba a tudása miatt. Az angyal felajánlja a Doktornak, hogy mindent elmond számára a Divízióról és eltitkolt múltjáról, amennyiben kijuttatja ebből a szorult helyzetből. A Doktor és az angyal munkához is látnak, azonban a különös szövetség nem várt fordulatokat tartogat a számukra… |     |                                                                                 |                    |                                 |                    |
| 297e. | 5.  | Chapter Five: Survivors of the Flux (Ötödik fejezet: A Flux túlélői)            | Azhur Saleem       | Chris Chibnall                  | 2021. november 28. |
| A Doktor társai az angyalokkal történt incidenst követően 1904-ben rekedtek, ahol elhatározzák, hogy kinyomozzák a világ végének pontos eljövetelét, hogy még időben felléphessenek ellene. Útjuk során sokadszorra is összefutnak egy különös, Joseph Williamson nevű emberrel, aki rövid időn belül kulcsfontosságú tényező lesz küldetésük teljesítéséhez. Időközben az angyalok által fogságba ejtett Doktort a Divízió űrhajójára szállítják, ami az univerzumok közötti, üres térben állomásozik. A Doktor végre találkozik a Divízió vezetőjével, akiről kiderül, hogy nem más, mint Tecteun, Gallifrey alapítója és az Időtlen Gyermek megtalálója. Tecteun hozta létre a Fluxot, hogy eltörölje az univerzumot, amibe a saját nézőpontja szerint már túlságosan sokszor kontárkodott bele a Doktor. Tecteun szerint az univerzum menthetetlen, ezért a Divízió hajójára összegyűjtött minden jelentős dolgot, amit megőrizni kíván egy új univerzumban, elszabadította a Fluxot, a Doktort pedig azért hozatta ide, hogy ne állíthassa meg a tervét. A Doktor még ebben a szorult helyzetben is küzdeni próbál, Tecteun viszont mindenre felkészült: felajánlja a Doktor számára azt az Idő Lord zsebórát, amelyben a Doktor elveszett emlékei kerültek eltárolásra, cserébe, ha vele tart az új univerzumba és elfogadja a régi világ elkerülhetetlen pusztulását…                                                                                         |     |                                                                                 |                    |                                 |                    |
| 297f. | 6.  | Chapter Six: The Vanquishers (Hatodik fejezet: A győztesek)                     | Azhur Saleem       | Chris Chibnall                  | 2021. december 5.  |
| A Doktor fizikai megtestesülése az univerzumok közötti térben három részre szakad, melynek következtében egyszerre tudja felvenni a harcot a Földet elfoglalni készülő szontáriakkal, a barátait fenyegető Nagy Kígyó nevű entitással és az éppen reá vadászó Rajjal és Azúrral is. A Flux időközben teljesen körbeveszi a Földet védő Lupari-pajzsot, amit a szontáriak kihasználva kelepcébe csalják ősi riválisaikat, a dalekokat és a cybermaneket, azonban a Doktor épp időben érkezik, hogy megállítsa a militarista klónhadsereget. A többfrontos küzdelem folytatódik, az emberi faj ellenállását vezető, egykori UNIT főnök, Kate Stewart is kiveszi a részét a munkából, de nincs könnyű helyzetben, mivel a Nagy Kígyó feltett szándéka, hogy a nyomára bukkanjon és eltörölje a létezését. Mindeközben a három Doktor mentális kapcsolatot létesít egymással és közös tervet kovácsolnak, ám sok idejük nincs, mivel Raj beindítja a végső Flux eseményt, hogy végleg eltörölje a világegyetem maradékát. Az univerzum hattyúdalát Azúrral és a foglyul ejtett Doktorral Atropos templomából kívánja végignézni, azonban az Idő bolygóján a megelevenedett Idő saját akarata szerint kívánja formálni az események folyását. Képes-e a három Doktor megmenteni a világegyetemet? Vagy a Divízió által kreált Flux bevégzi a feladatát? Minden az Idő akaratától függ…                                                                                    |     |                                                                                 |                    |                                 |                    |

#### Különkiadások (2022)
2022-ben 3 különkiadás keretében köszön le Jodie Whittaker 13. Doktora, kinek helyét sokak meglepetésére nem más vette át, mint az egykori 10. Doktor, David Tennant.
| Sor. | Év. | Cím                                                                                             | Rendező            | Író                       | Premier           |
| --- | --- | ----------------------------------------------------------------------------------------------- | ------------------ | ------------------------- | ----------------- |
| 298. | 1.  | Eve of the Daleks (New Year special) (A dalekok éjszakája (újévi különkiadás))                  | Annetta Laufer     | Chris Chibnall            | 2022. január 1.   |
| A Doktor, hogy helyreállítsa a Flux által a TARDIS-ban okozott károkat, újraindítja az öreg időgépét, melynek hatására az egy rövid időre használhatatlanná válik. A terv szerint az újraindítás alatt Yazzal és Dannel egy tengerparton múlatják majd az időt, de ez nem így alakul, mivel a folyamat elindítását követően egy raktárépületben találják magukat 2021. december 31-én, éjfél előtt pár perccel. Az épületbe dalekok érkeznek, hogy bosszút álljanak a Doktoron a Flux idején történt cselekedeteiért, és tervük célt is ér, mivel két civil áldozatot követően meggyilkolják Yazt, Dant és még a Doktort is. Az idő viszont újraindul és mindenki visszatér az életbe. Mint kiderül, a TARDIS újraindítása időhurkot hozott létre, ami folyamatosan visszapörgeti az eseményeket, de fokozatosan csökken. A Doktor és társai tanulva korábbi hibáikból tervet kovácsolnak, de ismételten csak a halálukat lelik a dalekok elől menekülve. A macska-egér játszma folytatódik, mind a Doktor és társai, mind a dalekok tanulnak az időhurok eseményeiből, felkészülve a következő alkalmakra. Az idő viszont fogy, közeleg az éjfél, és ha a Doktornak nem sikerül addig előállnia egy működőképes tervvel, az időhurok bezárul, és nem lesz több próbálkozásuk. Hogy indul az új év? A Doktor és társai sikerrel járnak, mire éjfélt üt az óra, vagy a dalekok diadalmaskodnak? |     |                                                                                                 |                    |                           |                   |
| 299. | 2.  | Legend of the Sea Devils (Easter Special) (A tengeri ördögök legendája (húsvéti különkiadás))   | Haolu Wang         | Ella Road, Chris Chibnall | 2022. április 18. |
| A Doktor és társai 1807-be érkeznek egy kínai tengerpartra, ahol hamar a bolygó őslakó gyíkembereivel, a Tengeri Ördögökkel kerülnek szembe. A hüllőlények célja, hogy elárasszák a szárazföldeket és magukénak nevezhessék a teljes planétát. Tervük eléréséhez szükségük van egy kulcskőnek nevezett relikviára, amely segítségével képesek megfordítani a tengeri áramlatokat és a Föld pólusait. A Doktor természetesen elhatározza, hogy megakadályozza a Tengeri Ördögöket tervük elérésében, viszont nem csak a hüllők ellen kell harcolnia most, hanem saját érzéseivel szemben is, melyeket egyik útitársa iránt kezd lassacskán táplálni… |     |                                                                                                 |                    |                           |                   |
| 300. | 3.  | The Power of the Doctor (BBC Centenary Special) (A Doktor ereje (BBC centenáriumi különkiadás)) | Jamie Magnus Stone | Chris Chibnall            | 2022. október 23. |
| A Mester túlélte a Gallifrey-n történt összecsapást és elhatározta, hogy bosszút áll örök riválisán, a Doktoron, mégpedig úgy, hogy bemocskolja a nevét. Célja, hogy elhitesse a világgal, hogy minden, valaha történt katasztrófáért a Doktor a felelős. A Doktor és társai felveszik a harcot a gonosz Idő Lorddal, de arra kell rádöbbenniük, hogy az maga mellé állította a dalekokat és a cybermaneket egyaránt. A Doktor csapdába esik, ahonnan egyedül nem juthat ki élve. Szüksége van minden erejére és korábbi inkarnációinak a segítségére is, hogy felülkerekedjen riválisán, azonban csatájuk kimenetele fatális, így még ha győzelmet is arat, regeneráció a sorsa… |     |                                                                                                 |                    |                           |                   |

### Tizennegyedik Doktor – David Tennant
A Tizennegyedik Doktor a Doktor nevezetű Idő Lord tizenhatodik inkarnációja, valamint második regenerációs ciklusának harmadik inkarnációja. Rendhagyó módon, egy korábbi arcát öltötte fel ismét, előző regenerációját követően. Rendhagyó regenerecáójának oka az volt, hogy tudat alatt meg akarta találni rég elveszett barátját, hogy végre valahára egy nyugodt környezetben megpihenhessen. Inkarnációjának "végét" az Égi Játékkészítő okozta, aki egy lézernyalábbal lyukat égetett a mellkasába, regenerációja azonban zavaros körülmények között bigenerációként ment végbe, tehát az új inkarnációja kiszakadt a testéből, hátrahagyva korábbi énjét, mint önálló entitást. Ezt követően a Tizennegyedik Doktor a Noble családhoz költözött, ahol oly sok kalandot követően végre megpihenhetett. Meg nem erősített információk alapján idővel belőle válik majd a Kurátor néven tevékenykedő Doktor-variáns, akivel a Tizenegyedik Doktor találkozott a Day of the Doctor c. részben.

#### 60. évfordulós különkiadások (2023)
Hosszú idő után ismét készült magyar szinkron a sorozathoz, amely már a premier napjától elérhető a részekhez a Disney+ felületén.
| Sor. | Év. | Cím                                                                                         | Rendező        | Író                                                            | Premier            |
| --- | --- | ------------------------------------------------------------------------------------------- | -------------- | -------------------------------------------------------------- | ------------------ |
| 301. | 1.  | A csillagbestia (60. évfordulós különkiadás) (The Star Beast (60th anniversary special))    | Rachel Talalay | Russell T Davies (Pat Mills és Dave Gibbons története alapján) | 2023. november 25. |
| 15 évvel ez előtt a Doktor meghozott egy súlyos döntést, miszerint vagy kitörli útitársa, Donna minden hozzá kötődő emlékét, vagy a nő meghal. A Doktor az előbbit választotta és eltűnt Donna életéből örökre. Legalábbis az lett volna a terve, hogy örökre. Az események azonban nem várt fordulatot vettek. Regenerációját követően visszatért egy korábbi arca, melynek útja egészen véletlenül egyenesen Donnához vezette őt. Nosztalgiázni szerencsére nincs idejük, mivel egy űrhajó zuhan le London városába, melynek utasa, a Meep nevezetű aprócska lény váratlan fordulatokat hoz az emberiség életébe. A Doktor hirtelen egy intergalaktikus konfliktus közepébe csöppen, amelyet nem képes megoldani egyedül. Szüksége van Donnára, azonban tisztában van vele, hogy ha elfogadja egykori társa segítségét, az könnyen annak az életébe kerülhet… |     |                                                                                             |                |                                                                |                    |
| 302. | 2.  | Vadkék messzeség (60. évfordulós különkiadás) (Wild Blue Yonder (60th anniversary special)) | Tom Kingsley   | Russell T Davies                                               | 2023. december 2.  |
| Egy baleset következtében a TARDIS az univerzum peremére sodródik, egy elhagyatott, gigantikus méretű űrhajó fedélzetén kikötve. A Doktor és Donna kutatni kezdenek a kísérteties helyen, ahol önmagukba botlanak bele. Az alteregókkal azonban valami nincs rendben, a testük furcsa, a beszédük pedig zavaros. A Doktor gyorsan összerakja a képet, miszerint az alakjukat lemásoló, ürességi lények igazodni próbálnak, hogy átvehessék az életüket, elszabadulva a világegyetemben. Ezt az Idő Lord és társa természetesen nem hajlandók megengedni, az idejük azonban fogytán van, mivel a kietlen űrhajón egy gépies hang - egy, még a Doktor számára is ismeretlen nyelven - egyértelműen visszaszámol valaminek az elérkeztéhez… |     |                                                                                             |                |                                                                |                    |
| 303. | 3.  | A kacagás (60. évfordulós különkiadás) (The Giggle (60th anniversary special))              | Chanya Button  | Russell T Davies                                               | 2023. december 9.  |
| A Játékkészítő egy kozmikus lény, akire nem hatnak az univerzum törvényei. Egyetlen célja van: a játék maga, és mindent megtesz annak érdekében, hogy nyerjen. Az Első Doktor azonban annak idején legyőzte őt, most viszont elérkezettnek látta az időt, hogy visszavágót követeljen. A Doktor és a Játékkészítő ismét összecsapnak, melynek eredményeként az állást az égi lény döntetlenre hozza fel. A Doktor azonban ravasz és egy mindent eldöntő játszmára hívja ki ellenfelét, aki elfogadja a kihívást, egy aprócska csavarral: az első játszmát az Első Doktor nyerte, a második játszmát a Tizennegyedik Doktor elvesztette, a végső döntőt a Játékkészítő egyedül a Doktor következő inkarnációjával hajlandó lejátszani. A meglepett Doktornak nincs ideje reagálni az eseményekre, a Játékkészítő egy lézernyalábbal halálos sebet éget az Idő Lord testébe, melynek következtében az regenerálódni kezd, a folyamat azonban sosem látott módon zajlik le, melynek következtében az égi bajkeverő egyszerre két Doktorral találja magát szemben… |     |                                                                                             |                |                                                                |                    |

## A legújabb sorozat (2023-)
Russel T Davies showrunner visszatérését követően elölről kezdte a sorozat évadainak számozását, egyfajta "soft-reboot" jelleggel folytatva azt.

### Tizenötödik Doktor – Ncuti Gatwa
A Tizenötödik Doktor a Doktor nevezetű Idő Lord tizenhetedik inkarnációja, valamint második regenerációs ciklusának negyedik inkarnációja. Inkarnációja rendhagyó módon "bigenerációs" folyamatban jött létre, tehát előző énjéből kiszakadva, különálló entitásként jött a világra, hátrahagyva múltbéli énjét. Jellemét tekintve egy feltalálós, táncolós és humoros Doktor, és sokkal jobban kötődik a musicalhez, mint elődjei, valamint örökölte a Tizenkettedik Doktor szarkazmusát.

#### Különkiadás (2023)
| # | Cím                                                                                          | Rendező       | Író             | Premier            |
| --- | -------------------------------------------------------------------------------------------- | ------------- | --------------- | ------------------ |
| 304. | A Ruby Road-i templom (karácsonyi különkiadás) (The Church on Ruby Road (Christmas special)) | Mark Tonderai | Russel T Davies | 2023. december 25. |
| A Doktor gondtalanul éli traumáktól mentes, új életét, egy napon azonban belebotlik egy különös lányba, akit Ruby Sundaynek hívnak. Ruby egy lelenc, akit 19 évvel ezelőtt, karácsony napján hagytak újszülöttként a Ruby Road-i templom küszöbén, azóta pedig sorra kísérti a balszerencse. A Doktor rájön, hogy a lányt érő csapások forrásai egy aljas, idősikló nép, a goblinok, akik az energiáin élősködnek. A Doktor borsot tör a goblinok orra alá és véget vet ámokfutásuknak, azonban azok kíméletlenül visszavágnak, és az idő repedésein keresztül visszamennek 19 évet a múltba, hogy végezzenek Rubyval. A jelen hirtelen megváltozik, Ruby megszűnik létezni és mindenki, akihez köze volt, kifordul önmagából. A Doktorra hárul a feladat, hogy helyrehozza a jelent, így hát a múltba utazik, hogy megmentse újdonsült társát a goblinok karmai közül… |                                                                                              |               |                 |                    |

#### Első legújabb (40.) évad (2024)
Az évad központi rejtélye Ruby származásával és egy Susan nevű titokzatos, idős nő folytonos felbukkanásaival kapcsolatos.
| Sor. | Év. | Cím                                                                  | Rendező               | Író                        | Premier          |
| --- | --- | -------------------------------------------------------------------- | --------------------- | -------------------------- | ---------------- |
| 305. | 1.  | Űrbabák (Space Babies)                                               | Julie Anne Robinson   | Russel T Davies            | 2024. május 11.  |
| A Doktor és Ruby boldogan barangolnak keresztül téren és időn, míg véletlenül meg nem érkeznek egy lerobbant űrállomásra. A Doktor rájön, hogy egy babafarmra érkeztek, ahol az emberiség gyermekeket tenyészt távoli kolóniáira. Rövidesen bele is futnak a már fejlődésben lévő egyedekbe, akik bár mentálisan előrehaladottak, testileg továbbra is csecsemők maradtak. A Doktor és Ruby elhatározzák, hogy kiderítik az állomás rejtélyeit, azonban egy olyan szörnyre bukkannak a babák szintje alatti katakombákban, ami még a Doktort is menekülésre készteti… |     |                                                                      |                       |                            |                  |
| 306. | 2.  | Az ördög akkordja (The Devil's Chord)                                | Ben Chessell          | Russel T Davies            | 2024. május 11.  |
| Ruby minden vágya, hogy élőben láthassa a Beatles zenekart, miközben felveszik első stúdió lemezüket, így a Doktor 1963-ba viszi a lányt. Lelkesedésük azonban gyorsan tovaszáll, amikor azt tapasztalják, hogy kiveszett a zene a világból, a zenészek pedig érzelmek nélkül gyártják unalmas, alibi jellegű számaikat. A háttérben egy égi entitás, a Játékkészítő gyermeke, Maestro áll, aki apja nyomdokaiba lépve próbálja meg pokollá tenni a Doktor és társa életét. A Doktor felveszi a harcot az égi lénnyel, de a győzelemhez szüksége lesz John Lennonra és Paul McCartneyra is. |     |                                                                      |                       |                            |                  |
| 307. | 3.  | Bumm (Boom)                                                          | Julie Anne Robinson   | Steven Moffat              | 2024. május 18.  |
| A TARDIS utasai a Kastarion 3 planétára érkeznek, ahol egy bajbajutott katona kiáltása üti meg a Doktor fülét. Az Idő Lord rögvest a férfi segítségére indul, de véletlenül egy taposóaknára lép. A katona időközben elhalálozik és hasonló sors vár a Doktorra is, ha nem talál megoldást a problémájára. Az akna amin áll a ránehezedő test részecskéit használja fel a pusztításra, ami egy Idő Lord esetében bolygóméretű katasztrófát eredményezhet. A Doktor eszközei erősen limitáltak mozgásképtelensége okán, az aknát gyártó Villengard hipervállalat mesterséges intelligenciája pedig mindent megtesz annak érdekében, hogy bevégezze küldetését… |     |                                                                      |                       |                            |                  |
| 308. | 4.  | 66,7 méter (73 Yards)                                                | Dylan Holmes Williams | Russel T Davies            | 2024. május 25.  |
| A Doktor és Ruby egy walesi sziklaszirten landolnak a TARDIS-szal, melyből kilépve véletlenül megrongálnak egy tündérkörnek nevezett alkotást. Bár eleinte nem tulajdonítanak a dolognak nagy jelentőséget, de rövidesen minden megváltozik, amikor a Doktornak nyoma vész, a TARDIS pedig elérhetetlenné válik Ruby számára, aki egy titokzatos, női alakra is figyelmes lesz a távolban. A lány útra kel, hogy megoldást találjon a problémájára, de a női alak folyamatosan a nyomában van, de soha nem közelíti meg 66,7 méternél jobban. Évek telnek el, majd évtizedek is, a Doktor úgy fest, hogy végérvényesen eltűnt, Rubynak pedig rá kell jönnie, hogy ki is lehet pontosan az őt azóta is követő, kísérteties női alak, mielőtt túl késő lenne mind neki, mind az egész világnak egyaránt… |     |                                                                      |                       |                            |                  |
| 309. | 5.  | Gömb és buborék (Dot and Bubble)                                     | Dylan Holmes Williams | Russel T Davies            | 2024. június 1.  |
| Lindy Pepper-Bean egy Idill nevezetű városban éli gondtalan életét barátaival, valamikor a távoli jövőben. A település gazdag fiatalokból álló lakossága azonban soha nem látja egymást, mivel napjaikat egy buborékkal a fejükön élik, amely három dimenziós közösségi platformként biztosítja számukra a 0-24-es szórakozást. Lindy barátai azonban rejtélyes módon tűnnek el egymás után, majd hirtelen a Doktor és Ruby jelennek meg kéretlenül a lány barátlistájában, üzenetet küldve számára, hogy hatalmas veszélyben van az élete. Idill városát óriási csigaszerű lények lepték el, akik sorra falják fel a külvilágról mit sem sejtő fiatalokat. Lindy menekülni kényszerül álomvilágából, a Doktor pedig minden lépésében igyekezne támaszt nyújtani a rettegő lány számára, a gond viszont az, hogy Lindy sorra elutasítja a Doktor segítségét és lekezelően igyekszik távol tartani magát a számára megvetendő, külvilági idegentől… |     |                                                                      |                       |                            |                  |
| 310. | 6.  | Zsivány (Rogue)                                                      | Ben Chessell          | Kate Herron, Briony Redman | 2024. június 8.  |
| 1813. Az angliai Bath városában bált tartanak, amelyen a Doktor és Ruby is vendégként múlatják idejüket. A táncoló emberek között azonban a Doktor egy különös férfit vesz észre, aki felkelti az érdeklődését. A férfi Zsivány néven mutatkozik be, a Doktor pedig gyorsan rájön, hogy a különös alak egy teljesen más világból származik, ám ekkorra már késő, Zsivány fegyvert ránt és fogságba ejti a Doktort. Eközben a bálon Ruby barátságot köt egy helyi lánnyal, akivel észreveszik, hogy valami nagyon nincs rendben a vendégekkel. Emberek halnak meg, miközben az élők egyre szokatlanabbul kezdenek viselkedni. Titokzatos földönkívüli lények vegyültek el a vendégek között, akik áldozataik alakját veszik fel, saját szórakozásuk kielégítése céljából. Zsivány is pont azért érkezett, hogy megállítsa az alakváltókat, a gond csak az, hogy nem az eredeti célpontját fogta el… |     |                                                                      |                       |                            |                  |
| 311a. | 7.  | Ruby Sunday legendája (1. rész) (The Legend of Ruby Sunday (Part 1)) | Jamie Donoughue       | Russell T Davies           | 2024. június 15. |
| A Doktor a jelenkori Földre érkezik, a UNIT főhadiszállásra, hogy Kate segítségét kérje, ugyanis bármerre jártak Rubyval időben és térben, egy titokzatos, idős nő mindig felbukkant körülöttük. A nő itt is jelen van, a UNIT pedig Susan néven ismeri, pontosan úgy, mint a Doktor rég elveszett unokáját. A Doktorban fellángol a remény, hogy talán újra találkozhat Susannel, de előtte még Ruby származásának kell utánajárniuk. A UNIT időablak berendezésével megelevenítik maguk körül 2004 karácsonyát, de a dolgok nem várt fordulatot vesznek és az események láncolata katasztrófát hoz katasztrófákat követően. Nem a Játékkészítő és Maestro voltak az egyedüli égi lények, akik eljutottak a földre. Volt más is, akivel egyszer régen a Doktor már szembenézett. Az égi lény akkor alulmaradt, most viszont eljött az idő, hogy bosszút álljon. A rejtély kirakós darabkái mind a helyükre kerülnek, az égi lény pedig felfedi magát és támadásba lendül. |     |                                                                      |                       |                            |                  |
| 311b. | 8.  | A halál birodalma (2. rész) (Empire of Death (Part 2))               | Jamie Donoughue       | Russel T Davies            | 2024. június 22. |
| Sutekh, a Pusztító, kivel a Doktor azt hitte, hogy egyszer már réges-régen örökre leszámolt, visszatért és erősebbé vált, mint valaha. Bejárta az univerzumot a TARDIS-on rejtőzve és magába szívta a mindenség erejét. A Doktornak be kell látnia, hogy itt a szavak már kevesek a győzelemhez, az viszont a velejéig meghökkenti, hogy ősi riválisa a szeme láttára pusztítja el a Földet, majd minden más bolygót is, ahol valaha is megfordult. Sutekh megállíthatatlan és nem rendelkezik gyengeséggel. A Doktor veszített. Vagy mégsem? A teljes elkeseredés küszöbén, valahol az univerzum egy kihaló félben lévő planétáján a Doktor segítséget kér egy idegentől, akitől egy kanalat kap, mielőtt az elporladna Sutekh átkának következtében. A Doktor pedig megesküszik, hogy megmenti az univerzumot és visszafordítja Sutekh átkát, kerüljön, amibe kerülnie kell. Sikerrel jár az Idő Ura? Kiderül, hogy ki Ruby anyja? Sok kérdés megválaszolásra kerül, de mégtöbb új merül fel, ahogy a végeláthatatlan időörvényben sor kerül a végső leszámolásra a Doktor és Sutekh között. |     |                                                                      |                       |                            |                  |

#### Különkiadás (2024)
| # | Cím                                                   | Rendező     | Író           | Premier            |
| --- | ----------------------------------------------------- | ----------- | ------------- | ------------------ |
| 312. | Örvendj világ! (Joy to the World (Christmas special)) | Alex Pillai | Steven Moffat | 2024. december 25. |
| A Doktor a 41. századi Londonba érkezik az Időhotelbe, ahol belebonyolódik a Villengard cég egy eltitkolt projektjébe, miszerint egy csillagot akarnak magfúzióval létrehozni annak érdekében, hogy saját céljaikra használhassák az ebből eredő energiákat. A csillagkezdeményt egy aktatáska rejti, amely hozzákapcsolódik egy Joy nevű lány karjához, ezáltal halálra ítélve őt. A Doktor elhatározza, hogy megmenti Joyt és megakadályozza a Villengardot, hogy házi készítésű csillagukkal felégessék a Földet, ehhez viszont szüksége lesz időre. Nagyon nagyon sok időre... |                                                       |             |               |                    |

#### Második legújabb (41.) évad (2024)
| Sor.  | Év. | Cím                                                        | Rendező            | Író                                    | Premier           |
| ----- | --- | ---------------------------------------------------------- | ------------------ | -------------------------------------- | ----------------- |
| 313.  | 1.  | A robotforradalom (The Robot Revolution)                   | Peter Hoar         | Russel T Davies                        | 2025. április 12. |
| TBA   |     |                                                            |                    |                                        |                   |
| 314.  | 2.  | Lux (Lux)                                                  | Amanda Brotchie    | Russel T Davies                        | 2025. április 19. |
| TBA   |     |                                                            |                    |                                        |                   |
| 315.  | 3.  | A kút (The Well)                                           | Amanda Brotchie    | Russel T Davies & Sharma Angel-Walfall | 2025. április 26  |
| TBA   |     |                                                            |                    |                                        |                   |
| 316.  | 4.  | Szerencsés nap (Lucky Day)                                 | Peter Hoar         | Pete McTighe                           | 2025. május 3.    |
| TBA…  |     |                                                            |                    |                                        |                   |
| 317.  | 5.  | A történet és a motor (The Story & the Engine)             | Makalla McPherson  | Inua Ellams                            | 2025. május 10.   |
| TBA   |     |                                                            |                    |                                        |                   |
| 318.  | 6.  | A Csillagközi Dalfesztivál (The Interstellar Song Contest) | Ben A. Williams    | Juno Dawson                            | 2025. május 17.   |
| TBA   |     |                                                            |                    |                                        |                   |
| 319a. | 7.  | Kívánságvilág (1. rész) (Wish World (Part 1))              | Alex Sanjiv Pillai | Russell T Davies                       | 2025. május 24.   |
| TBA   |     |                                                            |                    |                                        |                   |
| 319b. | 8.  | A realitás háborúja (2. rész) (The Reality War (Part 2))   | Alex Sanjiv Pillai | Russel T Davies                        | 2024. június 22.  |
| TBA   |     |                                                            |                    |                                        |                   |

### Tizenhatodik Doktor – Billie Piper
A Tizenhatodik Doktor a Doktor nevezetű Idő Lord tizennyolcadik inkarnációja, valamint második regenerációs ciklusának ötödik inkarnációja. Regenerációját követően arra kellett rádöbbennie, hogy kinézetét tekintve egy az egyben megegyezik korábbi útitársával, Rose Tyler-rel.

#### Harmadik legújabb (42.) évad (TBA)
| #    | Cím       | Rendező | Író | Premier |
| ---- | --------- | ------- | --- | ------- |
| 320. | TBA (TBA) | TBA     | TBA | TBA     |
| TBA  |           |         |     |         |

## Egyéb történetek
| Első vetítés | Cím                                                     | Írta                              | Rendezte         | Epizódok száma              |
| --- | ------------------------------------------------------- | --------------------------------- | ---------------- | --------------------------- |
| 1985. február 23. | "A Fix with Sontarans"                                  | Eric Saward                       | Marcus Mortimer  | 1 epizód, 9 perc            |
| Az első mini epizód a hatodik Doktorral. |                                                         |                                   |                  |                             |
| 1990. november 21. | "Search Out Space"                                      | Rona Munro                        | Alan Wareing     | 1 epizód, 10 perc           |
| A hetedik Doktor, Ace és a K-9 szerepel benne. |                                                         |                                   |                  |                             |
| 1993. november 26-27. | "Dimensions in Time"                                    | John Nathan-Turner és David Roden | Stuart MacDonald | 2 epizód, 13 perc           |
| A sorozat 30 évfordulójára készült (A Surivival után). A harmadiktól a hetedik Doktorig és útitársaik szerepelnek benne.                                           |                                                         |                                   |                  |                             |
| 1999. március 12. | "Comic Relief: Doctor Who and the Curse of Fatal Death" | Steven Moffat                     | John Henderson   | 4(2) epizód, 23 perc        |
| A Doctor Who paródiája. A Doktor nem más mint Rowan Atkinson. |                                                         |                                   |                  |                             |
| 2005. november 18. | "Doctor Who: Children in Need"                          | Russell T Davies                  | Euros Lyn        | 1 epizód, 7 perc            |
| A Doktor regenerálódik és elmagyarázza Rosenak, hogy ő még mindig ugyanaz a személy.                                                                               |                                                         |                                   |                  |                             |
| 2005. december 25. | "Attack of the Graske"                                  | Gareth Roberts                    | Ashley Way       | 1 epizód 14 perc            |
| Egy interaktív epizód, te is szerepelhetsz benne. A BBC honlapján ki lehet próbálni.                                                                               |                                                         |                                   |                  |                             |
| 2007. április 2. – június 30. | "The Infinite Quest"                                    | Alan Barnes                       | Gary Russell     | 13 epizód, összesen 45 perc |
| A harmadik évaddal párhuzamosan futó animált évad. |                                                         |                                   |                  |                             |
| 2007. november 16. | "Time Crash"                                            | Steven Moffat                     | Graeme Harper    | 1 epizód8 perc              |
| Mivel nem kapcsolja be a TARDIS védőpajzsát, ezért a Doktor véletlenül összetalálkozik ötödik alakjával(Peter Davison).                                            |                                                         |                                   |                  |                             |
| 2009. január 1. | "Music of the Spheres"                                  | Russell T Davies                  | Euros Lyn        | 1 epizód 7 perc             |
| A TARDISban megjelenik a Graske. Azt mondja, hogy figyelmeztetni jön. Hirtelen megjelenik egy féreglyuk, aminek a másik végén egy hangverseny zajlik.              |                                                         |                                   |                  |                             |
| 2009. május 23. | "Doctor Who: Tonight's the Night"                       | Russell T Davies                  | Alice Troughton  | 1 epizód 3 perc             |
| Egy vicces jelenet ahol egy rajongó szerepelhetett mint ellenség.                                                                                                  |                                                         |                                   |                  |                             |
| 2009. november 21-26. | "Dreamland"                                             | Phil Ford                         | Gary Russell     | 6 epizód, összesen 45 perc  |
| 6 3D animációs epizód. Ez a 2008 és 2010 közötti kihagyott évad alatt futó minisorozat.                                                                            |                                                         |                                   |                  |                             |
| 2011. március 18. | "Comic Relief Space & Time"                             | Steven Moffat                     | Richard Senior   | 2 epizód 8 perc             |
| A Red Nose Day nevű jótékonysági műsor keretében mutatták be ezt a két epizódot.                                                                                   |                                                         |                                   |                  |                             |
| 2012. augusztus 27. – 31. | "Pond Life"                                             | Chris Chibnall                    | Saul Metzstein   | 5 epizód 5 perc             |
| A 7. évad évadnyitója előtt adták le az 5 részes minisorozatot ami a Pondok (Amy és Rory) mindennapjait mutatja be.                                                |                                                         |                                   |                  |                             |
| 2012. október 12. | "P.S."                                                  | Chris Chibnall                    |                  | 1 epizód 5 perc             |
| Az 5 perces animált történet a The Angels Take Manhattan után játszódik. Egy ismeretlen férfi érkezik Brian Williams-hez és átadja neki fia, Rory utolsó üzenetét. |                                                         |                                   |                  |                             |
| 2013. március 25. | "The Battle of Demon's Run: Two Days Later"             | Steven Moffat                     |                  | 1 epizód 3 perc             |
| Ebből a miniepizódból derül ki, hogyan is hozták vissza az életbe Strax-et a szontárt a Démon Vész-i csata után.(A Good Man Goes To War)                           |                                                         |                                   |                  |                             |

### Prequel-ek
2011-től egyfajta szokássá vált a sorozatban, hogy az évad több része előtt egy pár perc hosszúságú felvezetővideót adnak ki.

| Első vetítés         | Cím                                                     | Írta           | Szereplők                                     |
| -------------------- | ------------------------------------------------------- | -------------- | --------------------------------------------- |
| 2011. március 25.    | Prequel to The Impossible Astronaut                     | Steven Moffat  | Nixon elnök; a Csend                          |
| 2011. április 30.    | Prequel to The Curse of the Black Spot                  | Steve Thompson | Avery kapitány                                |
| 2011. május 28.      | Prequel to A Good Man Goes to War                       | Steven Moffat  | Dorium Maldovar; a Fejnélküli Szerzetesek     |
| 2011. augusztus 14.  | Prequel to Let's Kill Hitler                            | Steven Moffat  | A Doktor                                      |
| 2011. szeptember 24. | Prequel to The Wedding of River Song                    | Steven Moffat  | A Csend; katonák; River Song                  |
| 2011. december 6.    | Prequel to The Doctor, the Widow and the Wardrobe       | Steven Moffat  | A Doktor                                      |
| 2012. szeptember 2.  | Prequel to Asylum of the Daleks                         | Steven Moffat  | A Doktor; a Hírnök                            |
| 2012. szeptember 16. | The Making of the Gunslinger (to A Town Called Mercy)   | Toby Whithouse | Kahler-Jex; Kahler-Tek                        |
| 2012. november 16.   | The Great Detective (to The Snowmen)                    | Steven Moffat  | A Doktor; Madame Vastra; Jenny; Strax         |
| 2012. december 17.   | Vastra Investigates (to The Snowmen)                    | Steven Moffat  | Madame Vastra; Jenny; Strax                   |
| 2013. március 23.    | Prequel to The Bells of Saint John                      | Steven Moffat  | A Doktor; a fiatal Clara Oswald; Ellie Oswald |
| 2013. május 11.      | She Said, He Said (to The Name of the Doctor)           | Steven Moffat  | A Doktor; Clara                               |
| 2013. május 26.      | Clarence and the Whispermen (to The Name of the Doctor) | Steven Moffat  | Clarence DeMarco; a Suttogók                  |

### Webcast
| Megjelenés                         | Cím                  | Írta                                         | Rendezte       | Részek           |
| ---------------------------------- | -------------------- | -------------------------------------------- | -------------- | ---------------- |
| 2001. július 13.                   | Death Comes to Time  | Colin Meek                                   | Dan Freedman   | 13 rész 140 perc |
| 2002. augusztus 2. – szeptember 6. | Real Time            | Gary Russell                                 | Gary Russell   | 6 rész 12 perc   |
| 2003. május 2. – június 6.         | Shada                | Douglas Adams                                | Nicholas Pegg  | 6 rész 25 perc   |
| 2003. november 13. – december 18.  | Scream of the Shalka | Paul Cornell                                 | Wilson Milam   | 6 rész 15 perc   |
| 2010. augusztus 1.                 | Dead and Buried      | Eddie Robson, John Ainsworth, Alex Mallinson | Alex Mallinson | 1 rész 9 perc    |

### Doctor Who Adventure Games

#### 1. évad
A tizenegyedik Doktorral eddig öt játék készült PC-re. A játékokat csak angol felhasználók érhetik el. A történetük kapcsolódik a fő sorozathoz.

| Megjelenés          | Cím                            | Írta        |
| ------------------- | ------------------------------ | ----------- |
| 2010. június 5.     | "City of the Daleks"           | Phil Ford   |
| 2010. június 26.    | "Blood of the Cybermen"        | Phil Ford   |
| 2010. augusztus 27. | "TARDIS"                       | James Moran |
| 2010. december 25.  | "Shadows of the Vashta Nerada" | Phil Ford   |

#### 2. évad
| Megjelenés    | Cím                  | Írta      |
| ------------- | -------------------- | --------- |
| 2011. Október | "The Gunpowder Plot" | Phil Ford |